# Max (Vorname)

Max Planck (1938)

Max ist ein männlicher Vorname.

## Herkunft und Bedeutung
Beim Vornamen Max handelt es sich um eine Kurzform verschiedener Namen, die mit der Silbe Max- beginnen, insbesondere von Maximilian und Maxwell.

## Verbreitung

### Deutscher Sprachraum
Der Name Max [ˈmaks] zählte in Deutschland bereits im ausgehenden 19. Jahrhundert zu den beliebtesten Jungennamen und erreichte wiederholt Platzierungen unter den 20 beliebtesten Jungennamen. Seine Popularität sank jedoch im Laufe der Jahre, sodass er in den 1940er Jahren außer Mode geriet. Ende der 1970er Jahre gewann der Name an Popularität und stieg rasch in die Hitliste der 100 meistgewählten Jungennamen auf. Von 2005 bis 2015 zählte er zu den 15 beliebtesten Jungennamen und erreichte im Jahr 2006 mit Rang 8 seine bislang einzige Top-10-Platzierung. Seitdem sank die Beliebtheit leicht. Im Jahr 2023 belegte Max Rang 31 der Hitliste. Auf der Hitliste der beliebtesten Folgenamen belegte er Rang 60.
Nachdem der Name Max in der Schweiz im Jahr 2004 erstmals die Top-100 der Vornamenscharts erreicht hatte, trat er drei Jahre später erneut in diese Hitliste ein und hat sie seither nicht verlassen. Im Jahr 2017 erreichte er mit Rang 47 seine bislang einzige Top-50-Platzierung. Im Jahr 2022 belegte er in der Hitliste Rang 52.
In Österreich erreichte der Name Max im Jahr 1989 erstmals die Top-100 der Vornamenscharts. Er gewann an Popularität und konnte sich schließlich im Mittelfeld der Hitliste etablieren. Seine bislang höchste Platzierung erreichte er im Jahr 2017 (Rang 40). Zuletzt stand er auf Rang 47 der Hitliste (Stand 2022).

### Skandinavien
In Finnland wurde der Name Max [ˈmɑks] bzw. [ˈmɑ̝ks̠] zunächst nur selten vergeben. Seit den 1980er Jahren steigt seine Popularität. In den Jahren 2016 sowie 2020 bis 2022 erreichte er die Hitliste der 50 beliebtesten Jungennamen.
Der Name Max hat sich in Schweden in der Top-100 der Vornamenscharts etabliert und zählte bis 2017 zu den 50 beliebtesten Jungennamen. Zwischen 2004 und 2012 (Ausnahme: 2011) erreichte er sogar die Top-20 der Hitliste. In den 2010er Jahren jedoch sank seine Popularität. Im Jahr 2022 stand er in den Vornamenscharts auf Rang 72.
In Norwegen zählt Max seit 2008 zu den 100 meistgewählten Jungennamen des Landes. Im Jahr 2023 belegte er Rang 72 der Hitliste.

### Englischer Sprachraum
In den USA war der Name Max [ˈmæks] bereits im ausgehenden 19. Jahrhundert geläufig. Im Jahr 1914 erreichte er mit Rang 99 die Top-100 der Vornamenscharts. Insbesondere ab den 1940er Jahren sank die Popularität des Namens, bis er schließlich außer Mode geriet. Jedoch wurde er weiterhin gelegentlich vergeben. In den 1960er und 1970er Jahren erreichte die Popularität des Namens ihren Tiefpunkt, mit Rang 410 belegte Max im Jahr 1969 seinen bisher niedrigsten Rang in den Vornamenscharts. Ab den 1980er Jahren stieg die Beliebtheit des Namens wieder. Mit Ausnahme des Jahres 1996 zählt er seit 1987 zu den 200 beliebtesten Jungennamen des Landes. Zunächst wurde der Name eher selten vergeben, in den späten 2000er Jahren gewann er jedoch ein weiteres Mal an Popularität und belegte in den Jahren 2010 und 2011 erneut Top-100-Platzierungen. Seitdem nimmt die Beliebtheit wieder ab. Im Jahr 2023 belegte Max Rang 163 der Hitliste.
Ein ähnliches Bild zeigt sich in Kanada, wo der Name bereits im Jahr 2008 in die Top-100 der Vornamenscharts eintrat. Im Jahr 2017 verfehlte er mit Rang 53 die Top-50 nur knapp.
Im Vereinigten Königreich zählt Max zu den beliebtesten Jungennamen. In England und Wales hat er sich in der Top-100 der Vornamenscharts etabliert und erreichte in den Jahren 2011 und 2012 die Hitliste der 20 beliebtesten Jungennamen. Im Jahr 2022 belegte er Rang 37. In Schottland zählt Max seit 1998 zur Top-100. Er gewann rasch an Popularität und platzierte sich wiederholt unter den 20 beliebtesten Jungennamen. Im Jahr 2023 stand er auf Rang 23 der Hitliste. Auch in Nordirland hat sich der Name unter den 50 beliebtesten Jungennamen etabliert, erreichte jedoch nie die Top-20 der Vornamenscharts. Im Jahr 2022 belegte er Rang 44 der Hitliste.
Der Name Max zählt in Irland seit 2003 zu den 100 meistgewählten Jungennamen und erreichte 7 Jahre später die Top-50 der Hitliste. Im Jahr 2023 belegte er in den Vornamenscharts Rang 31.
In Australien erreichte Max im Jahr 1992 erstmals die Top-100 der Vornamenscharts. Im darauffolgenden Jahr verließ der Name sie wieder, zählt jedoch seit 1994 zu dieser Hitliste. Er gewann an Popularität und stieg 2002 in die Top-50 auf. Mit Rang 13 erreichte er seine höchste Platzierung im Jahr 2014. Im Jahr 2022 stand er auf Rang 26 der Hitliste.
Ein ähnliches Bild zeigt sich in Neuseeland. Hier erreichte der Name im Jahr 2016 die Hitliste der 10 beliebtesten Jungennamen. Im Jahr 2022 stand er auf Rang 29 der Hitliste.

### Weitere Länder
In den Niederlanden zählte Max [ˈmɑks] lange zu den 30 beliebtesten Jungennamen. Mit Rang 8 erreichte er im Jahr 2016 sogar eine Top-10-Platzierung. Im Jahr 2023 verließ der Name die Top-30 und platzierte sich auf Rang 41 der Hitliste.
Der Name Max hat sich in Belgien unter den 200 meistgewählten Jungennamen etabliert. Seit den 2010er Jahren gewinnt er an Popularität. Im Jahr 2021 trat er erstmals in die Top-100 der Vornamenscharts ein und erreichte im darauffolgenden Jahr Rang 81 der Hitliste.
In Frankreich war der Name Max [maks] bereits zu Beginn des 20. Jahrhunderts geläufig. Im Jahr 1911 stieg er in die Top-100 der Vornamenscharts auf und hielt sich in den 1930er und 1940er Jahren im Mittelfeld dieser Hitliste. Nachdem der Name im Jahr 1962 die Top-100 verlassen hatte, sank seine Popularität rasch ab, sodass er in den 1970er Jahren außer Mode geriet. Mit Rang 408 erreichte die Beliebtheit des Namens ihren Tiefpunkt im Jahr 1986. Danach stieg die Popularität wieder an, sodass er sich in den Jahren 2002 und 2003 unter den 200 beliebtesten Jungennamen des Landes platzieren konnte. Seitdem befindet sich der Name erneut im Abwärtstrend. Im Jahr 2022 belegte er in den Vornamenscharts Rang 332.
In Spanien erreichte Max im Jahr 2020 erstmals die Top-100 der Vornamenscharts. Zwei Jahre später stand er auf Rang 96 der Hitliste. Weitaus beliebter ist der Name in Katalonien, wo Max [ˈmaks] bereits seit 2001 zu den 100 beliebtesten Jungennamen zählt. Im Jahr 2022 belegte er Rang 20 der Hitliste.
Max [ˈmaks] wurde in Tschechien bereits in den 1930er Jahren gelegentlich vergeben. Seit den 1990er Jahren gewinnt der Name an Popularität. Im Jahr 2002 trat Max in die Top-100 der Vornamenscharts ein und erreichte mit Rang 48 im Jahr 2016 erstmals die Hitliste der 50 beliebtesten Jungennamen.

## Varianten
Die russische und ukrainische Variante des Namens lautet Макс Maks, die slowenische Variante Maks.
Daneben existiert die seltene deutsche Variante Mäx bzw. Mex, die die englische Aussprache nachahmen soll.
Für weitere Varianten: siehe Maximilian#Varianten bzw. Maxwell (Name)

## Namensträger

### A
- Max Aaron (* 1992), US-amerikanischer Eiskunstläufer
- Max Aarons (* 2000), englischer Fußballspieler
- Max Abbas (1844–1923), deutscher Bibliothekar und Flötist
- Max Abegglen (1902–1970), Schweizer Fußballspieler
- Max Abraham (1875–1922), deutscher theoretischer Physiker
- Max Abraham (1831–1900), deutscher Musikverleger
- Max Abramovitz (1908–2004), US-amerikanischer Architekt
- Max Absmeier (1920–2012), deutscher katholischer Geistlicher
- Max Ackermann (1887–1975), deutscher Maler und Grafiker; Schüler Adolf Hölzels
- Max Adalbert (1874–1933), deutscher Theater- und Filmschauspieler
- Max Adam (1894–1978), deutscher Ingenieur und Marineoffizier, zuletzt Konteradmiral der Kriegsmarine
- Max Adamo (1837–1901), deutscher Historienmaler und Illustrator
- Max Adenauer (1910–2004), deutscher Politiker (CDU)
- Max Adler (1873–1937), österreichischer Soziologe, Vertreter des Austromarxismus und Politiker, Landtagsabgeordneter
- Max Adler (1867–1937), deutscher Pädagoge und Historiker
- Max Adler (1907–1981), deutsch-britischer Physiker
- Max Adler (1866–1952), US-amerikanischer Geiger, Geschäftsmann und Philanthrop
- Max Adler (* 1986), US-amerikanischer Schauspieler
- Max Adler (1863–1938), österreichischer Violinist, Violinpädagoge, Dirigent und Musikschriftsteller
- Max Aeberli (1927–2009), Schweizer Radrennfahrer
- Max Aebischer (1914–2009), Schweizer Gewerkschafter und Politiker
- Max Aeschlimann (1904–1971), Schweizer Erfinder
- Max Affolter (1923–1991), Schweizer Jurist und Politiker
- Max Agerty (1875–1967), deutscher Theater- und Filmschauspieler, Stummfilmproduzent und -regisseur
- Max Aicher (* 1934), deutscher Unternehmer
- Max Aigner (1864–1924), deutscher Verwaltungsjurist und Bezirksoberamtmann
- Max Ainmiller (1807–1870), deutscher Glasmaler
- Max Aitken, 1. Baron Beaverbrook (1879–1964), britischer Pressezar und Politiker, Mitglied des House of Commons
- Max Albermann (1870–1927), deutscher Kommunalpolitiker
- Max Albert (1905–1976), deutscher Schriftsteller
- Max Alberti (* 1982), deutscher Musiker, Model und Schauspieler
- Max Albrecht (1851–1925), Hamburger Industrieller und Politiker, MdHB
- Max Alexander (1885–1942), deutscher Opernsänger (Stimmlage Bass)
- Max Alfthan (1892–1960), finnischer Segler
- Max Allenspach (1898–1983), Schweizer Lehrer, Schriftsteller, Kulturkritiker und Lyriker
- Max Allihn, deutscher Schriftsteller, Pfarrer, Lehrer und Amateurfotograf
- Max Allwein (1904–1977), deutscher Politiker (BP), MdL
- Max Wladimirowitsch Alpert (1899–1980), sowjetisch-russischer Fotojournalist
- Max Alsberg (1877–1933), deutscher Strafverteidiger und Schriftsteller
- Max Joseph Alteneder (1848–1923), deutscher Geistlicher, Generalvikar des Bistums Passaus
- Max Altergott (* 1991), deutsch-russischer Pokerspieler
- Max Altglass (1890–1952), polnischer Opernsänger (Tenor) und Gesangspädagoge
- Max Alvary (1851–1898), deutscher Architekt und Opernsänger (Tenor)
- Max Amann (1891–1957), deutscher Politiker (NSDAP), MdR und Publizist
- Max Amann (1905–1945), deutscher Schwimmer und Wasserballspieler
- Max Amberger (1839–1889), deutscher Musikinstrumentenbauer
- Max Amling (1934–2017), deutscher Politiker (SPD), MdB
- Max Peter Ammann (1929–2022), Schweizer Filmregisseur, Theaterregisseur und Schriftsteller
- Max Ammermann (* 1878), deutscher Ruderer
- Max D. Amstutz (* 1929), Schweizer Unternehmer, Manager und Strategieconsultant
- Max Anderlohr (1884–1961), Elektroingenieur (Medizingerätetechnik)
- Max Andersson (* 1962), schwedischer Comiczeichner, zeichnet aber auch verantwortlich für mehrere Kurzfilme
- Max Andersson (* 1973), schwedischer Politiker, MdEP
- Max Andriano (1867–1933), deutscher Theaterschauspieler und -regisseur
- Max Andrzejewski (* 1986), deutscher Jazzmusiker (Schlagzeug, Komposition)
- Max Angerer (1877–1955), österreichischer Maler
- Max Angst (1921–2002), Schweizer Bobfahrer
- Max Anliker (1927–2002), Schweizer Physiker und Hochschullehrer
- Max Annas (* 1963), deutscher Musikjournalist und Krimiautor
- Max Antlers (1873–1952), deutscher Maler, Illustrator, Innenarchitekt und Hochschullehrer
- Max Apel (1869–1945), deutscher Philosoph und Hochschullehrer
- Max Apelt (1861–1908), deutscher Verwaltungsjurist und Kommunalbeamter
- Max Apffelstaedt (1863–1950), deutscher Zahnarzt und Nationalsozialist
- Max Appel (* 1996), deutscher Ruderer
- Max Appis (1926–2003), deutscher Fußballspieler
- Max Apple (* 1941), US-amerikanischer Autor
- Max Apt (1869–1957), deutscher Wirtschaftsjurist
- Max Archimowitz (1920–2000), deutscher Politiker (SPD), MdL
- Max Arciniega (* 1987), US-amerikanischer Schauspieler
- Max von Arco-Zinneberg (1908–1937), deutscher Automobilrennfahrer
- Max Arend (1873–1943), deutscher Jurist und Musikschriftsteller
- Max Arendt (1843–1913), deutscher Großkaufmann und Kommunalpolitiker in Königsberg (Preußen)
- Max Arenz (* 1868), deutscher Porträt- und Genremaler
- Max Ariowitsch (1880–1969), deutsch-britischer Rauchwaren-Händler und Stifter
- Max Armbruster (1886–1945), Opfer des Nationalsozialismus
- Max Arndt (1897–1967), deutscher Ingenieur
- Max Arnhold (1845–1908), deutscher Bankier
- Max Arnim (1889–1946), deutscher Klassischer Philologe und Bibliothekar
- Max Aronheim (1849–1905), deutscher Jurist und Unternehmer
- Max Aronoff (1905–1981), US-amerikanischer Bratschist und Musikpädagoge
- Max Aronsohn (1854–1939), deutscher Politiker (DDP), Mitglied der verfassunggebenden Preußischen Landesversammlung
- Max Arsava (* 1995), deutscher Jazzmusiker (Piano, Synthesizer, Keyboards, Komposition)
- Max Asam (1936–2015), deutscher Brigadegeneral
- Max Aschenborn (1860–1919), deutscher Verwaltungsjurist
- Max Askanazy (1865–1940), Schweizer Pathologe und Onkologe
- Max Aub (1903–1972), spanischer Schriftsteller
- Max Auer (1880–1962), österreichischer Musikwissenschaftler
- Max Auer (* 1936), deutscher Fußballspieler
- Max Auerbach (1879–1968), deutscher Biologe, Naturwissenschaftler und Limnologe
- Max Augustin (1886–1943), österreichischer Politiker (CSP), Landtagsabgeordneter
- Max Auwärter (1908–1995), deutsch-liechtensteinischer Industrieller
- Max Auzinger (1839–1928), deutscher Theater- und Stummfilmschauspieler sowie Zauberkünstler
- Max Ay (1862–1941), deutscher Kommunalpolitiker
- Max Azria (1949–2019), tunesisch-amerikanischer Modeschöpfer und Mode-Unternehmer

### B
- Max Babler (* 1990), österreichischer Fußballspieler und -trainer
- Max Bach (1915–2006), deutscher Verleger
- Max Bach (1841–1914), deutscher Maler, Graphiker und Kunsthistoriker
- Max Bach (1921–2005), deutsch-amerikanischer Romanist und Literaturwissenschaftler
- Max Bach (1885–1967), deutscher Gewerkschafter und Opfer des Nationalsozialismus
- Max Bachem (1855–1917), deutscher Konteradmiral der Kaiserlichen Marine
- Max Bächer (1925–2011), deutscher Architekt und Hochschullehrer
- Max Bachmann (1881–1954), deutscher Agrarwissenschaftler und Unternehmer
- Max Bachur (1845–1920), deutscher Theaterdirektor
- Max Backer (* 1976), niederländischer Beachvolleyballspieler
- Max Bacon, britischer Rocksänger
- Max Markgraf von Baden (1933–2022), deutscher Unternehmer und Chef des Hauses Baden
- Max von Baden (1867–1929), preußischer General der Kavallerie, letzter Reichskanzler des Deutschen Kaiserreiches
- Max Hermann Baege (1875–1939), Pädagoge, Schulreformer und Hochschullehrer
- Max Baer (1909–1959), US-amerikanischer Boxweltmeister im Schwergewicht
- Max Baerecke (1873–1960), deutscher Politiker (DNVP)
- Max Baginski (1864–1943), deutscher freiheitlicher Sozialist
- Max Bahr (1848–1930), deutscher Unternehmer und Politiker (DDP), MdR
- Max Bähr, deutscher Ingenieur
- Max von Bahrfeldt (1856–1936), preußischer General der Infanterie sowie Numismatiker
- Max von Bahrfeldt (1880–1964), deutscher Verwaltungsjurist
- Max Bair (1917–2000), österreichischer Kommunist, Freiwilliger im spanischen Bürgerkrieg und Widerstandskämpfer
- Max Baitinger (* 1982), deutscher Comic-Zeichner und Autor von Graphic Novels
- Max von Balan (1849–1905), preußischer Politiker und Jurist
- Max Baldner, deutscher Cellist, Musiklehrer und Verfolgter des Nationalsozialismus
- Max Baldry (* 1996), britischer Schauspieler
- Max Ballerstedt (1857–1945), deutscher Lehrer und Paläontologe
- Max Ballmann (1798–1859), deutscher Theaterschauspieler, Komiker und Opernsänger (Bariton)
- Max Bally (1880–1976), Schweizer Unternehmer
- Max Balter (1905–1960), polnisch-österreichischer Schauspieler
- Max Bamberger (1861–1927), österreichischer Chemiker
- Max Bansbach (1898–1997), deutscher Wirtschaftsprüfer und Steuerberater
- Max Bär (1855–1928), deutscher Philologe, Archivar und Historiker
- Max Bär (1903–1944), österreichischer Widerstandskämpfer
- Max Barack (1832–1901), deutscher Mundart-Schriftsteller und Offizier
- Max Barandun (1942–2010), Schweizer Leichtathlet
- Max Barascudts (1869–1927), deutscher Maler
- Max Barduleck (1846–1923), deutscher Graveur und Medailleur im Königreich Sachsen
- Max Bärenfänger (1860–1929), deutscher Porträtmaler, Radierer, Lithograf und Holzschneider
- Max Barnofsky (* 1995), deutscher Fußballspieler
- Max Barry (* 1973), australischer Schriftsteller
- Max Barskih (* 1990), ukrainischer Singer-Songwriter
- Max Barta (1900–1990), sudetendeutscher Gebrauchsgrafiker, Zeichner und Maler
- Max Bartel (1879–1914), deutscher Insektenhändler und Entomologe
- Max Eduard Gottlieb Bartels (1871–1934), deutsch-niederländischer Ornithologe
- Max Bartels junior (1902–1943), deutsch-niederländischer Zoologe
- Max Barth (1844–1893), deutscher Verwaltungsbeamter, Rittergutsbesitzer und Parlamentarier
- Max Barth (1896–1970), deutscher Journalist
- Max Barthel (1863–1921), deutscher Ingenieur
- Max Barthel (1893–1975), deutscher Schriftsteller
- Max Bartoskiewicz (1913–1968), deutscher Radrennfahrer (DDR)
- Max Bartsch (1884–1961), deutscher Marineoffizier und Marineautor
- Max Baruch (1883–1938), deutschamerikanischer Chirurg
- Max von Basse (1854–1940), deutscher Vizeadmiral der Kaiserlichen Marine
- Max Bastelberger (1851–1916), deutscher Arzt und Schmetterlingskundler
- Max Bastian (1883–1958), deutscher Admiral und Präsident des Reichskriegsgerichts
- Max Bauböck (1897–1971), österreichischer Gymnasialdirektor, Historiker, Archivar und Heimatforscher
- Max Baucus (* 1941), US-amerikanischer Politiker
- Max Bauder, deutscher Architekt
- Max Bauer (1844–1917), deutscher Mineraloge und Hochschullehrer
- Max Bauer (1869–1929), deutscher Offizier, zuletzt (1918) Oberst
- Max Bauer (1829–1914), deutscher Schriftsteller
- Max Bauer (1861–1932), deutscher Publizist
- Max Bauer (* 1906), deutscher Landrat
- Max Baum (* 1876), deutscher Handwerker und Politiker (SPD)
- Max Baumann (1917–1999), deutscher Komponist
- Max Baumann (1931–2025), deutscher Physiker
- Max Peter Baumann (* 1944), Schweizer Musikwissenschaftler, Ethnologe, Herausgeber
- Max Baumbach (1859–1915), deutscher Bildhauer
- Max Baumberg (1906–1978), deutscher Eisenbahningenieur, Reichsbahndirektor bei der Deutschen Reichsbahn
- Max Baumert (* 1992), deutscher K-1-Kampfsportler
- Max Bäumler (1865–1942), deutscher Theaterschauspieler und -regisseur
- Max Baur (1898–1988), deutscher Fotograf und Ansichtskartenverleger
- Max Baur (1893–1936), deutscher Pharmakologe und Hochschullehrer
- Max Peter Baur (* 1948), deutscher Mathematiker und Wissenschaftsmanager in der Universitätsmedizin
- Max Emanuel Herzog in Bayern (* 1937), deutscher Unternehmer und Familienmitglied des Hauses Wittelsbach
- Max Joseph in Bayern (1808–1888), bayerischer Herzog und Volksmusikförderer
- Max Bayrhammer (1867–1942), deutscher Schauspieler
- Max H. Bazerman (* 1955), US-amerikanischer Organisationspsychologe
- Max Becher (* 1964), deutscher Fotograf
- Max Beck (1952–2019), liechtensteinischer Rennrodler
- Max Wladimir von Beck (1854–1943), österreichischer Politiker und Ministerpräsident
- Max Becker (1888–1960), deutscher Politiker (DVP, FDP), MdL
- Max Becker (1906–2000), deutscher Tierphysiologe und Hochschullehrer
- Max Becker (1817–1884), badischer Eisenbahningenieur
- Max Becker (1848–1896), deutscher Jurist und Verwaltungsbeamter
- Max Egon Becker (1918–1983), deutscher Rundfunktechniker und Fabrikant
- Max Josef Becker (1890–1971), deutscher Maler, Zeichner und Radierer
- Max Beckmann (1884–1950), deutscher Maler, Grafiker, Bildhauer, Autor und Hochschullehrer
- Max Beckschäfer (* 1952), deutscher Kantor, Organist und Hochschullehrer
- Max Bedacht (1883–1972), US-amerikanischer Politiker (SPA, CLP, UCP, CPUSA)
- Max Beer (1886–1965), österreichischer Journalist und Autor
- Max Beer (1912–1995), Schweizer Leichtathlet und Marathonläufer
- Max Beer (1864–1943), deutscher Publizist und Historiker
- Max Josef Beer (1851–1908), österreichischer Komponist
- Max Beerbohm (1872–1956), englischer Parodist und Karikaturist
- Max Beesley (* 1971), britischer Schauspieler und Musiker
- Max Begemann (1877–1949), deutscher Opernsänger (Bariton)
- Max-Henri Béguin (1918–2000), Schweizer Kinderarzt und Pazifist
- Max Beheim-Schwarzbach (1839–1910), deutscher Schriftsteller, Heimatforscher und Historiker
- Max Behr (1857–1934), deutscher Naturforscher und Tierschützer
- Max von Behr (1879–1951), deutscher Generalleutnant der Waffen-SS, SS-Gruppenführer, Stabsführer des NS-Kriegerbundes
- Max Behrend (1862–1927), deutscher Theaterschauspieler, -regisseur, -intendant und Bühnenschriftsteller
- Max Behrendt (1879–1938), deutscher Politiker (SPD)
- Max Behrens (1886–1967), deutscher Politiker (SPD), MdHB, Altonaer Senator
- Max Beier (1903–1979), österreichischer Zoologe
- Max Beier (* 1993), deutscher Schauspieler und Kabarettist
- Max Beloff, Baron Beloff (1913–1999), englischer Historiker und Politiker
- Max Belowsky (1865–1945), deutscher Mineraloge, Kustos und Hochschullehrer
- Max Bemis (* 1984), US-amerikanischer Musiker, Sänger, Liedtexter und Komponist
- Max Bendiner (1865–1924), deutscher Verwaltungsbeamter und Politiker (SPD), MdL
- Max Bendix (1866–1945), US-amerikanischer Violinist und Dirigent
- Max Bendo (* 1972), kenianisch-türkischer Schauspieler
- Max Christoph Beneke (* 2003), deutscher Handballspieler
- Max Beninde (1874–1949), deutscher Hygieniker
- Max Benirschke (1880–1961), österreichischer Architekt, Kunsthandwerker, Illustrator, Hochschullehrer und Anthroposoph
- Max Benker-Bernegger (1932–2022), Schweizer Turner
- Max Benkwitz (1889–1974), deutscher Bergmann und Politiker (SPD, USPD, KPD, SED), MdR
- Max Bennett (1928–2018), US-amerikanischer Jazzbassist
- Max Bennett (* 1939), australischer Hirnforscher
- Max Bense (1910–1990), deutscher Philosoph, Schriftsteller und Publizist
- Max Bentele (1825–1893), deutscher Kunstmaler
- Max Bentley (1920–1984), kanadischer Eishockeyspieler
- Max Bentow (* 1966), deutscher Schriftsteller
- Max Benzinger (1877–1949), deutscher Theosoph und Anthroposoph
- Max Berbig (1856–1926), deutscher Lehrer und Heimatforscher
- Max van Berchem (1863–1921), Schweizer Orientalist, Spezialist in islamischer Archäologie und Epigraphik
- Max Berchtold (1916–1995), Schweizer Maschinenbauingenieur
- Max Berek (1886–1949), deutscher Mineraloge und Optiker
- Max Berg (1870–1947), deutscher Architekt und Baubeamter
- Max van den Berg (* 1946), niederländischer Politiker (PvdA), MdEP
- Max Berg-Ehlert (1875–1953), deutscher Theaterschauspieler und -intendant
- Max Bergbohm (1889–1965), deutscher Jurist und Ministerialbeamter
- Max Berger (1893–1970), deutscher Jurist und Militäroberstaatsanwalt der Nationalen Volksarmee (NVA) der DDR (1956–1958)
- Max Berger (* 1969), österreichischer Alpinist und Kletterer
- Max Berges (1899–1973), deutscher Schauspieler, Hörspielsprecher, Dramaturg, Journalist und Schriftsteller
- Max Berghaus (* 1963), deutscher Musiker und Filmkomponist
- Max Bergius (1862–1900), deutscher Verwaltungsjurist
- Max Bergmann (1844–1914), deutscher Landrat; MdHdA, MdR
- Max Bergmann (1884–1955), deutscher Maler
- Max Bergmann, deutscher Arzt, Leiter des Jüdischen Krankenhauses in Hannover und Opfer des Holocaust
- Max Bergmann (1886–1944), deutsch-US-amerikanischer Wissenschaftler
- Max Beringer (1886–1961), deutscher Maler und Grafiker
- Max Berk (1907–1993), deutscher Unternehmer und Fußballspieler
- Max H. Berling (1905–1999), deutscher Architekt
- Max Berndorff (1878–1948), deutscher Beigeordneter in Köln
- Max Berner (1855–1935), deutscher Richter und Mitglied des Kolonialrats
- Max Berner (* 1978), österreichischer Kameramann, Musiker und Multimediakünstler
- Max Bernhardt (1906–1979), deutscher Schauspieler, Synchron- und Hörspielsprecher
- Max Bernhart (1883–1952), deutscher Numismatiker
- Max Bernhauer (1866–1946), österreichischer Entomologe (Koleopterologe)
- Max Bernstein (1854–1925), deutscher Kritiker, Schriftsteller, Rechtsanwalt
- Max Bernuth (1872–1960), deutscher Maler, Zeichner und Kunstprofessor
- Max Berring (1866–1937), preußischer Generalmajor
- Max Bertling (1877–1960), deutscher Politiker (DNVP, NSDAP)
- Max Bertram (1849–1914), Landschaftsarchitekt
- Max Bertuch (1890–1943), deutscher Komponist, Bühnenautor, Librettist und Dirigent
- Max Berz (1845–1915), deutscher Maler und Kunsthändler
- Max Beschoren (1847–1887), deutscher Geograph
- Max von Beseler (1841–1921), preußischer Staats- und Justizminister, Kronsyndikus, Mitglied des Preußischen Herrenhauses
- Max Besler, deutscher Schulmann, Pädagoge und Regionalhistoriker Lothringens
- Max Besuschkow (* 1997), deutscher Fußballspieler
- Max Betzien (* 1994), deutscher Volleyball- und Beachvolleyballspieler
- Max van Beurden (1930–2006), niederländischer Fußballspieler
- Max Bewer (1861–1921), deutscher Schriftsteller und Dichter
- Max Beyer (1894–1982), deutscher Amateurastronom und Berufsschullehrer
- Max-Karl Beyer (1899–1964), deutscher Maler und Gebrauchsgrafiker
- Max Bezner (1872–1939), deutscher Bildhauer und Landschaftsmaler
- Max Bezzel (1824–1871), deutscher Schachspieler und Problemkomponist
- Max Biaggi (* 1971), italienischer Motorradrennfahrer
- Max Biala (1905–1942), deutscher SS-Unterscharführer im Vernichtungslager Treblinka
- Max Biebl (1893–1968), deutscher Chirurg
- Max Bielefeldt (1854–1927), deutscher Sprengstoffchemiker und Industrieller
- Max Bielschowsky (1869–1940), deutscher Neuropathologe
- Max Bierbaum (1883–1975), deutscher römisch-katholischer Theologe
- Max Bierhals (* 1987), deutscher Comedy-Autor und Creative Director
- Max Biermann (1856–1929), deutscher Diplomat und Kolonialbeamter
- Max Bignens (1912–2001), Schweizer Bühnenbildner und Kostümbildner
- Max Bill (1908–1994), Schweizer Architekt, Künstler und Designer
- Max Curt Bille (1884–1961), deutscher Marionettenspieler
- Max Billerbeck (* 1986), deutscher Segelsportler
- Max Binder (* 1947), Schweizer Politiker (SVP)
- Max Binder (1911–2010), deutscher Politiker (CSU), MdL
- Max Bing (1885–1945), deutscher Schauspieler und Hörspielregisseur
- Max Binnington (* 1949), australischer Hürdenläufer
- Max Birabén (1893–1977), argentinischer Zoologe und Arachnologe
- Max Bircher-Benner (1867–1939), Schweizer Arzt und Ernährungsreformer
- Max Bird (* 2000), englischer Fußballspieler
- Max Birkenmaier (1915–2002), Schweizer Bauingenieur
- Max Birnstiel (1933–2014), Schweizer Molekularbiologe
- Max Bisping (1817–1890), deutscher Komponist und Musikpädagoge
- Max Bittrof (1890–1972), deutscher Grafikdesigner, Schriftentwerfer und Briefmarkenkünstler
- Max Black (1909–1988), US-amerikanischer Philosoph
- Max Blaeulich (* 1952), österreichischer Autor, bildender Künstler, Herausgeber und Antiquar
- Max Blancke (1909–1945), deutscher KZ-Arzt
- Max Blanckenhorn (1861–1947), Geologe
- Max Blank (1887–1955), deutscher nationalsozialistischer Funktionär
- Max Bleibtreu († 1939), deutscher Physiologe, Hochschullehrer in Greifswald
- Max von Bleichert (1875–1947), deutscher Großindustrieller und Kunstsammler
- Max Bleicken (1869–1959), deutscher Politiker (DDP), MdHB und Bürgermeister von Cuxhaven
- Max Abramowitsch Bloch (1882–1941), russischer Chemiehistoriker und Chemiker
- Max Bloesch (1908–1997), Schweizer „Storchenvater“, Turnlehrer, Feldhandballspieler
- Max Blokzijl (1884–1946), niederländischer Journalist und Autor
- Max Blondat (1872–1925), französischer Bildhauer des Jugendstils und des Art déco
- Max Blum (1864–1902), Kaufmann und plattdeutscher Schriftsteller
- Max Blumenthal (* 1977), US-amerikanischer Autor, Journalist, Blogger und Filmemacher
- Max Blumentrath (* 1986), deutscher Jazzmusiker (Klavier, Hammond-Orgel, Arrangement)
- Max Blümich (1886–1942), deutscher Schachmeister
- Max Blümner (1867–1946), sächsischer Oberst und Schriftsteller
- Max Blunck (1887–1957), deutscher Rechtsanwalt
- Max von Bock und Polach (1842–1915), preußischer Generalfeldmarschall
- Max Bock (1885–1949), deutsch-estnischer Politiker, Mitglied des Riigikogu
- Max Bock (1881–1946), deutscher Politiker (KPD), Arbeitsminister in Württemberg-Baden
- Max Bock (1888–1953), deutscher Politiker (SPD), MdL
- Max Bock (1878–1945), deutscher General der Infanterie
- Max Böcker (1883–1945), deutscher Lehrer und Volkskundler
- Max Bockmühl (1882–1949), deutscher Chemiker
- Max I. Bodenheimer (1865–1940), deutscher Jurist, Zionist und Funktionär
- Max Bodenstein (1871–1942), deutscher Physikochemiker und Hochschullehrer, Entdecker des Bodenstein’schen Quasistationaritätsprinzips
- Max Boeckh (1843–1913), deutscher Jurist und Politiker
- Max Hildebert Boehm (1891–1968), deutscher Volkstumspolitiker und Soziologe
- Max von Boehn (1850–1921), preußischer Generaloberst im Ersten Weltkrieg
- Max von Boehn (1860–1932), deutscher Schriftsteller
- Max Boëtius (1889–1972), deutscher Chemiker und Hochschullehrer
- Max Bohatsch, österreichischer Eiskunstläufer
- Max Böhland (1896–1975), US-amerikanischer Langstreckenläufer deutscher Herkunft
- Max Böhlen (1902–1971), Schweizer Maler
- Max Bohm (1868–1923), US-amerikanischer Maler
- Max Böhme (1870–1925), deutscher Architekt und Baubeamter
- Max Bolkart (1932–2025), deutscher Skispringer
- Max G. Bollag (1913–2005), Schweizer Galerist
- Max Bolleman (* 1944), niederländischer Jazzmusiker (Schlagzeug), Tontechniker und Musikproduzent
- Max Boller (1897–1974), Schweizer Mediziner und Maler
- Max Bolliger (1929–2013), Schweizer Schriftsteller und Kinderbuchautor
- Max Bollwage (1927–2022), deutscher Grafikdesigner, Schriftsetzer, Kalligraf, Lehrer und Autor
- Max Bondy (1892–1951), deutscher Reformpädagoge
- Max Boonstoppel (* 2000), österreichisch-niederländischer Fußballspieler
- Max Hermann Bork (1899–1973), deutscher Offizier, zuletzt Generalleutnant im Zweiten Weltkrieg
- Max Born (1882–1970), deutsch-britischer Mathematiker und Physiker, Nobelpreisträger für Physik
- Max von dem Borne (1826–1894), preußischer Kammerherr
- Max Borrack (1901–1945), deutscher Widerstandskämpfer und Sozialist
- Max Borrmann (1848–1930), deutscher Gutsbesitzer und Politiker
- Max Borst (1869–1946), deutscher Pathologe
- Max Boruc (* 2002), polnischer Fußballtorhüter
- Max Bösenberg (1847–1918), deutscher Architekt
- Max Bößl (1925–1973), deutscher Schauspieler
- Max Bosshard (* 1949), Schweizer Architekt
- Max Bothner (1909–1981), deutscher Textilkaufmann, Polizeibeamter und Politiker (SPD), MdL Bayern
- Max Botkin (* 1979), US-amerikanischer Drehbuchautor
- Max Karl Böttcher (1881–1963), deutscher Schriftsteller
- Max Bottini (* 1956), Schweizer Künstler
- Max Böttner (* 1991), deutscher Crosslauf-Sommerbiathlet
- Max Boyce (* 1943), walisischer Comedian, Songwriter, ehemaliger Bergmann
- Max Boyes (1934–2022), britischer Leichtathlet
- Max Bozyk (1899–1970), polnisch-jüdischer Schauspieler
- Max Brahn (1873–1944), deutscher Psychologe
- Max Braithwaite (1911–1995), kanadischer Schriftsteller
- Max Brand (1896–1980), österreichisch-amerikanischer Komponist
- Max Brandes (1881–1976), deutscher Chirurg und Orthopäde
- Max Brandl (* 1938), deutscher Politiker (SPD), MdL
- Max Brandl (1935–2016), deutscher Politiker (SPD), MdL
- Max Brandstetter (1901–1969), österreichischer Politiker (SDAP), Landtagsabgeordneter
- Max Brandt (* 2001), deutscher Fußballspieler
- Max von Brandt (1835–1920), deutscher Diplomat, Ostasien-Experte und Publizist
- Max Braubach (1899–1975), deutscher Historiker
- Max von Brauchitsch (1835–1882), deutscher Beamter und Politiker, MdR
- Max Brauer (1887–1973), deutscher Politiker (SPD), MdHB, MdB
- Max Braun (1850–1930), deutscher Zoologe und Hochschullehrer
- Max Braun (1859–1925), deutscher evangelischer Pfarrer
- Max Braun (1890–1951), deutscher Ingenieur, Erfinder und Unternehmer
- Max Braun (1883–1967), US-amerikanischer Tauzieher
- Max Braun (1892–1945), deutscher sozialdemokratischer Politiker und Journalist
- Max Bräuner (1882–1966), deutscher Psychiater und Euthanasietäter
- Max Brausewetter (1867–1916), deutscher Arzt und Schriftsteller
- Max Bravmann (1909–1977), deutsch-US-amerikanischer Rabbiner
- Max von Bredow (1855–1918), Gutsbesitzer und preußischer Politiker
- Max von Bredow (1817–1893), preußischer Oberst, Rittergutsbesitzer
- Max Breitenhuber (1932–2014), deutscher Architekt
- Max Breitenöder (1909–1967), deutscher Wasserbauingenieur und Hochschullehrer
- Max Breitung (1852–1921), deutscher Mediziner und Schriftsteller
- Max Bresele (1944–1998), Kunstmaler, Bildhauer, Filmemacher und Objektkünstler
- Max Breslauer (1869–1929), deutscher Elektrotechniker
- Max Bressel (1926–2000), deutscher Urologe
- Max Bretschneider (1872–1950), deutscher Buchhändler und Verleger in Rom
- Max Breunig (1888–1961), deutscher Fußballspieler
- Max Brick (* 1992), britischer Wasserspringer
- Max Brinckman (1846–1927), deutscher Unternehmer
- Max Britzelmayr (1839–1909), deutscher Lehrer, Lichenologe und Mykologe
- Max Brockert (1870–1962), deutscher Architekt
- Max Brockhaus (1867–1957), deutscher Musikverleger
- Max Brod (1884–1968), tschechischer Schriftsteller
- Max Brod (1880–1959), österreichischer Schauspieler und Sänger bei Bühne und Film
- Max Brode (1850–1917), deutscher Violinist und Dirigent
- Max Brödel (1870–1941), medizinischer Illustrator
- Max Broemel (1846–1925), deutscher Nationalökonom und Politiker (DFP, SFV), MdR
- Max Bromme (1878–1974), deutscher Gartenarchitekt, Frankfurter Gartenbaudirektor
- Max Brooks (* 1972), US-amerikanischer Drehbuchautor und Schriftsteller
- Max Brose (1884–1968), Kaufmann und Industrieller
- Max Brösel (1871–1947), deutscher Maler
- Max Broßelt (1909–1990), deutscher SED-Funktionär, VdgB-Funktionär
- Max Bröske (1882–1915), deutscher Ruderer
- Max Brown (* 1981), britischer Filmschauspieler
- Max Brown († 2012), australischer Politiker, Abgeordneter
- Max Bruch (1838–1920), deutscher Komponist und Dirigent
- Max Brückner (1855–1940), preußischer Verwaltungsbeamter und Landrat
- Max Brückner (1860–1934), deutscher Geometer
- Max Brückner (1836–1919), deutscher Theatermaler
- Max Brüel (1927–1995), dänischer Jazzmusiker (Piano, Alt-, Tenor- und Baritonsaxophon), Architekt und Maler
- Max Bruhn (1902–1987), deutscher Lehrer, Philologe, Genealoge und Heimatforscher
- Max Bruhn (1895–1967), deutscher Verleger, Kaufmann und Kunsthändler
- Max Otto Bruker (1909–2001), deutscher Arzt
- Max Alfred Brumme (1891–1967), deutscher Bildhauer und Maler
- Max Brunello (1867–1935), österreichischer Höhlenforscher
- Max Brüning (1887–1968), deutscher Maler
- Max Brunner (1893–1962), Schweizer Politiker (FDP)
- Max Brunner (1910–2007), Schweizer Maler
- Max Brunnow (1896–1940), deutscher Kommunist und Widerstandskämpfer gegen den Nationalsozialismus
- Max Bruns (1876–1945), deutscher Schriftsteller und Verleger
- Max Brusto (1906–1998), deutscher Journalist und Schriftsteller
- Max Buch, deutscher Konsul
- Max Bucherer (1883–1974), Schweizer Grafiker und Maler
- Max Buchholz (1856–1938), deutscher Bildhauer
- Max Buchholz (1878–1947), deutscher Kunstmaler und Grafiker
- Max Buchholz (1875–1956), deutscher Elektrotechniker
- Max Buchner (1846–1921), deutscher Arzt, Ethnograph und Forschungsreisender
- Max Buchner (1866–1934), deutscher Chemiker und Wirtschaftsführer
- Max Buchner (1881–1941), deutscher Historiker
- Max Buchon (1818–1869), französischer Autor und Übersetzer
- Max Buchsbaum (1918–1992), deutscher Schauspieler bei Bühne, Film und Fernsehen
- Max Bucksath (1865 1935), deutscher Opernsänger (Bariton)
- Max Budde (1883–1958), deutscher Professur für Chirurgie
- Max Büdinger (1828–1902), deutsch-österreichischer Historiker
- Max Bühl (1866–1918), deutscher Fabrikbesitzer und Politiker
- Max Buhle (1867–1935), deutscher Maschinenbauingenieur und Hochschullehrer
- Max Bühlmann (* 1956), Schweizer Künstler
- Max Buldermann (1868–1930), deutscher Hellseher und Illusionist
- Max Bulla (1905–1990), österreichischer Radrennfahrer
- Max Bunker (* 1939), italienischer Autor, Comicautor und Verleger
- Max Buntzel (1850–1907), Königlicher Gartenbaudirektor und Berliner Baumschulenbesitzer
- Max Burchardt (1885–1914), deutscher Ägyptologe
- Max Burchardt (1831–1897), deutscher Mediziner, Hochschullehrer und Generalarzt
- Max Burchartz (1887–1961), deutscher Grafiker, Typograf und Maler
- Max Burckhard (1854–1912), österreichischer Jurist und Theaterintendant
- Max Burckhardt (1910–1993), Schweizer Historiker
- Max Burda (1893–1963), deutscher Postbeamter und Kommunalpolitiker
- Max Burda (* 1989), deutscher Fußballschiedsrichter
- Max Bürger (1885–1966), deutscher Mediziner
- Max Bürger (1854–1902), deutscher Opernsänger (Tenor)
- Max M. Burger (1933–2019), Schweizer Arzt und Biochemiker
- Max von Burger (1850–1932), österreichischer Fabrikbesitzer und Politiker, Landtagsabgeordneter
- Max Burghardt (1893–1977), deutscher Schauspieler, Intendant und Vorsitzender des Kulturbundes der DDR
- Max Burgi (1882–1946), Schweizer Journalist und Sportfunktionär, Vorsitzender des Radsport-Weltverbands Union Cycliste Internationale
- Max Burgin (* 2002), britischer Mittelstreckenläufer
- Max Burgmann (1844–1929), deutscher Jurist und Bürgermeister von Schwerin
- Max Burgmeier (1881–1947), Schweizer Maler, Zeichner, Grafiker und Holzschneider
- Max Antonio Burgués Terán (* 1953), costa-ricanischer Unternehmer, Politiker und Diplomat
- Max Buri (1868–1915), Schweizer Maler
- Max Burkhart (2000–2017), deutscher Skirennfahrer
- Max Burns (* 1948), US-amerikanischer Politiker
- Max Burret (1883–1964), deutscher Botaniker
- Max Burwitz (1896–1974), Oberbürgermeister der Stadt Greifswald (1947–1949), Oberbürgermeister der Stadt Rostock (1949–1952)
- Max Busch (1865–1941), deutscher Chemiker
- Max Buser (1926–2015), Schweizer Komödiant, Bühnenautor und Basler Fasnachtslegende
- Max Buset (1896–1959), belgischer Politiker
- Max Buskohl (* 1988), deutscher Singer-Songwriter, Musiker und Gitarrist
- Max Busse (1895–1979), deutscher Reichsgerichtsrat
- Max Büssing (1872–1934), deutscher Maschinenbau-Ingenieur und Unternehmer
- Max Busyn (1899–1976), deutscher Maler und Grafiker
- Max Butting (1888–1976), deutscher Komponist
- Max Büttner (1859–1927), deutscher Opernsänger (Bariton)
- Max Büttner († 1946), deutscher Gendarmerieoffizier, zuletzt Major der Gendarmerie
- Max Büttner (1891–1959), deutscher Komponist und Harfenist
- Max Byschl (1856–1931), deutscher Apotheker, Gründer des Deutschen Alpenvereins, Sektion Garmisch-Partenkirchen

### C
- Max Cabanes (* 1947), französischer Comiczeichner
- Max Caflisch (1916–2004), Schweizer Typograf, Buchgestalter und Schrift-Kenner
- Max Ludwig Cahn (1889–1967), deutscher Rechtsanwalt und Notar
- Max Calandri, italienischer Filmschaffender
- Max Cantor (1959–1991), US-amerikanischer Schauspieler und Journalist
- Max Cappabianca (* 1971), römisch-katholischer Ordensgeistlicher (Dominikaner)
- Max Carey (1890–1976), US-amerikanischer Baseballspieler und -manager
- Max Cars (1894–1961), deutscher Vorsitzender einer jüdischen Landesgemeinde
- Max Carstanjen (1856–1934), deutscher Maschinenbau-Ingenieur und Wirtschafts-Manager
- Max Cartier (1896–1928), Schweizer Pilot
- Max Carver (* 1988), US-amerikanischer Schauspieler
- Max Cary (1881–1958), britischer Althistoriker
- Max Casella (* 1967), US-amerikanischer Schauspieler
- Max Caspar (1880–1956), deutscher Astronomiehistoriker
- Max Cassirer (1857–1943), deutscher Unternehmer und Kommunalpolitiker
- Max Catto (1907–1992), britischer Schriftsteller
- Max Cavalera (* 1969), brasilianischer Rockmusiker
- Max Emanuel Cenčić (* 1976), kroatischer Opernsänger (Countertenor/Mezzosopran)
- Max-Théodore Cerfberr (1792–1876), französischer Offizier und Abgeordneter
- Max Cetto (1903–1980), deutsch-mexikanischer Architekt
- Max Chamberlain (* 1997), US-amerikanischer Volleyballspieler
- Max Charbit (1908–2001), französischer Fußballspieler
- Max Charles (* 2003), US-amerikanischer Schauspieler
- Max von Chézy (1808–1846), deutscher Maler
- Max Chilton (* 1991), britischer Automobilrennfahrer
- Max Chop (1862–1929), deutscher Musikschriftsteller
- Max Chopard (1929–2009), Schweizer Politiker
- Max Chopard-Acklin (* 1966), Schweizer Politiker (SP)
- Max Christiansen (1907–1980), deutscher Politiker (CDU der DDR)
- Max Christiansen (* 1996), deutscher Fußballspieler
- Max Christiansen-Clausen (1899–1979), deutscher Kommunist und Funker der Hauptverwaltung für Aufklärung im Generalstab der Roten Armee
- Max Christoph (1918–2013), deutscher Maler
- Max Claessen (* 1978), deutscher Theaterregisseur
- Max Clairon d’Haussonville (1836–1899), preußischer Verwaltungsjurist, Regierungspräsident in Köslin und Kassel
- Max Clara (1899–1966), österreichisch-deutscher Anatom, Entdecker der Clara-Zelle
- Max Clarenbach (1880–1952), deutscher Maler der Düsseldorfer Malerschule
- Max Clarus (1852–1916), deutscher Kapellmeister und Komponist
- Max Claus (1856–1937), deutscher Militärmusiker
- Max Clausius (1871–1941), deutscher Oberst, sowie SS-Brigadeführer
- Max Cleland (1942–2021), US-amerikanischer Politiker
- Max Clevers (1894–1955), deutscher Politiker der CDU
- Max Cloëtta (1868–1940), Pharmakologe
- Max Clouth (* 1985), deutscher Jazzmusiker (Gitarre, Komposition)
- Max Cohen (1876–1963), deutscher Journalist und Politiker (SPD), MdR
- Max Cohen (1842–1918), deutscher Rechtsanwalt und Politiker, MdHB
- Max Cohen-Olivar (1945–2018), marokkanischer Automobilrennfahrer
- Max Cohnheim (1826–1896), deutscher Revolutionär, deutschamerikanischer Schriftsteller und Publizist sowie Aktivist
- Max Collie (1931–2018), australischer Jazzmusiker
- Max Allan Collins (* 1948), US-amerikanischer Schriftsteller, Drehbuchautor und Comicautor
- Max Colombie (* 1991), belgischer Musiker
- Max Colpet (1905–1998), US-amerikanischer Schriftsteller, Drehbuchautor und Schlagertexter
- Max Coltheart (* 1939), australischer Psychologe
- Max Comtois (* 1999), kanadischer Eishockeyspieler
- Max Conchy (1911–1998), französischer Fußballspieler
- Max Coninx, deutscher Reichsgerichtsrat
- Max Conrad (1848–1920), deutscher Chemiker
- Max Conradt, deutscher Politiker (DNVP), MdL
- Max Conrat (1848–1911), deutscher Rechtshistoriker
- Max Consbruch (1866–1927), deutscher Klassischer Philologe und Gymnasialdirektor
- Max Contag (1852–1930), deutscher Bauingenieur
- Max Conze (* 1969), deutscher Manager
- Max Cooper (* 1980), britischer Musikproduzent
- Max Dale Cooper (* 1933), US-amerikanischer Immunologe
- Max Cordignano (1851–1898), österreichischer Architekt und Baumeister
- Max Coreth (1887–1948), österreichischer Politiker, Landtagsabgeordneter, Landesstatthalter im Burgenland
- Max Correggio (1854–1908), deutscher Tier- und Landschaftsmaler
- Max von Coudenhove (1865–1928), österreichischer Verwaltungsjurist
- Max Court (1884–1915), deutscher Flugpionier
- Max Cramer (1859–1933), deutscher Lehrer und Familienforscher in Heilbronn
- Max Cremer (1865–1935), deutscher Physiologe
- Max Cresswell (1939–2024), neuseeländischer Philosoph und Logiker
- Max Creutz (1876–1932), deutscher Kunsthistoriker
- Max de Crinis (1889–1945), österreichisch-deutscher Psychiater und Neurologe
- Max Croiset (1912–1993), niederländischer Schauspieler, Regisseur, Dramatiker, Dichter und Liedermacher
- Max Crone (1862–1939), deutscher Theologe und Schriftsteller
- Max Cronenberg (1857–1924), deutscher Architekt und Bauunternehmer
- Max Joseph Custodis (1805–1885), deutscher Architekt
- Max Czollek (* 1987), deutscher Lyriker und politischer Essayist
- Max Czopka (1888–1982), deutscher Architekt

### D
- Max Daetwyler (1886–1976), erster Schweizer Kriegsdienstverweigerer 1914
- Max Dahlin (* 2005), schwedischer Tennisspieler
- Max Damberger (1877–1943), österreichischer Militärkapellmeister, Dirigent und Komponist
- Max Danielsen, deutscher Journalist und LSBT-Aktivist
- Max Dankner (1911–1992), deutscher antifaschistischer Widerstandskämpfer und SED- und Gewerkschaftsfunktionär in der DDR
- Max Danner (1930–1997), deutscher Unfallforscher
- Max Danz (1908–2000), deutscher Arzt, Vorsitzender des Deutschen Leichtathletik-Verbandes
- Max Darj (* 1991), schwedischer Handballspieler
- Max Dasch (1903–1977), österreichischer Journalist und Mitherausgeber der „Salzburger Nachrichten“
- Max Dasch (1946–2024), österreichischer Verlagsleiter, Herausgeber der Salzburger Nachrichten
- Max Daunderer (1943–2013), deutscher Internist und Umweltarzt
- Max Dauthendey (1867–1918), deutscher Dichter und Maler
- Max Davidson (1875–1950), US-amerikanischer Filmschauspieler
- Max Leroy Davis (* 1945), australischer Geistlicher, römisch-katholischer Militärbischof von Australien
- Max Dawison (1869–1953), deutscher Opernsänger (Bass (Stimmlage), Bariton, Tenor)
- Max Dax (* 1969), deutscher Publizist, Journalist, Fotograf und Grafiker
- Max De Aloe (* 1968), italienischer Jazzmusiker (Mundharmonika, Komposition)
- Max Décugis (1882–1978), französischer Tennisspieler
- Max Degebrodt (1885–1976), deutscher Landschaftsmaler
- Max Degenhart (1910–1974), deutscher Jurist und Autor
- Max Dehling (* 1993), deutscher Journalist, Fernseh- und Hörfunkmoderator
- Max Dehn (1878–1952), deutscher Mathematiker
- Max Dehnert (1893–1972), deutscher Komponist und Schriftsteller
- Max Deiters (1892–1947), deutscher Lithograf, Grafiker und Maler
- Max Delbrück (1906–1981), deutsch-US-amerikanischer Genetiker und Biophysiker
- Max Delbrück (1850–1919), deutscher Gärungschemiker und Brauwissenschaftler
- Max Delys (1951–1993), französischer Schauspieler
- Max Denker (1893–1956), deutscher Politiker (SPD)
- Max Dennert (1861–1922), deutscher Bildhauer
- Max Dennstedt (1852–1931), deutscher Chemiker
- Max Dentler (* 1841), deutscher Politiker
- Max Depke (1921–2008), deutscher Kaufmann, Sportfunktionär und Freimaurer
- Max Deri (1878–1938), Kunsthistoriker, Kunstkritiker und Psychologe
- Max Desfor (1913–2018), amerikanischer Pressefotograf und Kriegsberichterstatter
- Max Dessoir (1867–1947), deutscher Philosoph und Psychologe
- Max Werner Detlefsen (1928–2016), deutscher Politiker (CDU), MdL
- Max von Detten (1877–1945), deutscher Weingutsbesitzer und Politiker (Wirtschaftspartei, NSDAP), MdL
- Max Deubel (* 1935), deutscher Motorradrennfahrer
- Max Deuring (1907–1984), deutscher Mathematiker
- Max Deutsch (1892–1982), französischer Komponist, Dirigent und Musikpädagoge
- Max Deutschbein (1876–1949), deutscher Anglist
- Max Devrient (1857–1929), deutscher Schauspieler
- Max Diamand (1910–1974), deutscher Textilgroßhändler
- Max Diamant (1908–1992), deutscher Journalist und Gewerkschafter
- Max Dibbern (1889–1972), deutscher Politiker (FDP), MdHB
- Max tom Dieck (1869–1951), deutscher Bankdirektor, Politiker und Oberbürgermeister
- Max Dieckhoff (1895–1982), deutscher Althistoriker
- Max Dieckmann (1882–1960), deutscher Hochfrequenztechniker
- Max Diel (* 1971), deutscher Maler
- Max Dienemann (1875–1939), deutscher Rabbiner, Publizist und Philologe
- Max Diersche (1872–1944), deutscher Lehrer
- Max Diestel (1872–1949), deutscher evangelischer Pfarrer, Superintendent und Generalsuperintendent
- Max Dietlein (1884–1964), deutscher Chirurg
- Max Josef Dietlein (1931–2013), deutscher Jurist, Richter, Rechtswissenschaftler und Präsident des Verfassungsgerichtshofes NRW
- Max Dietrich (1896–1977), deutscher Publizist und evangelischer Pastor
- Max Dietrich (1870–1916), deutscher Kapitän und Luftschiffkommandant
- Max Dietze (1897–1940), deutscher Kommunalpolitiker (NSDAP)
- Max DiLeo (* 1993), US-amerikanisch-deutscher Basketballspieler
- Max Diller (* 1996), deutscher Jazzmusiker (Trompete, Komposition)
- Max Dingler (1883–1961), deutscher Zoologe und Mundartdichter
- Max Dingler (1872–1945), deutscher Jurist und Leiter des Landesfinanzamtes Würzburg
- Max von Diringshofen (1855–1936), preußischer Generalleutnant
- Max Dittler (1881–1964), deutscher Verwaltungsbeamter und -richter
- Max Dittrich (1889–1976), deutscher Widerstandskämpfer
- Max Doblinger (1873–1965), österreichischer Archivar, Historiker und Numismatiker
- Max Doehlemann (* 1970), deutscher Komponist, Pianist, Musikproduzent
- Max Doerner (1870–1939), deutscher Maler und Restaurator
- Max Dohmann (* 1939), deutscher Ingenieurwissenschaftler
- Max Dohmen (* 1988), deutscher Basketballspieler
- Max Dohner (* 1954), Schweizer Schriftsteller und Autor
- Max Dohrn (1874–1943), deutscher Chemiker
- Max Dolezych (1877–1954), deutscher Jurist und Politiker (DNVP)
- Max Döllner (1874–1959), deutscher Mediziner und Heimatforscher
- Max Domarus (1911–1992), deutscher Historiker
- Max Eugen Domarus (1866–1946), deutscher Archivar und Direktor des Staatsarchivs Wiesbaden (1921–1931)
- Max Dombrowka (* 1992), deutscher Fußballspieler
- Max Domenig (1886–1952), österreichischer Bildhauer
- Max Domi (* 1995), kanadischer Eishockeyspieler
- Max Dominicé (1901–1975), Schweizer evangelischer Geistlicher
- Max Donisch (1881–1941), deutscher Komponist und Musikschriftsteller
- Max Donnevert (1872–1936), deutscher Politiker (Liberaldemokraten)
- Max Door (1850–1888), deutscher Theaterschauspieler
- Max Dora (1921–1995), Schweizer Filmfirmenmanager, Filmproduzent und -produktionsleiter
- Max Döring (1875–1947), deutscher Politiker (SPD), Mitglied der Stadtverordnetenversammlung von Groß-Berlin
- Max Döring (1893–1974), deutscher Politiker (KPD) und Widerstandskämpfer gegen den Nationalsozialismus
- Max Döring, deutscher Psychologe, Pädagoge und Herausgeber
- Max Dörr (1886–1929), deutscher Politiker (KPD), Abgeordneter des Preußischen Landtags
- Max Douy (1914–2007), französischer Filmarchitekt
- Max Draeger (1895–1974), deutscher Mathematiker
- Max Draeger (1885–1945), deutscher Richter; NS-Opfer
- Max Draudt (1875–1953), deutscher Chirurg und Entomologe
- Max Dreblow (1869–1927), deutscher Fotograf
- Max Drechsel (1900–1960), deutscher Politiker (SPD), MdL Bayern
- Max Ulrich Graf von Drechsel (1911–1944), deutscher Berufsoffizier und Widerstandskämpfer
- Max Dreher (1886–1967), deutscher Orgelbauer
- Max Dresden (1918–1997), US-amerikanischer Physiker
- Max Dresel (1842–1920), deutscher Papierfabrikant
- Max Dreßler, deutscher Hauptschriftleiter und Schriftsteller
- Max Drexel (1914–2004), deutscher SS-Hauptsturmführer und Teilkommandoführer des Einsatzkommandos 12 der Einsatzgruppe D
- Max Drexl (1887–1962), deutscher Rechtsanwalt und Kommunalpolitiker (CSU)
- Max Dreyer (1862–1946), deutscher Schriftsteller und Dramatiker
- Max Drischner (1891–1971), deutscher Komponist, Kantor, Organist und Cembalist
- Max Drömmer (1927–2024), deutscher Philosoph
- Max Drude (1845–1903), deutscher Theaterschauspieler
- Max Drushinin (* 1989), deutscher Schriftsteller
- Max Duch (1905–1988), deutscher Chemiker und Nationalpreisträger der DDR
- Max Duderstadt (1861–1918), deutscher Verwaltungsbeamter
- Max Dudler (* 1949), Schweizer Architekt
- Max Düggeli (1878–1946), Schweizer Agrarwissenschaftler und Bakteriologe
- Max Duncker (1862–1941), evangelischer Pfarrer in Klingenberg, Belsen und Neckarsulm sowie württembergischer Kirchen- und Landeshistoriker
- Max von Dungern (1838–1894), nassauischer Beamter und Amtmann
- Max Dungert (1896–1945), deutscher Maler und Grafiker
- Max Dünki (1932–2011), Schweizer Politiker (EVP)
- Max Dünnebier (1878–1950), deutscher Erfinder und Unternehmer
- Max Duttenhofer (1843–1903), deutscher Unternehmer und Erfinder des rauchlosen Schießpulvers
- Max Dvořák (1874–1921), österreichischer Kunsthistoriker

### E
- Max Eastley (* 1944), britischer Bildhauer und Improvisationsmusiker
- Max Eastman (1883–1969), US-amerikanischer Autor
- Max Eaves (* 1988), britischer Stabhochspringer
- Max Ebbecke, deutscher Jurist und Wirtschaftsfunktionär
- Max Eberhardt (* 1994), kanadischer Snowboarder
- Max Eberl (* 1973), deutscher Fußballspieler und -funktionär
- Max Eberle (* 1972), amerikanischer Poolbillardspieler
- Max Ebersberger (1852–1926), deutscher Genre- und Stilllebenmaler
- Max von Eberstein (1830–1889), preußischer Generalmajor
- Max Ebert (1879–1929), deutscher Prähistoriker
- Max Ernst Eccius (1835–1918), deutscher Jurist
- Max Eckard (1914–1998), deutscher Schauspieler, Hörspiel- und Synchronsprecher
- Max W. Eckert (1897–1975), deutscher Sportfunktionär
- Max Eckert-Greifendorff (1868–1938), deutscher Geograph und Hochschullehrer
- Max Edelbacher (* 1944), österreichischer Polizeihofrat, Autor und TV-Darsteller
- Max Edelmann (1874–1940), deutscher Fabrikant wissenschaftlicher Instrumente
- Max Thomas Edelmann (1845–1913), deutscher Ingenieur, Physiker und Hochschullehrer
- Max Edrei (1889–1972), französischer Architekt
- Max von Eelking (1782–1857), deutscher Offizier
- Max von Eelking (1813–1873), sachsen-meiningischer Oberstleutnant, Historiker und Maler
- Max Egger (1927–2019), Schweizer Jurist und Politiker
- Max Eggert (1883–1947), deutscher Kommunalpolitiker (NSDAP); Bürgermeister von Bernburg (1933–1945)
- Max van Egmond (* 1936), niederländischer Sänger
- Max Eham (1915–2008), deutscher römisch-katholischer Priester, Domkapellmeister, Komponist und Hochschullehrer
- Max Ehinger (1908–1974), Schweizer Sportjournalist und -historiker
- Max Ehlert (1904–1979), deutscher Pressefotograf
- Max Ehmer (* 1992), deutscher Fußballspieler
- Max von Ehrenthal (1849–1935), sächsischer Oberstleutnant und Museumsdirektor
- Max Ehrich (* 1991), US-amerikanischer Schauspieler, Sänger und Tänzer
- Max Ehrlich (1892–1944), deutscher Kabarettist, Schauspieler und Filmregisseur
- Max Ehrlich (1909–1983), US-amerikanischer Journalist, Schriftsteller, Hörspiel- und Drehbuchautor
- Max Ehrmann (1872–1945), US-amerikanischer Schriftsteller und Dichter
- Max Eibegger (1901–1969), österreichischer Politiker (SPÖ), Abgeordneter zum Nationalrat
- Max Eiberger (1908–1994), deutscher Fußballspieler
- Max Eichholz (1881–1943), deutscher Politiker (DDP), MdHB
- Max Eichin (1903–1990), deutscher Maler und Bildhauer
- Max Eifert (1808–1888), deutscher Pfarrer, Heimatforscher und Schriftsteller
- Max von Einem (* 1986), deutscher Jazzmusiker (Posaune, Komposition)
- Max Einert (1861–1930), sächsischer Generalmajor
- Max Einstein (1822–1906), deutschamerikanischer Colonel des Unionsheers im Sezessionskrieg sowie Konsul der Vereinigten Staaten in Nürnberg
- Max Eipp (* 1955), deutscher Schauspieler, Regisseur und Autor
- Max Eiselin (* 1932), Schweizer Bergsteiger, Unternehmer, Expeditionsleiter
- Max Eisfeld (1863–1935), deutscher Theaterschauspieler
- Max Eisinger (1909–1989), deutscher Schachspieler
- Max Eisler (1881–1937), österreichischer Kunsthistoriker
- Max Eitel (1882–1954), deutscher Gastronomieunternehmer in Chicago
- Max Eitingon (1881–1943), Arzt und Psychoanalytiker
- Max Ejdum (* 2004), dänischer Fußballspieler
- Max Elb (1851–1925), deutscher Unternehmer in der chemischen Industrie
- Max Ellen (1926–2014), deutschamerikanischer Geiger
- Max Ellmann (1868–1920), österreichischer Politiker (SDAP), Landtagsabgeordneter
- Max Elsas (1858–1942), deutscher Unternehmer und Stadtrat in Ludwigsburg
- Max Elskamp (1862–1931), belgischer Dichter französischer Sprache
- Max Elten (1905–1982), deutscher Bühnenbilder und Maler
- Max Emanuel (* 1994), deutscher Handballspieler
- Max Emcke (1892–1982), deutscher Politiker (CDU), MdL
- Max Emden (1874–1940), deutscher Großkaufmann und Kunstsammler
- Max Emendörfer (1911–1974), deutscher Journalist, Widerstandskämpfer der NS-Zeit
- Max Emmerich (1879–1956), US-amerikanischer Leichtathlet
- Max Endenthum (1830–1889), deutscher Ingenieur
- Max Enderlein (* 1996), deutscher Motorradrennfahrer
- Max Enderlin (1872–1940), deutscher Pädagoge
- Max Endres (1860–1940), deutscher Forstwissenschaftler
- Max Engelbrecht, deutscher Verwaltungsjurist und Regierungspräsident in Liegnitz
- Max Engelhard (1877–1940), deutscher Sportfunktionär und Unternehmer
- Max Engelhardt († 1941), deutscher Theaterschauspieler
- Max Engelke (* 1982), deutscher Schauspieler
- Max-Paul Engelmeier (1921–1993), deutscher Psychiater und Hochschullehrer
- Max Ephraim (1898–1942), deutscher Geistlicher, Rabbiner des Distriktsrabbinat Bad Kissingen
- Max Epstein (1874–1948), deutscher Schriftsteller und Theaterleiter
- Max von Erdmannsdörfer (1848–1905), deutscher Dirigent und Komponist
- Max Alphonse Erismann (1847–1923), Schweizer Politiker (FDP)
- Max Ermers (1881–1950), österreichischer Kunsthistoriker und Publizist
- Max Ernst (1891–1976), Maler des Dadaismus und des Surrealismus
- Max von der Esch (1853–1935), preußischer Generalleutnant
- Max Eschelbacher (1880–1964), deutscher Rabbiner und Autor
- Max Eschenhagen (1858–1901), deutscher Geophysiker
- Max Escher (1901–1976), deutscher Künstler und Kunsterzieher
- Max Eschle (1890–1979), deutscher Gebrauchsgrafiker
- Max von Essen (* 1974), US-amerikanischer Musicaldarsteller und Sänger
- Max Esser (1885–1945), deutscher Bildhauer, Medailleur und Porzellanbildner
- Max Essex (* 1939), US-amerikanischer Mediziner und Virologe
- Max de Esteban (* 1959), spanischer Fotograf
- Max von Esterle (1870–1947), österreichischer Maler und Porträtist
- Max Ethe (1873–1956), deutscher Tischler und Politiker (SPD)
- Max Ettinger (1874–1951), österreichisch-deutsch-schweizerischer Komponist und Dirigent
- Max Ettlinger (1877–1929), deutscher Philosoph, Psychologe und Pädagoge
- Max Euwe (1901–1981), niederländischer Schachspieler und Schachweltmeister
- Max Eyrich (1897–1962), deutscher Arzt
- Max Eyth (1836–1906), deutscher Ingenieur und Schriftsteller

### F
- Max von Fabeck (1854–1916), preußischer General der Infanterie und Oberbefehlshaber der 8. Armee
- Max Fabian (1873–1926), deutscher Maler und Grafiker
- Max Fabiani (1865–1962), österreichisch-italienischer Architekt
- Max Factor (1877–1938), US-amerikanischer Unternehmer
- Max Faller (1927–2012), deutscher Bildhauer
- Max Falter (1937–2006), deutscher Politiker (SPD), MdL
- Max Fank (1899–1978), deutscher Politiker (SPD, SED)
- Max Fanta (1858–1925), Apotheker und Erfinder
- Max Färberböck (* 1950), deutscher Autor und Filmregisseur
- Max Faßbender (1868–1934), deutscher Kameramann
- Max Fauguel, Schweizer Fußballspieler
- Max Faulhaber (1904–1996), deutscher Politiker (KPD)
- Max Fechner (1892–1973), deutscher Politiker (SPD, USPD, SED), MdL, MdV, Minister für Justiz der DDR
- Max Feiereis (1882–1960), deutscher Militärmusiker, Musikdirektor und Dirigent
- Max Feilchenfeld (1852–1922), österreichischer Bankier
- Max Christian Feiler (1904–1973), deutscher Musiker, Schriftsteller, Theatermusiker, Theaterautor und Theaterkritiker
- Max Feistel (1891–1956), deutscher Architekt
- Max Feldbauer (1869–1948), deutscher Maler
- Max Felder (* 1988), deutscher Filmschauspieler und Synchronsprecher
- Max Friedrich Richard Felgenträbe (1884–1958), Abgeordneter des Kurhessischen Kommunallandtages
- Max Felgentreu (1874–1952), deutscher Landschaftsmaler der Düsseldorfer Schule
- Max Fellerer (1889–1957), österreichischer Architekt
- Max Fellermeier (1890–1982), deutscher Lehrer und Heimatforscher
- Max Felmy (1877–1965), deutscher Schauspieler und Opernsänger (Tenor)
- Max Fenichel (1885–1942), österreichischer Fotograf
- Max Ferner (1881–1940), deutscher Theaterschauspieler, Schriftsteller und Drehbuchautor
- Max Henry Ferrars (1846–1933), britischer Kolonialbeamter, Autor, Fotograf und Hochschullehrer
- Max von Ferstel (1859–1936), österreichischer Architekt und Hochschullehrer
- Max Fesca (1846–1917), deutscher Bodenkundler und Pflanzenbauwissenschaftler
- Max Fettling (1907–1974), deutscher Gewerkschafter, Opfer des Stalinismus
- Max Fetzer (1895–1988), deutscher Verwaltungsjurist
- Max Fewtrell (* 1999), britischer Rennfahrer
- Max Fey (* 1979), deutscher Filmeditor
- Max Fickenwirth (1868–1938), deutscher Turner
- Max Fiedler (1868–1924), deutscher Kantor und Komponist
- Max Filke (1855–1911), deutscher Komponist und Kirchenmusiker
- Max Fillusch (1896–1965), deutscher Politiker (NSDAP), MdR
- Max Finck (1899–1977), deutscher Rechtsanwalt und Politiker (SPD), MdHB
- Max Fink (1899–1985), deutscher Ingenieur und Hochschullehrer
- Max Finkgräfe (* 2004), deutscher Fußballspieler
- Max von Fioresi-Weinfeld (1892–1951), Südtiroler Notar
- Max von Fischel (1850–1929), deutscher Admiral
- Max Fischer (1889–1969), deutscher Fußballspieler
- Max Fischer (1893–1954), deutscher Journalist
- Max Fischer (1927–2015), deutscher Politiker (CSU), MdL
- Max Fischer (* 1927), deutscher Fußballspieler
- Max Fischer (1886–1962), deutscher Politiker (SPD)
- Max Fischer (1857–1930), deutscher Industrieller
- Max Fischer (1886–1975), deutscher Chemiker und Kunstsammler
- Max Fischer (* 1939), deutscher Künstler
- Max Fischer (1900–1967), deutscher evangelischer Pfarrer
- Max Theodor Fischer (1837–1899), deutscher Verwaltungsbeamter
- Max Fishman (1915–1985), moldawischer Komponist, Pianist und Pädagoge
- Max Flashar (1855–1915), deutscher Maler, Zeichner und Karikaturist
- Max Fléchet (1901–1983), französischer Politiker und Senator
- Max Fleischer (1861–1930), deutscher Maler und Botaniker
- Max Fleischer (1841–1905), österreichischer Architekt
- Max Fleischer (1883–1972), US-amerikanischer Trickfilmproduzent
- Max Fleischmann (1872–1943), deutscher Völkerrechtler und Professor der Rechtswissenschaft
- Max Fleischmann (1877–1935), deutscher Jurist, Bürgermeister von Greifswald
- Max Fleiuss (1868–1943), brasilianischer Journalist und Schriftsteller
- Max Leon Flemming (1881–1956), deutscher Kaufmann, Konsul der Niederlande, Kunstsammler und -mäzen
- Max Flesch (1852–1943), deutscher Anatom, Kriminalanthropologe, Gynäkologe, Sexual- und Sozialreformer
- Max Flesch-Thebesius (1889–1983), deutscher Chirurg und Kommunalpolitiker
- Max Fliedner (1843–1925), deutscher Verwaltungsbeamter, Parlamentarier und Kirchenpolitiker
- Max Fluß (1889–1935), österreichischer Geographiehistoriker und Gymnasiallehrer
- Max Föhrenbach (1843–1913), Geheimer Oberregierungsrat; Mitglied des Innenministeriums; Landeskommissär
- Max Föhrenbach (1872–1942), deutscher General der Artillerie im Zweiten Weltkrieg
- Max von Forckenbeck (1821–1892), deutscher Jurist und Politiker (NLP), MdR, Berliner Bürgermeister (1878–1892)
- Max Förderreuther (1857–1933), Oberstudienrat, Museums- und Heimatpfleger
- Max Förderreuther, deutscher Landrat im Landkreis Donauwörth
- Max Michel Forell (1916–2012), deutscher Mediziner
- Max Fork (1892–1974), deutscher Möbelfabrikant, Gestalter und Innenarchitekt in Reutlingen und Heilbronn
- Max Förster (1867–1930), deutscher Bauingenieur, Hochschullehrer und Politiker
- Max Förster (1869–1954), deutscher Anglist
- Max Forster (* 1934), Schweizer Bobsportler
- Max von Förster (1845–1905), deutscher Ingenieuroffizier, Sprengstofftechniker und Unternehmer
- Max Foss (1850–1939), deutscher Konteradmiral der Kaiserlichen Marine und Schriftsteller
- Max-Pol Fouchet (1913–1980), französischer Schriftsteller, Kunstkritiker und Fernsehjournalist
- Max Fraenkel (1856–1926), deutscher Architekt
- Max Frammelsberger (1880–1944), deutscher Priester
- Max René Francillon (1899–1983), Schweizer Orthopäde und Hochschullehrer
- Max Frank (1870–1933), deutscher Rechtsanwalt und sozialdemokratischer Politiker
- Max Franke, deutscher Fußballspieler
- Max Frankel (1930–2025), US-amerikanischer Journalist deutscher Herkunft
- Max Fränkel (1846–1903), deutscher Klassischer Philologe, Epigraphiker und Bibliothekar
- Max Frankenburger (1860–1943), deutscher Kunsthistoriker
- Max Frankl (* 1982), deutscher Jazzgitarrist und Komponist
- Max Franz (* 1989), österreichischer Skirennläufer
- Max Frauböse (1892–1966), deutscher Politiker (CDU), MdL
- Max Frauendorfer (1909–1989), deutscher Jurist und SS-Obersturmbannführer
- Max H. von Freeden (1913–2001), deutscher Kunsthistoriker und Museumsdirektor
- Max Frei-Sulzer (1913–1983), Schweizer Kriminalist
- Max Fremerey (1889–1968), deutscher Generalleutnant im Zweiten Weltkrieg
- Max Fremery (1859–1932), deutscher Chemiker und Unternehmer
- Max Frenkel (1938–2022), Schweizer Journalist
- Max Frenzel (1891–1975), deutscher Politiker (KPD) und Gewerkschafter
- Max Frérot (* 1957), französischer Terrorist
- Max Freudenthal (1868–1937), deutscher Rabbiner
- Max Freund (1879–1980), US-amerikanischer Germanist und Hochschullehrer deutscher Herkunft
- Max Frey (1874–1944), deutscher Landschafts- und Figurenmaler, Grafiker und Illustrator
- Max Frey (* 1941), deutscher Chorleiter
- Max Frey (1902–1955), österreichischer Maler
- Max Frey (1799–1871), Verwaltungsbeamter in Bayern und Griechenland
- Max Friberg (* 1992), schwedischer Eishockeyspieler
- Max Frick (1863–1942), deutscher Jurist und Politiker der DNVP
- Max Fricke, deutscher Fußballspieler
- Max Friedemann (1905–1986), deutscher Kommunist in der Résistance
- Max Friederichsen (1874–1941), deutscher Geograph, Forschungsreisender und Hochschullehrer
- Max Friediger (1884–1947), dänischer Oberrabbiner und Überlebender des Holocaust
- Max Friedlaender (1852–1934), deutscher Musikwissenschaftler
- Max Friedlaender (1873–1956), deutscher Jurist
- Max Friedlaender (1853–1915), deutscher Jurist und Schriftsteller
- Max Friedland (1892–1980), deutscher Filmfirmenmanager
- Max Friedländer (1829–1872), deutsch-österreichischer Journalist und Publizist
- Max Friedländer (1841–1909), deutscher Mediziner
- Max J. Friedländer (1867–1958), deutscher Kunsthistoriker
- Max Paul Friedman (* 1967), US-amerikanischer Historiker
- Max Friedmann (1864–1936), österreichischer Politiker (DnP), Abgeordneter zum Nationalrat
- Max Friedrich (* 1945), österreichischer Kinder- und Jugendpsychiater
- Max Friedrich, deutscher Fußballspieler
- Max Friesacher (* 1990), österreichischer Fußballtorhüter
- Max Friese (1883–1958), deutscher Maler und Grafiker
- Max Frintrop (* 1982), deutscher Maler
- Max Frisch (1911–1991), Schweizer Architekt und Schriftsteller
- Max Frischeisen-Köhler (1878–1923), deutscher Philosoph, Psychologe und Pädagoge
- Max Fritsch (1903–1962), deutscher Politiker (SED)
- Max Fritsch (1881–1951), tschechoslowakischer Politiker (SdP)
- Max Fritz (1849–1920), deutscher Landschaftsmaler
- Max Hermann Fritz (1873–1948), deutscher Bildhauer, Porzellanmodelleur und Medailleur
- Max Fritzsche, deutscher Rechtsanwalt, Notar und Politiker in Deutsch-Südwestafrika
- Max Fritzsche (1906–1999), deutscher Bühnenbildner, Kostümbildner und Regisseur
- Max Fritzsching (* 1988), deutscher Schauspieler
- Max Friz (1883–1966), deutscher Maschinenbau-Ingenieur und Motorenkonstrukteur
- Max Froelich (1851–1928), deutscher Apotheker und Ministeriatsbeamter
- Max Frommann (1877–1916), deutscher Soldat, Hauptmann und Bataillonsführer
- Max Frommel (1830–1890), deutscher lutherischer Theologe
- Max Frotscher (1894–1979), deutscher Genealoge
- E. Max Frye (* 1956), US-amerikanischer Drehbuchautor und Filmregisseur
- Max Fuchs (* 1948), deutscher Kulturwissenschaftler und Hochschullehrer
- Max Fueter (1898–1983), Schweizer Bildhauer
- Max Fuhrmann der Ältere (1860–1908), deutscher Maler
- Max Fuhrmann der Jüngere (1891–1953), deutscher Maler
- Max Funfack (1895–1972), deutscher Urologe
- Max Funke (1879–1943), deutscher Autor
- Max Funke (1895–1980), deutscher Unternehmer
- Max Fürbringer (1846–1920), deutscher Anatom und Ornithologe
- Max Fürst (1905–1978), deutscher Schriftsteller
- Max Fürst (1846–1917), deutscher Maler
- Max Egon I. zu Fürstenberg (1822–1873), österreichischer Militär und Politiker
- Max Egon II. zu Fürstenberg (1863–1941), deutsch-österreichischer adeliger Großgrundbesitzer und Politiker

### G
- Max Gablonsky (1890–1969), deutscher Fußballspieler und Leichtathlet
- Max Gabriel (1861–1942), deutscher Dirigent und Komponist
- Max Gaede (1882–1969), deutscher Theater- und Filmschauspieler sowie Regisseur
- Max Gaertner (* 1986), deutscher Musiker, Autor und Dozent
- Max Gail (* 1943), US-amerikanischer Schauspieler
- Max Gaisser (1857–1922), deutscher Genremaler
- Max Gallo (1932–2017), französischer Schriftsteller, Historiker und Politiker, MdEP
- Max von Gallwitz (1852–1937), preußischer General der Artillerie und Politiker (DNVP), MdR
- Max Galster (1852–1928), deutscher Konteradmiral und Hafenkapitän von Kiel
- Max Gandrup (* 1967), dänischer Badmintonspieler
- Max Gangl (* 1946), Kärntner Bildhauer, Maler, Graphiker und Designer
- Max Ganschow (1909–1966), deutscher Politiker (SPD), Mitglied der Stadtverordnetenversammlung von Groß-Berlin
- Max Gänsslen (1895–1969), deutscher Internist und Hochschullehrer
- Max Garcia (* 1991), US-amerikanischer American-Football-Spieler
- Max Garrison (1867–1927), deutscher Opernsänger
- Max Gary (1859–1923), deutscher Baustoffkundler
- Max Gasser (1886–1961), deutscher Jurist
- Max Gasser (1872–1954), deutscher Photogrammeter und Geodät
- Max Gassner (1926–1994), liechtensteinischer Skirennläufer
- Max Gaulke (1853–1935), deutscher Jurist und Politiker (FVg), MdR
- Max Gauß (1868–1931), deutscher katholischer Priester, Lehrer und Politiker (Zentrum)
- Max Gazzè (* 1967), italienischer Musiker und Schauspieler
- Max Gebbert (1856–1907), Mechaniker und Mitbegründer des Unternehmens Schall
- Max Gebhard (1896–1978), deutscher Kirchenmusiker, Komponist und Musikpädagoge
- Max Gebhard (1906–1990), deutscher Grafiker
- Max Gebhardt (1904–1993), deutscher Langstreckenläufer
- Max Gehri (1847–1909), österreichischer Maler und Krippenschnitzer
- Max Gehrig (* 1968), deutscher Kabarettist, Comedian, Moderator und Schauspieler
- Max Gehrke (1865–1943), deutscher Notar und Mitglied des Provinziallandtages der Provinz Hessen-Nassau
- Max Gehrmann (* 1995), deutscher Fußballspieler
- Max Geiger (1922–1978), Schweizer evangelischer Geistlicher und Hochschullehrer
- Max Geiger (1875–1942), Präsident des Bayerischen Verwaltungsgerichtshofs
- Max Geilinger (1884–1948), Schweizer Jurist und Schriftsteller
- Max-Emanuel Geis (* 1960), deutscher Rechtswissenschaftler
- Max Geisberg (1875–1943), deutscher Kunsthistoriker und Museumsleiter
- Max Geisenheyner (1884–1961), deutscher Feuilletonredakteur
- Max Geißler (1868–1945), deutscher Redakteur und Schriftsteller
- Max Geitel (1853–1926), deutscher Patentbeamter und Autor
- Max von Geldern-Crispendorf (1854–1938), deutscher Parlamentarier und Richter im Fürstentum Reuß älterer Linie
- Max Geldray (1916–2004), niederländisch-US-amerikanischer Mundharmonikaspieler
- Max Gelpcke (1861–1907), deutscher Jurist
- Max von Gemmingen (1862–1924), württembergischer Offizier
- Max von Gemmingen (1868–1949), württembergischer Oberst
- Max Gemminger (1822–1887), königlich-bayerischer Konservator und Entomologe
- Max Gentzen (1880–1950), deutscher Arzt in Königsberg (Preußen)
- Max Georgii (1855–1934), deutscher Versicherungsjurist und Manager
- Max Gerbaulet (1864–1949), Landrat des Kreises Warendorf (1900–1929)
- Max Gerber (1887–1949), Schweizer reformierter Geistlicher und Journalist
- Max Gerbig (1884–1941), deutscher Politiker (KPD)
- Max Gerl (* 1995), amerikanischer Jazzmusiker (Bass, Komposition)
- Max Gerlach (1861–1940), deutscher Agrikulturchemiker
- Max Gerntke (1895–1964), deutscher Architekt, Künstler und Designer
- Max Gerson (1881–1959), deutschamerikanischer Arzt und Erfinder der umstrittenen Gerson-Therapie
- Max Robert Gerstenhauer (1873–1940), Jurist, Ministerialrat, Eugeniker
- Max Gerstl (1921–1994), deutscher Politiker (CSU), MdL
- Max Gertsch (* 1963), Schweizer Schauspieler
- Max Gertsch (1893–1979), Schweizer Jurist und Schriftsteller
- Max Gerwig (1889–1965), Schweizer Jurist
- Max Geschwill (* 2001), deutscher Fußballspieler
- Max Geuter (1937–2018), deutscher Fechter und Fechtfunktionär
- Max von Gevekot (1845–1916), deutscher Jurist und lippischer Staatsminister
- Max Heinrich von Geyr (1712–1789), deutscher römisch-katholischer Priester und Domherr in Köln
- Max Ghezze (1889–1912), österreichisches Todesopfer im akademischen Kulturkampf
- Max Gibis (* 1973), deutscher Politiker (CSU), MdL
- Max Gierke (1917–2001), deutscher Filmproduzent
- Max Giermann (* 1975), deutscher Komiker, Parodist, Schauspieler und Theaterregisseur
- Max Giese (1879–1935), deutscher Bauunternehmer und Erfinder
- Max Giese (1923–1983), deutscher Schauspieler bei Bühne und Fernsehen
- Max Eduard Giese (1867–1916), deutscher Landschafts- und Vedutenmaler der Düsseldorfer Schule
- Max Giesecke, deutscher Marinemaler
- Max Giesinger (* 1988), deutscher Sänger, Songwriter und Musikproduzent
- Max Gießwein (1864–1937), deutscher Sänger der Stimmlage Tenor
- Max von Gietl (1843–1920), deutscher Jurist
- Max Gimple (* 1940), deutscher Jurist und Politiker (CSU)
- Max Girschner (1861–1927), deutscher Arzt und Ethnologe
- Max Glashoff (1912–2008), deutscher Buddhist
- Max Glass (1882–1965), österreichischer Schriftsteller, Drehbuchautor, Filmregisseur und Filmproduzent
- Max Glatt (1912–2002), deutsch-britischer Psychiater und Suchtexperte
- Max Glauber (1902–1966), italienischer Industrieller, Konstrukteur von Radiogeräten und Fernsehern
- Max Glauer (1867–1935), deutscher Berufsfotograf
- Max Gleschinski (* 1993), deutscher Filmregisseur, Filmassistent und Filmeditor
- Max von Gluchowe (* 1971), deutscher Schauspieler
- Max Gluckman (1911–1975), südafrikanischer Ethnosoziologe
- Max Gmür (1871–1923), Schweizer Rechtswissenschaftler und Hochschullehrer
- Max Goedkoop (1928–2017), niederländischer Fußballspieler
- Max Goeppinger (1900–1970), US-amerikanischer Techniker
- Max Gögler (1932–2011), deutscher Politiker (CDU)
- Max Goh (* 1998), singapurischer Fußballspieler
- Max Gohl (1886–1951), deutscher kommunistischer Widerstandskämpfer
- Max Goldberg (Schauspieler) (1892–1967), Künstlername Mario Guido, deutscher Schauspieler, Regisseur, Theaterleiter und Modeschöpfer
- Max Goldberg (Musiker) (1905–1990), kanadischer Jazztrompeter
- Max Goldmann, Architekt der Gründerzeit
- Max Goldschmidt (1864–1920), deutscher Volkssänger und Humorist
- Max Goldstein (1925–2008), schwedischer Kostümbildner deutscher Abstammung
- Max Goldstein (1898–1924), rumänischer Revolutionär
- Max Goldt (* 1958), deutscher Schriftsteller und Musiker
- Max Goller (* 2000), deutscher Skispringer
- Max Golser (1940–2019), österreichischer Skispringer
- Max von der Goltz (1838–1906), deutscher Admiral
- Max von Gomperz (1822–1913), österreichischer Industrieller und Bankier
- Max Gondolatsch, Musiklehrer und Schriftsteller
- Max Görcke (1864–1946), deutscher Lehrer und Politiker (NLP), MdR
- Max Görner (* 1939), deutscher Maler und Grafiker
- Max Gossner (1894–1973), deutscher Luftwaffenoffizier
- Max Gottschalck (1835–1899), preußischer Generalmajor
- Max Gottschald (1882–1952), deutscher Philologe und Namenforscher
- Max Gottwald (* 2000), deutscher Fußballspieler
- Max Götze (1891–1938), deutscher Krimineller, Oper der NS-Justiz
- Max Götze (1880–1944), deutscher Radsportler
- Max Grabowski (1897–1981), deutscher Maler und Grafiker und Widerstandskämpfer gegen den Nationalsozialismus
- Max Grace (* 1942), neuseeländisch-kanadischer Radrennfahrer
- Max Grad (1863–1927), deutsche Schriftstellerin
- Max Gradel (* 1987), ivorischer Fußballspieler
- Max Joseph Gradl (1873–1934), deutscher Maler, Gebrauchsgrafiker, Architekt, Schriftdesigner und Schmuckdesigner des Jugendstils
- Max Graeff (1895–1973), deutscher Jurist
- Max Graf (1873–1958), österreichischer Musikhistoriker und -kritiker
- Max Graf (1923–1997), Schweizer Fotograf
- Max Graf (1884–1945), deutscher römisch-katholischer Geistlicher und Märtyrer
- Max Grafe, deutscher Fußballschiedsrichter
- Max Graham (* 1971), britischer Trance-DJ und -Produzent
- Max Grahl (1854–1944), deutscher Opernsänger (Tenor) und Theaterschauspieler
- Max Grahn (* 1988), schwedischer Musiker, Songwriter und Musikproduzent
- Max G. Grand-Montagne (* 1941), deutscher Künstler und Kunstpädagoge
- Max Grantz (1854–1945), deutscher Wasserbau-Ingenieur, Rektor der Königlichen Technischen Hochschule zu Berlin-Charlottenburg
- Max Granzin (1873–1940), deutscher Politiker
- Max von Grapow (1861–1924), deutscher Admiral der Kaiserlichen Marine
- Max Graser (1902–1980), deutscher Politiker
- Max Grasmann (1889–1977), deutscher Jurist, Wirtschaftswissenschaftler, Verbandsfunktionär, Bankier und Politiker (CSU)
- Max Grasmann (1875–1942), deutscher Chirurg
- Max Graumüller, deutscher Architekt
- Max Greenfield (* 1979), US-amerikanischer Schauspieler
- Max Greger (1926–2015), deutscher Jazz-Musiker, Saxophonist, Big-Band-Leader und Dirigent
- Max Greger junior (* 1951), deutscher Jazzmusiker, Arrangeur und Komponist
- Max Greiff (1862–1932), deutscher Jurist und Gerichtspräsident
- Max Greil (1877–1939), deutscher Landespolitiker (USPD/SPD) und Bildungsreformer
- Max Greve (1815–1873), deutscher Verwaltungsjurist, Bürgermeister von Bochum
- Max Grießer (1928–2000), österreichischer Volksschauspieler und Sänger
- Max Carl Gritzner (1825–1892), österreichisch-US-amerikanischer Maschinenbau-Ingenieur, Unternehmer und Erfinder
- Max Grix (1903–1973), deutscher Kameramann beim Stummfilm
- Max Grob (1901–1976), Schweizer Kinderchirurg
- Max Grodénchik (* 1952), US-amerikanischer Schauspieler
- Max von der Groeben (* 1992), deutscher Schauspieler, Synchron- und Hörspielsprecher
- Max Grohmann (1861–1925), deutscher Schuldirektor und Sachbuchautor
- Max Groll (1876–1916), deutscher Geograph und Kartograf
- Max Grosch (* 1974), deutsch-amerikanischer Jazzmusiker (Violine)
- Max Joseph Größer (1887–1940), deutscher römisch-katholischer Theologe
- Max Großkopf (1892–1945), deutscher Jurist und SS-Führer
- Max Grotewahl (1894–1958), deutscher Marineoffizier und Polarforscher
- Max Grothe (1899–1968), deutscher Politiker (SPD), MdL
- Max Grothusen (1903–1984), deutscher Schauspieler, Hörspiel- und Synchronsprecher
- Max Grube (1854–1934), deutscher Schauspieler
- Max von Gruber (1853–1927), österreichisch-deutscher Mediziner, Biologe und Eugeniker
- Max Grün (* 1987), deutscher Fußballtorhüter
- Max von der Grün (1926–2005), deutscher Schriftsteller
- Max Grünbaum (1817–1898), deutscher Orientalist und Hebraist
- Max Grünbeck (1907–1984), deutscher Diplomat und Oberbürgermeister Friedrichshafens (1949–1977)
- Max Grünberg (1876–1943), deutscher Schauspieler
- Max Grundey (1856–1946), Geologe und Fossiliensammler
- Max Grundig (1908–1989), deutscher Unternehmer, Gründer der Grundig AG
- Max Gründl (1896–1976), deutscher Kommunalpolitiker, Oberbürgermeister von Ingolstadt
- Max Grundmann (* 1998), deutscher Fußballspieler
- Max Grünert (1849–1929), böhmischer Literaturwissenschaftler und Orientalist
- Max Grünewald (1899–1992), deutscher Rabbiner
- Max Grünhut (1893–1964), deutsch-britischer Rechtswissenschaftler und Kriminologe
- Max Grunwald (1871–1953), Rabbiner, Historiker und Volkskundler
- Max Gruschwitz, deutscher Journalist und politischer Aktivist
- Max Grüter (* 1955), Schweizer Künstler
- Max von Guaita (1842–1903), Kaufmann und Politiker
- Max Moissejewitsch Gubergriz (1886–1951), estnisch-russisch-ukrainisch-sowjetischer Arzt und Internist
- Max Gubler (1898–1973), Schweizer Maler
- Max Gudden (1859–1893), deutscher Porträt- und Landschaftsmaler
- Max Güde (1902–1984), deutscher Jurist und Politiker (CDU), MdB
- Max Gufler (1918–1966), österreichischer Serienmörder
- Max Guhlke (1883–1916), deutscher Lyriker und Literaturhistoriker
- Max von Guilleaume (1866–1932), deutscher Sportler und Unternehmer
- Max Gulbins (1862–1932), deutscher Organist und Komponist
- Max Guldener (1903–1981), Schweizer Jurist
- Max Gülstorff (1882–1947), deutscher Schauspieler
- Max Gumpel (1890–1965), schwedischer Bauunternehmer
- Max Gundel (1901–1949), deutscher Hygieniker, Bakteriologe und Hochschullehrer
- Max Günther, deutscher Lehrer, Kreiskulturwart und Führer des Erzgebirgsvereins
- Max Günther (1871–1934), deutscher Gewerkschafter und Politiker (SPD), MdL
- Max Günthör (* 1985), deutscher Volleyball-Nationalspieler
- Max Güntz (1861–1931), deutscher Landwirt und Agrarhistoriker
- Max Gürke (1854–1911), deutscher Botaniker und Kakteenspezialist
- Max Gurny (1899–1994), Schweizer Jurist und Politiker (SP)
- Max Gütermann (1828–1895), deutscher Unternehmer und Firmengründer
- Max Gutermuth (1858–1943), deutscher Hochschullehrer für Maschinenbau
- Max Guth (1859–1925), deutscher Architekt und preußischer Baubeamter
- Max Guther (1909–1991), deutscher Architekt, Stadtplaner und Hochschullehrer
- Max Guther (* 1992), deutscher Illustrator
- Max Gutkind (1847–1931), deutscher Bankier, Kommerzienrat und Major
- Max Gutknecht (1876–1935), deutscher Verwaltungsjurist, Politiker, Rittergutsbesitzer und Manager
- Max Gutmann (1923–1996), deutscher Unternehmer und Mäzen
- Max von Gutmann (1857–1930), österreichischer Ingenieur und Unternehmer
- Max von Gutschneider (1799–1874), bayerischer Verwaltungsbeamter
- Max Gutzwiller (1889–1989), Schweizer Jurist

### H
- Max Haaf (1899–1972), deutscher Architekt
- Max Haas (1847–1927), Architekt des Späthistorismus
- Max Haas (1943–2018), Schweizer Musikwissenschaftler und Hochschullehrer
- Max Haase, deutscher Fußballspieler
- Max Haber Neumann (1942–2024), paraguayischer Elektroingenieur und Diplomat
- Max Haberich (* 1984), deutscher Autor und Literaturwissenschaftler
- Max Haberland, deutscher Kammergutspächter und Politiker, MdL
- Max Habermann (1885–1944), Buchhändler und Widerstandskämpfer
- Max Habicht (1775–1839), deutscher Arabist
- Max Hachenburg (1860–1951), deutscher Jurist und Rechtspublizist
- Max Hackelsperger (1904–1991), deutscher Bibliothekar
- Max Haefeli (1869–1941), Schweizer Architekt
- Max Ernst Haefeli (1901–1976), Schweizer Architekt
- Max Haertel (1881–1945), deutscher Kriminalpolizist und SS-Oberführer
- Max Häfner (* 1996), deutscher Handballspieler
- Max Hagedorn (Entomologe) (1852–1914), deutscher Arzt und Entomologe
- Max Hagedorn (Marineoffizier) (1876–1922), deutscher Marineoffizier
- Max Hagemann (1918–1964), Schweizer Jurist, Staatsrechtler, Autor und Zeitungsverleger
- Max Hagemann (1883–1968), erster Präsident des deutschen Bundeskriminalamtes
- Max Hagen (1859–1914), deutscher Landschaftsmaler, Zeichner und Karikaturist
- Max Hagmayr (* 1956), österreichischer Fußballspieler
- Max Hahn (1895–1939), deutscher Jurist
- Max Hahn (1899–1960), deutscher Radsportler und Fahrradkonstrukteur
- Max Hahn (* 1981), luxemburgischer Ingenieur und Politiker
- Max Hahn (1870–1944), deutscher Konteradmiral der Kaiserlichen Marine
- Max Raphael Hahn (1880–1942), jüdischer Unternehmer, Vorsitzender der jüdischen Gemeinde Göttingen und Judaica-Sammler
- Max Hähnel (1897–1946), deutscher Lagerkommandant im KZ Sachsenburg und Obersteuersekretär
- Max Haider (1807–1873), deutscher Jäger, Tierzeichner, Lithograf und Illustrator
- Max Hainle (1882–1924), deutscher Schwimmer
- Max Haitinger (1868–1946), österreichischer Mikroskopiker
- Max von Haken (1863–1917), deutscher Kapellmeister und Musiklehrer
- Max Halbe (1865–1944), deutscher Schriftsteller
- Max Halberstadt (1882–1940), deutscher Porträtfotograf
- Max-Joseph Halhuber (1916–2011), österreichischer Kardiologe
- Max Haller (1867–1935), deutscher Ingenieur und Manager
- Max Haller (1895–1971), österreichischer Politiker (KPÖ), Regierungsmitglied von Vorarlberg
- Max Haller (* 1947), österreichischer Soziologe
- Max Haller (1879–1949), Schweizer evangelischer Geistlicher und Hochschullehrer
- Max Hamann (1864–1938), württembergischer Oberamtmann
- Max Hammer (1884–1973), Maler, Restaurator und Autor
- Max Hammer (1886–1970), deutscher Politiker (SPD)
- Max Hampel (1893–1978), deutscher Politiker (DDP, CDU), MdA
- Max Handelman (* 1973), US-amerikanischer Filmproduzent und Autor
- Max Joachim Hänel (1929–2019), deutscher Ingenieur und Schriftsteller
- Max Hänger der Ältere (1874–1941), deutscher Maler
- Max Hänger junior (1898–1961), deutscher Maler
- Max Hanke (1875–1917), Priester, Kartographiehistoriker
- Max Hänle (1843–1914), württembergischer Oberamtmann
- Max Hannes, deutscher Glasschleifer
- Max Hanselmann (* 1997), deutscher Kunstradsportler
- Max Hansen (1897–1961), dänischer Kabarettist, Filmschauspieler und Operettensänger (Tenor)
- Max Hansen junior (* 1954), dänischer Schauspieler
- Max Hardcore (1956–2023), US-amerikanischer Pornodarsteller
- Max Harrison, britischer Musikjournalist und Jazzautor
- Max Hartenstern (* 1999), deutscher Mountainbiker
- Max Hartl (* 1990), deutscher Schauspieler und Filmemacher
- Max Hartmann (1876–1962), deutscher Biologe und Philosoph
- Max Hartmann (1874–1910), Landtagsabgeordneter Waldeck
- Max Hartmann (1884–1952), Schweizer Chemiker
- Max Hartmann (1841–1926), deutscher Richter
- Max Hartung (1869–1934), deutscher Fotograf
- Max Hartung (* 1989), deutscher Säbelfechter
- Max Harwood, britischer Schauspieler
- Max Hasak (1856–1934), deutscher Architekt und Architekturschriftsteller
- Max Haselberger (1868–1944), brandenburgischer Lehrer und Ortschronist von Woltersdorf
- Max Hasse (1911–1986), deutscher Kunsthistoriker und Museumsleiter
- Max Hastings (* 1945), britischer Journalist und Militärschriftsteller
- Max Haufler (1910–1965), Schweizer Maler, Schauspieler, Drehbuchautor und Filmregisseur
- Max Haug (1898–1989), deutscher Kommunalpolitiker
- Max Hauke (* 1992), österreichischer Skilangläufer
- Max Haupt (1870–1932), österreichischer Baumeister und Architekt
- Max Hauri (1941–2015), Schweizer Pferdesportler
- Max Hauschild (Stadtplaner) (1914–1997), deutscher Stadtplaner
- Max von Hausen (1846–1922), sächsischer Generaloberst sowie Kriegsminister und Vorsitzender des Gesamtministeriums des Königreiches Sachsen
- Max von Hausen (Architekt) (1919–1995), deutscher Architekt und Hochschullehrer
- Max Haushofer (1811–1866), deutscher Landschaftsmaler und Professor für Landschaftsmalerei an der Kunstakademie Prag
- Max Haushofer Jr., deutscher Nationalökonom, Politiker und Schriftsteller
- Max Hausmann (1875–1948), Schweizer Arzt und Autor
- Max Häusserer (1890–1956), deutscher Polizeibeamter und SS-Führer
- Max Hauttmann (1888–1926), deutscher Kunsthistoriker
- Max Hayduck (1842–1899), deutscher Brauwissenschaftler
- Max Hayek (1882–1944), deutscher Schriftsteller, Journalist und Übersetzer
- Max Theodor Hayn (1809–1888), deutscher Kaufmann und Senator
- Max Hebecker (1882–1948), deutscher Bergwerksingenieur
- Max Hechenberger (* 1870), deutscher Orgelbauer
- Max von Heckel (Politiker) (* 1935), deutscher Kommunal- und Landespolitiker (SPD), MdL
- Max Hecker (1870–1948), deutscher Philologe, Literarhistoriker und Archivar
- Max van Heeswijk (* 1973), niederländischer Radrennfahrer
- Max Hegele (1873–1945), österreichischer Architekt
- Max Hegemann (1876–1921), deutscher Gewerkschaftsfunktionär und Politiker (SPD), MdHB, Senator
- Max Hegewald (* 1991), deutscher Schauspieler
- Max Heider (1922–1975), deutscher Dirigent
- Max Heidlauff, deutscher Kommerzienrat und Stadtrat
- Max Heidrich (1876–1945), deutscher Architekt
- Max Heiland (1921–2012), Schweizer Collagist
- Max Heilbronner (1902–1964), deutschamerikanischer Filmarchitekt und Maler
- Max Heilmaier (1869–1923), deutscher Bildhauer
- Max Heilmann (1869–1956), deutscher Grafiker und Maler
- Max Heim (* 1925), deutscher Geheimdienstler, Geheimdienstoffizier im Ministerium für Staatssicherheit der DDR
- Max Heimann (1872–1939), deutscher Jurist und Politiker (DVP), MdL
- Max Heimbucher (1856–1946), deutscher katholischer Theologe und Ordenshistoriker
- Max Hein (1885–1949), deutscher Historiker und Archivar
- Max Hein-Neufeldt (1874–1953), deutscher Maler
- Max Heindel (1865–1919), dänisch-US-amerikanischer Autor, Theosoph und Rosenkreuzer
- Max Heinemann, deutscher Politiker (SED)
- Max Heinhold (1881–1946), deutscher Bergingenieur und Manager der Montanindustrie
- Max Heinsheimer (1832–1892), deutscher Rechtsgelehrter
- Max Heinz (1894–1988), Schweizer christkatholischer Geistlicher und Publizist
- Max Heinze (1835–1909), deutscher Philosophiehistoriker
- Max Heinzel (1833–1898), deutscher Dialektdichter, Schriftsteller, Journalist und Hauslehrer
- Max Heinzelmann (1990–2017), deutscher Pokerspieler
- Max Heinzer (* 1987), Schweizer Sportfechter
- Max Heiser (1879–1921), deutscher Trainer
- Hans Max Heitz (1878–1957), Schweizer Jurist, Politiker und Oberst
- Max Helas (1875–1949), deutscher Maler und Restaurator
- Max Heldt (1872–1933), deutscher Gewerkschafter und Politiker (SPD, ASPD), MdL, Minister, Ministerpräsident
- Max Helfferich (1828–1901), deutscher Kaufmann und Maschinenfabrikant in Charkiw
- Max Hellmann (1884–1939), deutscher Rechtsanwalt
- Max Hellwig, deutscher Politiker (Wirtschaftspartei), MdL
- Max Hemmersdorfer (* 1985), deutscher Schauspieler
- Max Hempel (Musiker) (1877–1959), deutscher Militärmusiker und Komponist
- Max Hengel (1977–2024), luxemburgischer Politiker, Mitglied der Chamber
- Max Henkel (1870–1941), deutscher Gynäkologe und Geburtshelfer
- Max Henning (1861–1927), deutscher Arabist und Publizist
- Max Henny (1885–1968), niederländischer Fußballspieler
- Max Henríquez Ureña (1885–1968), dominikanischer Schriftsteller, Diplomat und Intellektueller
- Max Hentschel (1878–1938), deutscher Pädagoge, Unternehmer und Politiker der Reichspartei des deutschen Mittelstandes
- Max Henze (1899–1951), deutscher Politiker (NSDAP), MdR, Polizeipräsident und SS-Brigadeführer
- Max Herberhold (* 1936), deutscher Chemiker
- Max Herbrechter (* 1958), deutscher Schauspieler und Kabarettist
- Max Herchenröder (1904–1987), deutscher Kunsthistoriker, Denkmalpfleger und Schriftsteller
- Max Herfurt (1872–1932), deutscher Architekt
- Max Herm (1899–1982), deutscher Politiker (KPD, SED), MdR
- Max Hermens (* 1997), niederländischer Eishockeyspieler
- Max Herold (1840–1921), lutherischer Theologe und Pastor
- Max Herre (1888–1956), deutscher Musikschriftsteller
- Max Herre (* 1973), deutscher Rapper, Singer-Songwriter und Musikproduzent
- Max Herrmann (1865–1942), deutscher Theaterwissenschaftler
- Max Herrmann (1908–1999), deutscher Maler und Keramiker
- Max Herrmann (1885–1915), deutscher Sprinter
- Max-Henri Herrmann (* 1994), französisch-deutscher Handballtorwart
- Max Herrmann-Neiße (1886–1941), deutscher Schriftsteller, Dichter und Dramatiker
- Max Hertwig (1881–1975), deutscher Grafikdesigner
- Max Herz (1905–1965), deutscher Kaufmann und Unternehmer
- Max Herz (1865–1956), österreichischer Internist
- Max Herzberger (1899–1982), deutschamerikanischer Mathematiker
- Max Herzele (1911–1989), österreichischer Kaufmann und Politiker (VdU), Abgeordneter zum Nationalrat
- Max Herzig (1863–1912), österreichischer Verleger und Buchhändler
- Max Herzog (1926–2012), Schweizer Bauingenieur
- Max Heß (* 1996), deutscher Leichtathlet
- Max Hess (1878–1975), deutscher Hornist, der in den USA wirkte
- Max Hess (1825–1868), deutscher Dekorations- und Historienmaler
- Max Hesse (1870–1947), deutscher Diplomat
- Max René Hesse (1877–1952), deutscher Arzt und Schriftsteller
- Max Hetzel (1921–2004), Schweizer Elektroingenieur und Erfinder
- Max Heubeck (* 1974), deutscher Fantasyautor
- Max Heuwieser (1878–1944), deutscher katholischer Geistlicher, Heimatforscher
- Max Hey (1904–1984), britischer Mineraloge, Chemiker und Kristallograph
- Max Heyckendorf (1896–1979), deutscher kommunistischer Widerstandskämpfer gegen den Nationalsozialismus
- Max Heydebreck (1882–1951), deutscher Politiker (NSDAP), MdR
- Max Heydemann (1884–1956), deutscher Politiker (SPD, USPD, KPD), MdR
- Max Heyna (1903–1992), deutscher Offizier, zuletzt Brigadegeneral
- Max Hieber (Geiger) (1852–1914), deutscher Geiger, bayerischer Hofmusiker und Professor
- Max Hieber (Verleger) (1856–1913), deutscher Musikalienhändler und Musikverleger
- Max Hildebrand (1839–1910), deutscher Feinmechaniker und Unternehmer
- Max Joseph Hillebrand (1896–1984), deutscher pädagogischer Psychologe
- Max Hiller (1889–1948), deutscher Theater- und Filmschauspieler
- Max Hilzheimer (1877–1946), deutscher Zoologe der Säugetierkunde (Mammalogie)
- Max Himmelheber (1904–2000), deutscher Erfinder und Unternehmer
- Max Hinrichsen (1901–1965), deutsch-britischer Musikverleger
- Max Hinsche (1896–1939), deutscher Präparator, Dermoplastiker, Großwildjäger, Trapper, Naturwissenschaftler und Schriftsteller
- Max Hintermayr (1893–1986), deutscher Industrieller
- Max Hirmer (1893–1981), deutscher Botaniker, Verleger und Fotograf
- Max Hirsch (1832–1905), deutscher Verlagsbuchhändler, Mitbegründer der Gewerkvereine, Publizist und Politiker (DFP, DFG), MdR
- Max Hirsch (1877–1948), deutscher Gynäkologe
- Max Hirsch, deutscher Arzt
- Max Hirschberg (1883–1964), deutscher Rechtsanwalt
- Max Hirschenauer (1885–1955), österreichischer Maler
- Max Hirschfeld (1860–1944), deutscher Schriftsteller in Berlin
- Max Hirzel (1888–1957), Schweizer Opernsänger (Tenor)
- Max Hittenkofer (1844–1899), deutscher Architekt, Stadtplaner und Hochschullehrer
- Max Hobrecht (1827–1899), deutscher Dampfmühlenbesitzer und Politiker
- Max Hochdorf (1880–1948), deutscher Schriftsteller, Auslandskorrespondent, Theaterkritiker, Dramatiker und Übersetzer
- Max Hochrein (1897–1973), deutscher Internist und Hochschullehrer
- Max Hochstetter (1877–1968), deutscher Schauspieler bei Bühne und Film
- Max Hodann (1894–1946), deutscher Arzt, Sexualreformer, Eugeniker und Publizist
- Max Hödel (1857–1878), deutscher Attentäter
- Max Hoelz (1889–1933), deutscher kommunistischer Politiker
- Max Hoene (1884–1965), deutscher Bildhauer
- Max Hoenow (1851–1909), deutscher Landschaftsmaler
- Max Hoeppener (1848–1924), russischer Architekt
- Max A. Höfer (* 1959), deutscher Politikwissenschaftler und Ökonom
- Max Hoferer (1852–1935), deutscher Autor
- Max Hoff (1903–1985), österreichischer Illustrator
- Max Hoff (* 1982), deutscher Kanute
- Max Hoff (1893–1941), US-amerikanischer Boxmanager und Mobster
- Max Hoffman (1904–1981), austroamerikanischer Autohändler für Importfahrzeuge
- Max Hoffmann (1872–1958), deutscher Gewerkschafter und Politiker (SPD), MdL
- Max Hoffmann (1904–1995), deutscher Fachmann der Bisamrattenforschung und für die Bekämpfung der Bisamratte in Theorie und Praxis
- Max Hoffmann (1869–1927), deutscher General
- Max Höfler (* 1978), österreichischer Schriftsteller, Künstler und Musiker
- Max Hofmann (1854–1918), preußischer General der Infanterie im Ersten Weltkrieg
- Max Hofmann (* 1974), deutscher Journalist
- Max Hofmann (1861–1931), deutscher Heimatdichter
- Max Hofmeier (1854–1927), deutscher Gynäkologe und Geburtshelfer
- Max Hofmeister (1913–2000), österreichischer Fußballspieler und -trainer
- Max Hofmüller (1881–1981), deutscher Opernsänger (Tenor), Oberregisseur, Intendant und Generalmusikdirektor
- Max Hofpauer (1845–1920), deutscher Theaterschauspieler und -regisseur
- Max Hofsommer (1912–1979), deutscher Fußballspieler
- Max Högg (1854–1933), deutscher Musiker, Komponist und Kapellmeister
- Max Egon zu Hohenlohe-Langenburg (1897–1968), Adliger
- Max Karl zu Hohenlohe-Langenburg (1901–1943), österreichisch-deutscher Künstler und Publizist
- Max zu Hohenlohe-Oehringen (1860–1922), preußischer Generalmajor
- Max Holländer (1876–1941), Hofapotheker und Besitzer der Schlossmühle (Heidesheim)
- Max Hollein (* 1969), österreichischer Kurator
- Max Hollrung (1858–1937), deutscher Phytomediziner
- Max Holsboer (1883–1958), Schweizer Eishockeyspieler und Schauspieler
- Max Hölzel (1906–1941), österreichischer Politiker (NSDAP), MdR
- Max Hölzer (1915–1984), österreichischer Jurist, Autor und Lyriker
- Max von Holzing-Berstett (1867–1936), preußischer Generalmajor und Präsident der Fédération Équestre Internationale
- Max Hölzke († 1890), deutscher Richter und Parlamentarier
- Max Holzmann (1899–1994), Schweizer Kardiologe
- Max Hommel (1902–1972), Präsident der Eidgenössischen Bankenkommission
- Max Honegger (1860–1955), deutscher Maler, Illustrator und Buchgestalter
- Max Höning (* 1993), deutscher Handballspieler
- Max Honsell (1843–1910), deutscher Wasserbauingenieur und Hochschullehrer in Karlsruhe, badischer Finanzminister
- Max Hopfengärtner (1842–1918), österreichischer Montanunternehmer
- Max von Hopffgarten (1861–1941), sächsischer Generalmajor
- Max Hopp (* 1996), deutscher Dartspieler
- Max Hopp (* 1972), deutscher Schauspieler und Theaterregisseur
- Max Hoppe (1922–1965), deutscher Fußballspieler
- Max Florian Hoppe (* 1981), deutscher Schauspieler
- Max Hörchner (1899–1957), Richter am 1. Strafsenat des Bundesgerichtshofes (1953–1957)
- Max-Hermann Hörder (1925–1996), deutscher Arzt
- Max von Hören (* 1992), deutscher Schauspieler
- Max Horkheimer (1895–1973), deutscher Philosoph und Soziologe
- Max Horlacher (1931–2024), Schweizer Unternehmer und Konstrukteur von Elektrofahrzeugen
- Max Horn, deutscher Landrat und Politiker (NLP), MdR
- Max Horn (1904–1989), deutscher SS-Hauptsturmführer
- Max Horndasch (1879–1967), deutscher Journalist und Schriftsteller
- Max Horten (1874–1945), deutscher Orientalist
- Max Kennedy Horton (1883–1951), britischer U-Boot-Kommandant im Ersten Weltkrieg und Admiral im Zweiten Weltkrieg
- Max Hoß (1878–1966), deutscher Politiker (DNVP) und Funktionär (NSDAP)
- Max Hößl (1928–2006), deutscher Politiker (SPD), MdL Bayern
- Max Hötte († 1860), Leipziger Rauchwarenhändler (Pelzhandel)
- Max Hottinger (1879–1948), Schweizer Ingenieur und Privatdozent an der ETH Zürich
- Max Houben (1898–1949), belgischer Bobsportler
- Max Houkes (* 2000), niederländischer Tennisspieler
- Max Hrdliczka (1865–1958), österreichischer Holzindustrieller und k.u.k. Forstrat
- Max Hrelja (* 1998), schwedischer Hürdenläufer
- Max Hubacher (* 1993), schweizerischer Schauspieler
- Max Huber (1874–1960), Schweizer Jurist, Präsident des Internationalen Komitees vom Roten Kreuz
- Max Huber (1919–1992), schweizerischer Grafiker und Grafikdesigner
- Max Huber (1929–2020), deutscher katholischer Prälat, Domkapitular und Autor
- Max Georg Huber (1937–2017), deutscher Physiker, Hochschullehrer und Rektor der Universität Bonn
- Max Hübner (* 1927), deutscher FDGB-Funktionär, MdV
- Max Hüesker (1883–1961), deutscher Verwaltungsjurist, Landrat des Kreises Recklinghausen (1925–1927)
- Max Huggler (1903–1994), Schweizer Kunsthistoriker
- Max Huguenin (1871–1940), deutscher Maurer, Zimmermann und Architekt sowie Stadtplaner in Lehrte
- Max Huiberts (* 1970), niederländischer Fußballspieler
- Max Hummel (1875–1939), deutscher Architekt und Hochschullehrer
- Max Hummeltenberg (1913–2004), deutscher NDPD-Funktionär und Übersetzer
- Max Hünninghaus (1885–1974), deutscher Kreisbauernführer und Politiker (FDP), MdL
- Max Hünten (1869–1936), deutscher Maler
- Max Hunziker (1901–1976), Schweizer Maler
- Max Hürzeler, Schweizer Radsportler, Buchautor und Unternehmer
- Max Hüske (1901–1969), deutscher Filmproduktionsleiter und -herstellungsleiter
- Max Husmann (1888–1965), Schweizer Friedensvermittler und Pädagoge
- Max Hussarek von Heinlein (1865–1935), österreichischer Politiker
- Max Joseph Husung (1882–1944), deutscher Bibliothekar und Einbandforscher
- Max Huttler (1823–1887), deutscher Verleger und Politiker
- Max Huwyler (1931–2023), Schweizer Autor

### I
- Max-Josef Ibel (1896–1981), deutscher Brigadegeneral der Luftwaffe
- Max Ihm (1863–1909), deutscher Klassischer Philologe
- Max Ihn (1890–1983), deutscher Manager bei Krupp
- Max Hans Karl Adolf Heinrich Hermann Ihßen (1830–1887), königlich preußischer Generalmajor und zuletzt Kommandeur in die 15. Infanteriebrigade
- Max Ilgner (1899–1966), Vorstandsmitglied der I.G. Farben
- Max Illingworth (* 1992), australischer Schachspieler
- Max Imboden (1915–1969), Schweizer Jurist
- Max Imdahl (1925–1988), deutscher Kunsthistoriker
- Max Imhof (* 1883), deutscher Landrat
- Max Imhof (1928–2017), Schweizer Lehrer und Klassischer Philologe
- Max Immelen (1883–1956), deutscher Diplomat
- Max Immelmann (1890–1916), deutscher Jagdflieger im Ersten Weltkrieg
- Max Immelmann (1864–1923), deutscher Arzt und Radiologe
- Max Ingberg (1904–1983), deutscher Politiker (SPD)
- Max Ingrand (1908–1969), französischer Glasmaler und Designer
- Max Inzinger (1945–2021), deutscher Fernsehkoch
- Max Irlinger (1913–1969), deutscher Jurist und Kommunalpolitiker
- Max Irons (* 1985), britischer Schauspieler und Model
- Max Isserlin (1879–1941), deutscher Neurologe
- Max Ittenbach (1831–1908), deutscher Staatsanwalt und Politiker

### J
- Max Jacob (1876–1944), französischer Dichter, Maler und Schriftsteller
- Max Jacob (1888–1967), deutscher Puppenspieler
- Max Jacob (1849–1921), deutscher Architekt und Bauunternehmer
- Max Jacobson (1900–1979), deutsch-US-amerikanischer Arzt
- Max Jacoby (1919–2009), deutscher Fotograf
- Max Jaeger (* 1997), deutscher Handballspieler
- Max Reinhard Jaehn (* 1948), deutscher Mediziner und Orgelforscher
- Max Jaffé (1841–1911), deutscher Pharmakologe und Biochemiker
- Max Jaffé (1859–1909), deutscher Chirurg
- Max Jaffé (1845–1939), österreichischer Fotograf und Reproduktionstechniker
- Max Jaffe, US-amerikanischer Rock- und Jazzmusiker (Schlagzeug)
- Max Jäger (1886–1955), deutscher Verwaltungsbeamter und Politiker (CDU), MdL
- Max Jäger (1882–1959), deutscher Politiker (SPD), MdHB
- Max Jagstaidt (1881–1932), Politiker und Abgeordneter im Memelgebiet
- Max Jahn (1881–1954), deutscher Politiker (MdBB der SPD) und Sportfunktionär
- Max Jähns (1837–1900), preußischer Offizier und Militärschriftsteller
- Max Jakob (1879–1955), deutscher Thermodynamiker und Hochschullehrer
- Max Jakob (1847–1918), böhmisch-österreichischer Orgelbauer
- Max Jakobson (1923–2013), finnischer Diplomat, Politiker und Journalist
- Max Jammer (1915–2010), deutschstämmiger israelischer Physiker, Wissenschaftshistoriker und Philosoph
- Max Jänecke (1869–1912), deutscher Buchhändler, Druckereibesitzer und Politiker (NLP), MdR
- Max Jansen (* 1993), deutscher Fußballspieler
- Max Janser (* 1943), Schweizer Radrennfahrer
- Max Jara (1886–1965), chilenischer Dichter
- Max Jaunez (1873–1947), deutscher Unternehmer und Politiker, MdR
- Max Jean (* 1943), französischer Autorennfahrer; Formel-1-Pilot
- Max Hermann Jellinek (1868–1938), österreichischer Sprachwissenschaftler
- Max Jendly (* 1945), Schweizer Jazzpianist und Bigband-Leiter
- Max Jenkins (* 1986), US-amerikanischer Radrennfahrer
- Max Jenkins (* 1985), US-amerikanischer Film- und Theaterschauspieler und Drehbuchautor
- Max Jenne (1848–1921), deutscher Apotheker, Kaufmann und Politiker
- Max Jensen (* 1860), deutscher Marinemaler
- Max Jeselsohn (1871–1937), deutscher Jurist und Kommunalpolitiker
- Max Jessner (1887–1978), deutscher Dermatologe und Hochschullehrer
- Max Jessner (1903–1974), österreichischer Politiker (SPÖ), Abgeordneter zum Nationalrat
- Max Jobst, deutscher Komponist
- Max Johannesson (1856–1930), preußischer Geheimer Studienrat, Studiendirektor, Professor und Lehrbuchautor
- Max John (* 1997), deutscher Ruderer
- Max Johnson (* 1990), US-amerikanischer Jazz-Bassist
- Max Johnston (* 2003), schottischer Fußballspieler
- Max Hans Joli (1879–1946), österreichischer Architekt
- Max Jones (1917–1993), britischer Jazz-Autor und Journalist
- Max Jones (* 1998), US-amerikanischer Eishockeyspieler
- Max Jordan (1837–1906), deutscher Kunsthistoriker
- Max August Jordan (1818–1892), deutscher Chemiker und Chemie-Fabrikant
- Max Joseph (* 1982), US-amerikanischer Produzent, Schauspieler und Autor
- Max Joseph (1860–1932), deutscher Dermatologe
- Max Josephsohn (1868–1938), deutscher Gewerkschafts- und Genossenschaftsfunktionär
- Max Joske (1851–1933), deutscher Kaufmann, Kaufhausgründer
- Max Jubisch (1852–1919), deutscher Gärtner und Sachbuchautor
- Max Jüdel (1845–1910), deutscher Kaufmann, Unternehmer und Mäzen
- Max Juen (1885–1935), österreichischer Politiker (CSP), Landtagsabgeordneter zum Vorarlberger Landtag, Mitglied des Bundesrates
- Max Juen (* 1929), österreichischer Politiker (ÖVP), Mitglied des Bundesrates
- Max Jühnichen, deutscher DBD-Funktionär, MdV
- Max Julen (* 1961), Schweizer Skirennfahrer
- Max Julien (1933–2022), US-amerikanischer Schauspieler und Musiker
- Max Jungeblodt (1854–1923), deutscher Politiker und Oberbürgermeister von Münster in Westfalen
- Max Jungk (1872–1937), österreichischer Theaterschauspieler und Drehbuchautor
- Max Jüngling (1903–1963), deutscher Jurist, Kommunalpolitiker (CSU), Landrat und MdL
- Max Jungmann (1875–1970), deutscher Arzt und Zionist
- Max Jungnickel (1868–1934), deutscher Politiker (SPD)
- Max Jungnickel (1890–1945), deutscher Schriftsteller
- Max Junker (1885–1959), deutscher Jurist
- Max Jüttner (1888–1963), deutscher Politiker (NSDAP), MdR, stellvertretender Stabschef der SA
- Max Jørgensen (1923–1992), dänischer Radrennfahrer

### K
- Max Kaase (* 1935), deutscher Politikwissenschaftler
- Max Kade (1882–1967), deutsch-US-amerikanischer Pharmaunternehmer, Kunstsammler und Mäzen
- Max Kaempfert (1871–1941), deutsch-schweizerischer Komponist und Dirigent
- Max Kahane (1910–2004), deutscher Journalist
- Max Kahane (1866–1923), österreichischer Psychoanalytiker
- Max Kahlke (1892–1928), deutscher Maler und Grafiker
- Max Kahn (1857–1939), deutscher Porträt- und Genremaler
- Max Kahrer (1878–1937), österreichischer Maler
- Max Kalbeck (1850–1921), deutscher Musikschriftsteller, Musikkritiker und Übersetzer
- Max Kälberer (* 1892), deutscher Architekt
- Max Kalcher (1911–1982), österreichisch-deutscher Politiker (NSDAP), MdR
- Max Kalki (1907–1990), deutscher Violinist, Konzertmeister und Kammermusiker
- Max Kaltenhauser (* 1981), deutscher Eishockeyspieler und -trainer
- Max Kaltenmark (1910–2002), französischer Sinologe und Daoismus-Forscher
- Max Kaltenmoser (1842–1887), deutscher Genremaler
- Max Kaluza (1856–1921), deutscher Anglist, Hochschullehrer und Sachbuchautor
- Max G. Kaminski (1938–2019), deutscher Maler
- Max Kaminsky (1908–1994), US-amerikanischer Jazztrompeter des Dixieland Jazz
- Max Kämper (1879–1916), deutscher Ingenieur
- Max Kämpf (1912–1982), Schweizer Maler und Zeichner
- Max Kannewasser (1916–1945), niederländischer Jazz-Sänger
- Max Kanter (* 1997), deutscher Radsportler
- Max Kappis (1881–1938), deutscher Chirurg und Hochschullehrer
- Max Theodor von Karajan (1833–1914), österreichischer klassischer Philologe
- Max Karli (* 1975), Schweizer Filmproduzent
- Max Karoubi (* 1938), französischer Mathematiker
- Max-Jonas Karpa (* 1994), deutscher Volleyball- und Beachvolleyballspieler
- Max Karstedt (1868–1945), deutscher Schachkomponist
- Max Kaser (1906–1997), deutscher Jurist, Rechtswissenschaftler, Romanist
- Max Kasper (1934–2008), Schweizer Architekt
- Max Kassiepe (1867–1948), deutscher katholischer Geistlicher und Volksmissionar
- Max Kassowitz (1842–1913), österreichischer Kinderarzt
- Max Kästner (1874–1959), deutscher Lehrer, Heimatforscher und Naturschützer
- Max Kauffmann (1871–1923), deutscher Psychiater und Psychologe
- Max Kauffmann (1846–1913), deutscher Genremaler
- Max Kaufmann (1905–1973), Schweizer Politiker
- Max Kaufmann (* 1976), österreichischer Bühnenbildner, Regisseur und Filmemacher
- Max Rudolf Kaufmann (1886–1963), Schweizer Journalist, Schriftsteller und Übersetzer
- Max Kaus (1891–1977), deutscher Maler und Graphiker
- Max von Kawaczynski (1860–1912), deutscher Medailleur
- Max Kayser (* 1918), deutscher Geiger
- Max Kayser (1853–1888), deutscher Politiker (SPD), MdR
- Max Kegel (1894–1983), deutscher Segelflugpionier
- Max Kegel (1850–1902), deutscher Sozialdemokrat und Dichter
- Max Kehl (1940–2002), Schweizer Koch
- Max Keilson (1900–1953), deutscher Grafiker und Journalist
- Max Keiser (* 1960), US-amerikanischer Journalist
- Max Keith († 1987), deutscher Geschäftsmann
- Max Keler (1929–2016), deutscher Maschinenbauingenieur
- Max Keller (1883–1969), deutscher Verwaltungsjurist und Freiburger Bürgermeister
- Max Keller (1770–1855), deutscher Komponist und Organist
- Max Keller (1924–2003), Schweizer Sachbuchautor und Rechtswissenschaftler
- Max E. Keller (* 1947), Schweizer Komponist und Jazz-Pianist
- Max Leo Keller (1897–1956), Schweizer Ingenieur und Politiker der Frontenbewegung
- Max Kellmayer (1901–1971), deutscher Kaufmann und Bürgermeister von Waldkirch
- Max Kemmerich (1876–1932), deutscher Kunst- und Kulturhistoriker, Privatgelehrter und Schriftsteller
- Max-Eugen Kemper (* 1938), deutscher katholischer Theologe
- Max Kennedy Jr. (* 1993), amerikanischer Regierungsfreiwilliger, politischer Organisator und Mitglied der Kennedy-Familie
- Max Kepler (* 1993), deutscher Baseballspieler
- Max Kerner (* 1940), deutscher Historiker
- Max Kerschbaumer (1924–2005), deutscher Jurist, Präsident des Bayerischen Landessozialgerichts
- Max Kerschen (* 1997), luxemburgischer Fußballspieler
- Max Keßler, deutscher Verleger in Jena
- Max Kessler (1815–1850), preußischer Verwaltungsbeamter und Landrat
- Max von Ketelhodt (1843–1907), deutscher Rittergutsbesitzer und Verwaltungsjurist
- Max Ketels (1889–1968), deutscher Senator und Kaufmann
- Max Kidruk (* 1984), ukrainischer Autor von Reiseberichten und Belletristik
- Max Kiefer (1889–1974), deutscher Architekt, Bauleiter, SS-Führer und Verurteilter der Nürnberger Prozesse
- Max Kienitz (1849–1931), deutscher Forstmeister und Forstwissenschaftler
- Max-Engelhardt von Kienlin (* 1934), deutscher Bergsteiger sowie Land- und Forstwirt
- Max Kiesling (1866–1930), deutscher Cellist
- Max Kiessling (1877–1946), deutscher Historischer Geograph
- Max Kilman (* 1997), englischer Fußballspieler
- Max W. Kimmich (1893–1980), deutscher Filmregisseur und Drehbuchautor
- Max Kindervater (* 1967), deutscher Basketballschiedsrichter
- Max Kirchhoff, deutscher Kommunalpolitiker
- Max Kirmis (1851–1926), deutscher Naturwissenschaftler und Lehrer
- Max Kirmsse (1877–1946), deutscher Pädagoge, Lokalpolitiker und Historiker
- Max Kirsch (1893–1963), deutscher Abenteurer
- Max Kirschbaum (1882–1932), deutscher Politiker, letzter Oberbürgermeister von Elberfeld
- Max Kirschner (1906–1992), deutscher Mundartdichter und Heimatforscher
- Max Kirstein (1890–1952), deutscher SS-Hauptscharführer, Lagerkommandant
- Max Kislinger (Grafiker) (1895–1983), österreichischer Grafiker, Aquarellist und Volkstumsforscher
- Max Kislinger (Eishockeyspieler) (Maximilian Kislinger; * 1998), deutscher Eishockeyspieler
- Max Klaas (* 1993), deutscher Nachwuchsmusiker und Percussionist
- Max Kläger (1925–2016), deutscher Kunstpädagoge und Künstler
- Max Klankermeier (1909–1996), deutscher Motorrad- und Automobilrennfahrer
- Max Klante (1883–1950), deutscher Wettbetrüger
- Max Klauß (* 1947), deutscher Leichtathlet und Olympiateilnehmer
- Max Klauser (1937–2023), deutscher Fußballschiedsrichter
- Max Albert Klausner (1848–1910), jüdischer Publizist
- Max Kleiber (1893–1976), Schweizer Biologe, Agrar- und Ernährungswissenschaftler
- Max Klein (1882–1957), österreichischer Politiker (SDAP), Landtagsabgeordneter, Mitglied des Bundesrates
- Max Klein (1845–1910), deutscher Reichsgerichtsrat
- Max Klein (1951–2024), deutscher Physiker
- Max Klein (1847–1908), deutscher Bildhauer und Medailleur
- Max Klein, deutscher Marineoffizier, zuletzt Kapitän zur See der Kriegsmarine
- Max Kleineberg (1906–1987), deutscher Diplomat
- Max von Kleist (1845–1923), preußischer Offizier, zuletzt Generalmajor
- Max Klepl (1864–1936), deutscher Ökonomierat und Schuldirektor
- Max Klesse (1896–1963), deutscher Arzt, Historiker und Widerstandskämpfer gegen den Nationalsozialismus
- Max Klett (1893–1955), deutscher Unternehmer und Kommunalpolitiker
- Max Kley (1867–1940), deutscher Verwaltungsbeamter und Richter
- Max Dietrich Kley (* 1940), deutscher Manager, Vorstand der BASF AG
- Max Klimmek (1903–1981), stellvertretender Bürgermeister und Stadtrat in Königsberg sowie Gauamtsleiter in Ostpreußen
- Max Klinckenberg, deutscher Maler und Bildhauer
- Max Kling (1874–1950), deutscher Agrikulturchemiker
- Max Klinger (1857–1920), deutscher Bildhauer, Maler und Grafiker
- Max Klingler (1837–1903), Schweizer Orgelbauer
- Max von Klitzing (1815–1902), deutscher Rittergutsbesitzer und Politiker, MdR
- Max Kloss (1873–1961), deutscher Elektroingenieur und Hochschullehrer
- Max Klotz (1878–1941), deutscher Pädiater
- Max Klotz (1918–2003), deutscher Politiker (BP), MdL Bayern
- Max Heinrich Klötzer (1854–1917), deutscher Jurist und Politiker
- Max Kluge (* 2001), deutscher Schauspieler
- Max von Kluge (1856–1934), preußischer Generalleutnant
- Max Knaake (1884–1968), deutscher Filmarchitekt
- Max Knapp (1899–1979), Schweizer Schauspieler und Theaterregisseur sowie Opern- und Operettensänger (Tenor)
- Max Knecht (1929–2016), Schweizer Politiker (CVP), Anwalt und Notar
- Max Knecht (1874–1954), deutscher Kolonialoffizier
- Max Kneissl (1907–1973), deutscher Geodät
- Max Knight (1909–1993), Schriftsteller und Übersetzer
- Max Knoevenagel (1856–1951), deutscher Maschinenfabrikant
- Max Knoll (1897–1969), deutscher Elektrotechniker
- Max Knöpfle (1884–1949), deutscher Verwaltungsjurist
- Max-Albert Knus (* 1942), Schweizer Mathematiker
- Max Knüttel (1883–1955), deutscher Architekt und Wirtschaftsmanager
- Max Kob (1898–1988), deutscher Fußballspieler
- Max J. Kobbert (* 1944), deutscher Spieleautor und Professor für Wahrnehmungspsychologie
- Max Koch (1859–1930), deutscher Historienmaler
- Max Koch (1855–1931), deutscher Germanist und Hochschullehrer
- Max Koch, deutscher Jazzmusiker (Gitarre, Banjo, Komposition)
- Max Philip Koch (* 1988), deutscher Schauspieler
- Max Kochendörfer (* 1985), deutscher Basketballspieler
- Max Köcke-Wichmann (1889–1962), deutscher Kunstmaler und Lithograph
- Max Köckeis (1891–1962), deutscher Kommunalpolitiker (SPD)
- Max Koecher (1924–1990), deutscher Mathematiker, Hochschullehrer und Autor
- Max Koegel (1895–1946), deutscher SS-Obersturmbannführer und Lagerkommandant mehrerer Konzentrationslager
- Max Koenigsbeck, deutscher Lehrer und Gymnasialdirektor in Westpreußen
- Max Koernicke (1874–1955), deutscher Agrikulturbotaniker
- Max Koffler (* 1978), deutscher Musiker
- Max Kögel (1860–1925), deutscher Hoffotograf mit Sitz in Heidelberg
- Max Köglmaier (1902–1972), deutscher NS-Funktionär und SA-Führer
- Max Kohl (1881–1976), deutscher Unternehmer und Gerechter unter den Völkern
- Max Kohler (1919–2001), Schweizer Maler und Grafiker
- Max Köhler (1886–1920), deutscher Maler und Zeichner
- Max Köhler (1942–2015), deutscher Maler, Fotograf und Autor
- Max Kohler (1911–1982), deutscher Physiker und Hochschullehrer
- Max Kohlhaas (1909–1985), deutscher Bundesanwalt
- Max Kohn (* 1954), luxemburgischer Maler, Grafiker und Bildhauer
- Max Kohnstamm (1914–2010), niederländischer Historiker und Diplomat
- Max Kolb (1829–1915), deutscher Gartenarchitekt
- Max Kolb (1889–1970), deutscher Politiker (NSDAP), MdR
- Max Kolbe (1859–1925), deutscher Lehrer und Politiker, MdR
- Max Kolde (1854–1889), deutscher Architekt und Hochschullehrer
- Max Kölges (1880–1973), deutscher Verbandsfunktionär und Politiker (Zentrum, CDU), MdL
- Max P. Kollbrunner (1926–2010), Schweizer Architekt
- Max Kollenscher (1875–1937), deutscher Rechtsanwalt und Politiker
- Max Köller (1887–1959), deutscher Landwirt und Politiker
- Max Koller (1933–2018), Schweizer Grafiker und Buchgestalter
- Max Kollmar (1872–1966), deutscher Kaufmann
- Max Kolmsperger (1890–1966), deutscher Journalist
- Max Kolter (1900–1945), thüringischer Politiker (CDU)
- Max Kommerell (1902–1944), deutscher Literaturhistoriker, Schriftsteller und Übersetzer
- Max Koner (1854–1900), deutscher Maler
- Max König (1868–1941), deutscher Politiker (SPD), MdR
- Max König (1868–1946), deutscher Politiker (SPD/USPD/KPD/SAP), Gewerkschafter und Funktionär des Verbandes Volksgesundheit, MdL Preußen
- Max König (1928–2016), deutscher Fußballspieler
- Max König (1910–1997), Schweizer Diplomat
- Max König (* 1988), deutscher Schauspieler
- Max König (1894–1983), deutscher Unternehmer und Brauereibesitzer
- Max König (1854–1921), deutscher Politiker
- Max Konnopke (1901–1986), deutscher Fleischer und Berliner Imbissbudenbesitzer
- Max Konopka (1926–2006), deutscher Fußballspieler
- Max Kopfstein (1856–1924), deutscher Bezirksrabbiner
- Max Kopp (1891–1984), Schweizer Architekt
- Max Koppel (1840–1917), jüdisch-deutscher Unternehmer
- Max Koppel (1905–1974), deutschamerikanischer Rabbiner
- Max Köppen (1877–1960), deutscher Maler, Zeichner, Grafiker und Kunstlehrer
- Max Korb (1851–1933), deutscher Entomologe, Forschungsreisender und Insektenhändler
- Max Körner (1887–1963), deutscher Grafiker, Maler und Buchkünstler
- Max Korsch (* 1988), belarussischer Songwriter und Sänger
- Max Körting (1862–1948), deutscher Unternehmer
- Max Köthner (1870–1933), deutscher Konteradmiral der Kaiserlichen Marine
- Max-Arnold Köttgen (* 1958), deutscher Jurist und Manager
- Max Kottmann (1867–1948), deutscher Priester und Generalvikar
- Max Koulen (1876–1948), deutscher Orgelbauer
- Max Kowalski (1882–1956), deutscher Komponist
- Max Kowarzik (1875–1918), deutscher Maler
- Max Krabbel (1887–1961), deutscher Chirurg und ärztlicher Direktor
- Max Krahner (1904–1997), deutscher SS-Hauptsturmführer und Führer des Sonderkommandos 1005-Mitte
- Max Krajewski (1901–1971), polnisch-russischer Architekt
- Max Krakauer (1888–1965), jüdischer Überlebender des Holocaust
- Max Kramer (1903–1986), deutscher Wissenschaftler und Luftfahrtingenieur
- Max Kramer (* 1984), deutscher Golfspieler
- Max Kratz (1921–2000), deutscher Bildhauer und Hochschullehrer
- Max Krause (1875–1920), deutscher Bildhauer
- Max Krause (1838–1913), deutscher Unternehmer, Industrieller, Investor und Mäzen
- Max Krause (1859–1934), deutscher Landwirt und Gutsbesitzer und Politiker, MdR
- Max Krause, deutscher Arabist und Mathematikhistoriker
- Max Krause (* 1993), deutscher Schauspieler
- Max Krause (1853–1918), deutscher Ingenieur
- Max Manilius Krauße (1870–1931), deutscher Politiker (SPD), sächsischer Landtagsabgeordneter
- Max Krause-Kiederling (1882–1962), deutscher Maler und Grafiker
- Max Kraussold (1833–1901), deutscher Geistlicher und Politiker (DFP), MdR
- Max Krauthausen (* 2002), deutscher Kinderdarsteller
- Max Krayer (1875–1944), Schweizer Unternehmer
- Max Krehan (1875–1925), deutscher Keramiker
- Max Krell (1887–1962), deutscher Autor und Lektor
- Max Kremer (* 1989), deutscher Fußballspieler
- Max Krenkel (1839–1901), deutscher Privatgelehrter und Stifter
- Max Kretschmann (1890–1972), deutscher Bankier
- Max Kretzer (1854–1941), deutscher Schriftsteller
- Max Kreuziger (1880–1953), deutscher Politiker
- Max Kricheldorff (1851–1925), deutscher Verwaltungsjurist
- Max Kröckel (1901–1986), deutscher Skisportler
- Max Krombach (1867–1947), deutscher Genre-, Pferde- und Landschaftsmaler, Zeichner und Illustrator
- Max Kronberg (* 1884), deutscher Schriftsteller
- Max Krone (1870–1942), deutscher Maschinenbauingenieur und Generaldirektor in der Elektroindustrie
- Max Kronert (1872–1925), deutscher Stummfilm- und Theaterschauspieler
- Max Kropf (1858–1940), österreichischer späthistoristischer Architekt
- Max von Krosigk (1846–1919), preußischer Generalleutnant
- Max Krott (* 1955), österreichischer Forstwissenschaftler und Politologe
- Max Krüger, deutscher Fußballspieler
- Max Carl Krüger (1834–1880), deutscher Maler
- Max-Herbert Krumme (* 1958), deutscher Musiker, Komponist, Produzent und Musikverleger
- Max Kruse (1854–1942), deutscher Bildhauer und Bühnenbildner
- Max Kruse (* 1988), deutscher Fußballspieler
- Max Kruse (1921–2015), deutscher Schriftsteller und Kinderbuchautor
- Max Kübeck von Kübau (1835–1913), österreichischer Parlamentarier und Großgrundbesitzer
- Max Kuchel (1859–1933), Hamburger Landschafts- und Porträtmaler
- Max Küchenmeister (1849–1918), deutscher Pädagoge
- Max Küchler (* 1944), Schweizer römisch-katholischer Theologe und Bibelwissenschaftler
- Max Kuckei (1890–1948), deutscher Volkskundler und Volksliedsammler
- Max Kuczynski (1890–1967), deutsch-peruanischer Anthropologe
- Max Gandolf von Kuenburg (1622–1687), Erzbischof von Salzburg
- Max Kuhlemann (1857–1929), deutscher Chemiker, Fabrikant, Industrieller, Aufsichtsratsvorsitzender und Kommerzienrat
- Max Kuhn (1838–1888), deutscher Maler und Lithograf
- Max Kühn (1877–1944), deutsch-böhmischer Architekt
- Max Kühne (1872–1961), deutscher Konteradmiral der Kriegsmarine
- Max Hans Kühne (1874–1942), deutscher Architekt
- Max Kühner (* 1974), deutscher Springreiter
- Max Kukil (1904–1959), deutscher Politiker (SPD), MdL
- Max Kulisch (1870–1946), österreichischer Rechtswissenschaftler, Hochschullehrer und Verfassungsrichter
- Max Kulke (* 2000), deutscher Fußballspieler
- Max Kully (1878–1936), Schweizer Autor und katholischer Pfarrer in Arlesheim
- Max Kumbier (1867–1937), deutscher Ministerialbeamter und Staatssekretär
- Max Kümhof (1924–2011), deutscher römisch-katholischer Geistlicher
- Max Kuna (1901–1989), deutscher Fabrikant
- Max Künstler (1924–2015), deutscher Politiker (CDU), MdB
- Max Kuntze (1846–1917), deutscher Bankier und sächsischer Politiker
- Max Kuntzsch (1851–1919), deutscher Imker und Bienenforscher
- Max Kunz (1929–2024), deutscher Politiker (CSU), MdB
- Max Kunze (* 1944), deutscher Klassischer Archäologe
- Max Friedrich Kunze (1838–1921), deutscher Forstwissenschaftler
- Max Kupfer (* 1982), deutscher Filmschauspieler
- Max Küpfer (1888–1940), Schweizer Hochschullehrer und Zoologe
- Max Kupfer, deutscher Marineoffizier und Politiker (CDU), Bürgermeister von Neumünster
- Max Kurnik (1819–1881), deutscher Redakteur, Theaterkritiker und Schriftsteller
- Max Kurzweil (1867–1916), österreichischer Maler
- Max Kuß (1903–1976), deutscher Politiker (KPD), Mitglied der Verfassunggebenden Landesversammlung in Bayern
- Max Kuschel (1862–1935), deutscher Maler
- Max Küster (1862–1941), deutscher Architekt und Bauunternehmer
- Max Küstner (1855–1940), deutscher Kommunalbeamter in Sachsen und Thüringen
- Max Kutschmann (1871–1943), deutscher Kunstwissenschaftler
- Max Kuttner (1883–1953), deutscher Opern- und Operettensänger (Tenor) und Rundfunksänger

### L
- Max Laaser (1877–1948), deutscher Feuerwehrmann und Gewerkschafter
- Max Lacher (1905–1988), deutscher Maler
- Max Lachnit (1900–1972), deutscher Architekt und Bildhauer
- Max Lackmann (1910–2000), deutscher evangelischer Theologe und Pädagoge, Widerstandskämpfer gegen den Nationalsozialismus
- Max Lademann (1896–1941), deutscher Politiker (KPD), MdR
- Max Ladner (1889–1963), Schweizer Buddhist
- Max Laedke, deutscher Politiker (NSDAP), MdL
- Max Laeuger (1864–1952), deutscher Keramiker, Kunstgewerbler und Gartenarchitekt
- Max G. Lagally (* 1942), US-amerikanischer Physiker
- Max Otto Lagally (1881–1945), deutscher Mathematiker und Physiker
- Max L. W. Laistner (1890–1959), britisch-amerikanischer Historiker
- Max Lakitsch (1927–2020), österreichischer Politiker (SPÖ), Landtagsabgeordneter, Mitglied des Bundesrates
- Max Lamby (* 2003), deutscher Fußballspieler
- Max Lammer (1905–1966), österreichischer Schauspieler
- Max Landa (1873–1933), österreichischer Stummfilmschauspieler
- Max Landau (1886–1915), österreichischer Anatom
- Max Landero (* 1991), deutscher Politiker (SPD), MdA
- Max Landesmann (1884–1972), österreichischer Bankier
- Max Landgraf (1933–2017), deutscher Fußballspieler
- Max Landgrebe (* 1974), deutscher Schauspieler
- Max Landis (* 1985), US-amerikanischer Filmregisseur, Drehbuchautor und Schauspieler
- Max Landis (* 1993), US-amerikanischer Basketballspieler
- Max Landois (1873–1935), deutscher Reichsgerichtsrat
- Max Landorff, deutscher Krimiautor
- Max Landsberg (1878–1930), deutscher Architekt
- Max Landsberg (1845–1927), deutscher Oberrabbiner am Bereth Kodeth Temple in Rochester, N.Y
- Max Landsberg (1850–1906), deutscher Bildhauer
- Max von Landsberg-Velen (1847–1902), deutscher Standesherr und Politiker (Zentrum), MdR
- Max Lang (1874–1943), deutscher Gerber und Politiker, MdL
- Max Lang (* 1982), deutscher Trickfilmregisseur
- Max Lang (1917–1987), Schweizer Musiker, Komponist und Dirigent
- Max Lang (* 1992), deutscher Gewichtheber
- Max Lange (1868–1947), deutscher Bildhauer des Jugendstils, spätimpressionistischer Maler und Radierer
- Max Lange (1832–1899), deutscher Schachspieler und Verleger
- Max Lange (1899–1975), deutscher Orthopäde und Hochschullehrer
- Max Lange (1905–1952), deutscher Politiker (SPD), MdA
- Max Lange (1883–1923), deutscher Mathematiker und Go-Spieler
- Max Gustav Lange (1899–1963), deutscher Pädagoge und Soziologe
- Max Langenhan (* 1999), deutscher Rennrodler
- Max Langer (1897–1985), deutscher Maler
- Max Langerhans (1851–1941), deutscher Mediziner, Krankenhausleiter und Heimat- und Mundartdichter
- Max Lans (1868–1928), deutscher Konteradmiral der Kaiserlichen Marine
- Max Deen Larsen (1943–2018), amerikanisch-österreichischer Kulturmanager
- Max Lässer (* 1950), Schweizer Gitarrist, Komponist, Produzent und Bandleader
- Max Lattmann (1910–2011), Schweizer Ingenieur
- Max von Laue (1879–1960), deutscher Physiker und Kristallograph, Nobelpreis für Physik 1914
- Max Laurence (1852–1926), deutscher Schauspieler
- Max Lauritsch (1917–2009), österreichischer Politiker (SPÖ), Bürgermeister von Landskron und Vizebürgermeister von Villach
- Max Layer (1866–1941), österreichischer Rechtswissenschaftler und Verfassungsrichter
- Max Lazarus (1892–1961), deutscher Maler
- Max Le Blanc (1865–1943), deutscher Elektrochemiker
- Max Le Verrier (1891–1973), französischer Bildhauer
- Max Lebsche (1886–1957), deutscher Arzt, Gegner der Nationalsozialisten
- Max Ledermann (1868–1933), deutscher Tuchhändler und Vorsteher der jüdischen Gemeinde in Künzelsau
- Max Lee (* 1988), chinesischer Squashspieler (Hongkong)
- Max Leemann (1932–2002), Schweizer Komponist und Dirigent
- Max Leenhardt (1853–1941), französischer Maler
- Max Leeser (1855–1935), deutscher Bankier sowie Wirtschafts- und Kulturförderer
- Max Lehmann (1845–1929), deutscher Historiker und Hochschullehrer
- Max Lehmann, deutscher SA-Führer, zuletzt im Rang eines SA-Gruppenführers
- Max Rudolf Lehmann (1886–1965), deutscher Wirtschaftswissenschaftler
- Max Lehmer (1885–1964), deutscher Volkswirt und Politiker (BVP, CSU), MdL
- Max Lehner (1906–1975), deutscher Rechtsanwalt und Oberbürgermeister der Großen Kreisstadt Freising in Bayern
- Max Lehnerdt (1861–1945), deutscher Altphilologe und Gymnasiallehrer
- Max Lehnig (1864–1929), sächsischer Fabrikdirektor und Mitglied der Sächsischen Volkskammer
- Max Lehrs (1855–1938), deutscher Kunsthistoriker, Direktor des Dresdner Kupferstich-Kabinetts
- Max Leibbrand (1882–1946), deutscher Eisenbahnmanager
- Max Leichter (1920–1981), deutscher Ringer
- Max Leitner (1882–1938), österreichischer Forst- und Gutsverwalter, sowie Politiker
- Max Leitterstorf (* 1985), deutscher Wirtschaftswissenschaftler und Politiker (CDU), Bürgermeister von Sankt Augustin
- Max Lemke (1895–1985), deutscher Offizier, zuletzt Generalmajor im Zweiten Weltkrieg
- Max Lemke (* 1996), deutscher Kanute
- Max Lenz (1850–1932), deutscher Historiker
- Max Werner Lenz (1887–1973), Schweizer Schauspieler, Regisseur, Kabarettist und Autor
- Max Leo (1941–2012), deutscher Rennrodler
- Max von Lerchenfeld (1842–1893), deutscher Gutsbesitzer und Politiker, MdR
- Max Lercher (* 1986), österreichischer Politiker (SPÖ), Landtagsabgeordneter
- Max Richard Leßmann (* 1991), deutscher Sänger
- Max Lesmüller (1874–1952), deutscher Apotheker
- Max Letteris (1800–1871), jüdischer Autor, Literaturwissenschaftler und Orientalist
- Max Leu (1862–1899), Schweizer Bildhauer
- Max Leupold (1908–1991), deutscher Fußballspieler
- Max Leuteritz (1884–1949), deutscher Politiker (SPD), MdHB und Präsident der Hamburgischen Bürgerschaft
- Max Leutgeb (1901–1975), deutscher katholischer Priester, Stadtpfarrer von Freyung
- Max Leuthe (1879–1945), österreichischer Fußballnationalspieler, Leichtathlet, Journalist und Karikaturist
- Max Leuthold (1863–1934), sächsischer Generalleutnant
- Max Levchin (* 1975), amerikanischer Informatiker, Mitgründer von PayPal
- Max Leven (1882–1938), deutscher Politiker (USPD, SPD) und Journalist
- Max Levi (1863–1912), deutscher Bildhauer
- Max Levi (1868–1925), deutscher Kaufmann in der Schuhbranche
- Max Levien, deutsch-russischer Kommunist und Protagonist der Münchner Räterepublik
- Max Levy (1869–1932), deutscher Elektroingenieur und Fabrikant
- Max Levy-Dorn (1863–1929), deutscher Radiologe
- Max Levy-Suhl (1876–1947), deutscher Nervenarzt und Psychoanalytiker
- Max Otto Lewald (1860–1919), deutscher Verwaltungsbeamter und Parlamentarier
- Max Lewandowsky (1876–1918), deutscher Neurologe und Berliner Hochschullehrer
- Max Lewin († 1930), deutscher Rechtsanwalt und Politiker
- Max Lewy (1885–1920), deutscher Medailleur
- Max Lichtegg (1910–1992), polnisch-schweizerischer Operetten- und Opernsänger im Stimmfach Tenor
- Max Lichtenstein (1860–1942), deutscher Jurist
- Max Lidl, deutscher Agrarwissenschaftler und Hochschullehrer
- Max Lieberg (1856–1912), deutscher Historien- und Genremaler der Düsseldorfer Schule
- Max Liebermann von Sonnenberg (1848–1911), deutscher Offizier, Politiker und MdR
- Max Liebermann (1847–1935), deutscher Maler und Grafiker
- Max Alwin Liebers (1879–1956), deutscher Mediziner
- Max Liebster (1915–2008), deutscher Kaufmann und Gründer einer Holocaust-Stiftung
- Max Liedtke (1894–1955), deutscher Journalist, Gerechter unter den Völkern
- Max Liedtke (* 1931), deutscher Pädagoge
- Max Harry Liefmann (1877–1915), deutscher Bakteriologe und Fußballspieler
- Max Eduard Liehburg (1899–1962), Schweizer Schriftsteller
- Max Lienert (1903–1964), Schweizer Komponist
- Max Liess (* 1956), deutscher Politiker (SPD), MdBB
- Max Lilienthal (1815–1882), deutscher Pädagoge und Rabbiner des Reformjudentums
- Max Linde (1862–1940), Augenarzt in Lübeck; Mäzen und Kunstsammler
- Max Linder (1883–1925), französischer Filmschauspieler und Pionier der Filmkomödie
- Max Lindh (1890–1971), deutscher Landschaftsmaler und Hochschullehrer
- Max Lindow (1875–1950), deutscher Schriftsteller
- Max Lingemann (* 1984), deutscher Eishockeyspieler
- Max Lingner (1888–1959), deutscher Maler, Graphiker und Widerstandskämpfer gegen das NS-Regime
- Max Link (1928–2018), deutscher Fußballspieler
- Max Linsmayer (1907–1940), deutscher SA-Führer
- Max Linz (* 1984), deutscher Regisseur
- Max Lion (1883–1951), deutscher Jurist und Steuerrechtswissenschaftler
- Max Lippert (* 2006), deutscher Fußballtrainer
- Max Lippmann (1906–1966), deutscher Politiker (SPD), MdL
- Max Littmann (1862–1931), deutscher Architekt
- Max Llovera (* 1997), andorranischer Fußballspieler
- Max Lobe (* 1986), schweizerisch-kamerunischer Autor
- Max Lobkowicz (1888–1967), tschechoslowakischer Diplomat
- Max Löblich (1874–1943), österreichischer Eisenbahningenieur
- Max Lochner (1868–1949), deutscher Hippologe und Inhaber zahlreicher Patente
- Max Löcke (1850–1936), Bürgermeister von Arnsberg
- Max von Lodron (1757–1823), bayerischer Adeliger und Verwaltungsbeamter
- Max Loeb (1901–1962), deutsch-israelischer Architekt und Fachschriftsteller
- Max Loesch (1873–1957), deutscher Kapitän zur See der Kaiserlichen Marine
- Max Julius Loewengard (1860–1915), deutscher Pianist, Musikpädagoge und Musikkritiker
- Max von Loewenstein zu Loewenstein (1870–1949), deutscher Beamter
- Max Loewy (1875–1948), böhmischer Psychiater und Neurologe
- Max Löffler (* 1988), deutscher Politiker (Grüne Jugend)
- Max Lohde (1845–1868), deutscher Maler
- Max Lohfing (1870–1953), deutscher Opernsänger
- Max Löhr (1864–1931), deutscher evangelischer Theologe und Judaist
- Max Löhrich (1883–1957), deutscher Fotograf und Bildberichterstatter
- Max Looff (1874–1954), deutscher Marineoffizier, zuletzt Vizeadmiral, sowie Militärschriftsteller
- Max Loong (* 1980), Schweizer Moderator
- Max von Loos (1858–1953), deutsch-böhmischer Architekt
- Max Loreau (1928–1990), belgischer Philosoph, Dichter und Kunstkritiker französischer Sprache
- Max Lorenz (1901–1975), deutscher Opernsänger (Tenor)
- Max Lorenz (* 1939), deutscher Fußballspieler
- Max Otto Lorenz (1876–1959), US-amerikanischer Ökonom
- Max-Albert Lorenz (1886–1976), deutscher Politiker (NSDAP), MdR
- Max-Otto Lorenzen (1950–2008), deutscher Philosoph und Publizist
- Max Lortzing (1839–1895), deutscher Schriftsteller
- Max Lossen (1842–1898), deutscher Historiker
- Max Lossow (1856–1924), deutscher Verwaltungsjurist und sächsischer Regierungsbeamter
- Max Lotteraner (1928–2009), österreichischer Politiker (SPÖ), Sportler
- Max Lotz (1919–1992), deutscher Politiker (FDP), MdL
- Max Lowe (* 1997), englischer Fußballspieler
- Max Joseph Schleiß von Löwenfeld (1809–1897), deutscher Arzt und Autor
- Max Löwenstamm (1814–1881), deutscher Chasan und Komponist
- Max von Löwenthal (1799–1872), österreichischer Schriftsteller und Funktionär im Postwesen
- Max Löwenthal-Chlumecky (1908–1995), österreichischer Diplomat
- Max Loy (1913–1977), deutscher Chorleiter, Dirigent und Komponist
- Max Lube (1843–1903), deutsch-US-amerikanischer Schauspieler und Theaterregisseur
- Max Luber (1879–1950), deutscher Maler
- Max Lucado (* 1955), US-amerikanischer Pastor (Gemeinde Christi) und Buchautor
- Max Lucks (* 1997), deutscher Politiker (Grüne Jugend)
- Max Lüdin (1883–1960), Schweizer Rechtsmediziner
- Max Ludloff (1839–1911), deutscher Kaufmann und Unternehmer
- Max Ludwig (1873–1940), deutscher Schriftsteller, Maler und Grafiker
- Max Ludwig (1896–1957), deutscher Bobfahrer
- Max Ludwig (1871–1961), deutscher General der Artillerie
- Max Ludwig (1925–1983), deutscher Fußballspieler
- Max Ludwig (1882–1945), deutscher Dirigent, Organist, Chorleiter, Komponist und Hochschullehrer
- Max Lundgren (1937–2005), schwedischer Kinder- und Jugendbuchschriftsteller und Drehbuchautor
- Max Lunga (* 1964), simbabwischer Fußballspieler
- Max Lüscher (1923–2017), Schweizer Psychologe und Philosoph
- Max Lütgendorff (* 1986), österreichischer Opernsänger (Tenor)
- Max von Lütgendorff-Leinburg (1889–1958), österreichisch-deutscher Verwaltungsjurist
- Max Lüthi (1909–1991), Schweizer Literaturwissenschaftler und Märcheninterpret
- Max Lütolf (1934–2015), Schweizer Musikwissenschaftler
- Max Lutz (1850–1910), deutscher Architekt und Baumeister in Rosenheim
- Max Lütze (1889–1968), deutscher Bauingenieur, Bauindustrieller und Kunstsammler
- Max Lutze (1878–1945), deutscher Kameramann
- Max von Lützow, deutscher Redakteur und Staatsbeamter
- Max Luyken (1885–1945), deutscher Landwirt und Politiker (NSDAP), MdR
- Max Luz, deutscher Drehbuchautor und Regisseur

### M
- Max Maag (1883–1960), Schweizer Unternehmer
- Max Mabillard (1945–2001), Schweizer Journalist
- Max Machon (1894–1971), deutscher Jockey, Boxtrainer, Boxmanager und Boxfunktionär
- Max Mack (1884–1973), deutscher Filmregisseur
- Max Maddalena (1895–1943), deutscher Politiker (SPD, USPD, KPD), MdR
- Max Madlener (1898–1989), deutscher Chirurg und Hochschullehrer
- Max Maercker (1842–1901), deutscher Agrikulturchemiker
- Max Maerz (1812–1879), deutscher Orgelbauer
- Max Hermann Mahlmann (1912–2000), deutscher Maler
- Max Mairich (1910–1990), deutscher Schauspieler
- Max Mairinger (1898–1972), österreichischer Finanzbeamter und Politiker (ÖVP), Abgeordneter zum Nationalrat
- Max Maldacker (* 1955), deutscher Diplomat, deutscher Generalkonsul in Lyon
- Max Malini (1873–1942), US-amerikanischer Zauberkünstler
- Max von Mallinckrodt (1873–1944), deutscher Gutsbesitzer und Autor
- Max Mallowan (1904–1978), britischer Archäologe
- Max von Malotki (* 1977), deutscher Journalist, Autor und Radiomoderator
- Max Mamers (* 1943), französischer Autorennfahrer
- Max Mandel (* 1975), kanadischer Bratschist
- Max E. Mandelstamm (1839–1912), jüdischer Augenarzt und Zionist
- Max Mandusic (* 1998), italienischer Stabhochspringer
- Max Manfredi (* 1956), italienischer Cantautore
- Max Mangold (1922–2015), deutscher Phonetiker, Phonologe und Linguist
- Max Manitius (1858–1933), deutscher Historiker
- Max Mannheimer (1920–2016), Überlebender des Holocaust
- Max Manus (1914–1996), norwegischer Widerstandskämpfer aus der Zeit der deutschen Besetzung
- Max Marcus (1892–1983), deutscher Chirurg
- Max Marcuse (1877–1963), deutscher Dermatologe und Sexualwissenschaftler
- Max Marek (* 1957), deutscher Maler, Illustrator und Scherenschnittkünstler
- Max Maretzek (1821–1897), US-amerikanischer Operndirektor
- Max Leopold Margolis (1866–1932), US-amerikanischer Philologe
- Max Margules (1856–1920), österreichischer Meteorologe
- Max Marinko (1916–1975), jugoslawischer, tschechischer und kanadischer Tischtennisspieler
- Max Takuira Matthew Mariu (1952–2005), neuseeländischer Ordensgeistlicher und römisch-katholischer Weihbischof in Hamilton in Neuseeland
- Max Markreich (1881–1962), Vorsitzende der jüdischen Gemeinde in Bremen
- Max Marschalk (1863–1940), deutscher Komponist, Musikkritiker und Musikverleger
- Max Volkert Martens (* 1948), deutscher Schauspieler
- Max Martersteig (1853–1926), deutscher Theaterschauspieler, Schriftsteller und Bühnenleiter
- Max Martin (1939–2016), Schweizer Archäologe
- Max Martin (* 1971), schwedischer Produzent und Songschreiber
- Max Martini (1867–1920), deutscher Landschafts- und Genremaler
- Max Martini (* 1969), US-amerikanischer Film-, Theater- und Fernsehschauspieler
- Max Marung (1839–1897), deutscher Arzt und Landphysicus für das Fürstentum Ratzeburg
- Max Marx (1874–1939), österreichischer Theaterschauspieler, Regisseur, Operettensänger der Stimmlage Bass
- Max Maschke (1869–1952), deutscher Augenarzt und Filmproduzent
- Max Mason (1877–1961), US-amerikanischer Mathematiker und Physiker
- Max Matern (1902–1935), deutscher Kommunist
- Max Matheis (1894–1984), deutscher Schriftsteller
- Max Mathews (1926–2011), US-amerikanischer Pionier der Computermusik
- Max Mathys (1933–2023), Schweizer Grafiker, Fotograf und Kunstpädagoge
- Max Matissek (* 1987), österreichischer Freestyle-Windsurfer
- Max Matter (1945–2023), Schweizer Sozialanthropologe und Volkskundler
- Max Matthäus (1883–1937), deutscher Kletterer
- Max Matthes (1865–1930), deutscher Internist, Rektor der Universität Königsberg
- Max Matthiesen (* 1955), deutscher Politiker (CDU), MdL
- Max Mattis (* 1998), Produzent, Schauspieler, Drehbuchautor
- Max von Mauch (1864–1905), österreichischer Bildhauer und Maler
- Max Mauermann (1868–1929), deutsch-österreichischer Ingenieur und Erfinder rostbeständigen Stahles
- Max Maurenbrecher (1874–1930), deutscher Geistlicher, Publizist und Politiker
- Max Maurer (1891–1972), deutscher Polizist
- Max von Mauthner (1838–1904), österreichischer Unternehmer und Politiker
- Max Maven (1950–2022), US-amerikanischer Zauberkünstler, Mentalist, Erfinder und Autor
- Max Maximilian (1885–1930), deutscher Sänger, Schauspieler und Regisseur
- Max Mayer (* 1974), österreichischer Schauspieler
- Max Mayer (1886–1967), deutscher Bauingenieur
- Max Mayer, deutscher Fußballspieler
- Max Mayer (* 1874), deutscher Verwaltungsjurist und Bezirksoberamtmann
- Max Ernst Mayer (1875–1923), deutscher Strafrechtler und Rechtsphilosoph
- Max Samuel von Mayer (1797–1862), deutscher Advokat und Rechtsgelehrter; Rektor in Tübingen
- Max Theodor Mayer (1817–1886), deutscher Jurist und Politiker (Zentrum), MdR
- Max von Mayer-Ahrdorff (1845–1928), mährischer Geistlicher und Dichter
- Max Mayerhofer (* 1990), österreichischer TV-Moderator und Journalist
- Max Mayr (1928–2012), österreichischer Journalist
- Max Mayr (1853–1916), deutscher Wasserbauingenieur
- Max Mayr (1896–1985), deutscher Kommunalpolitiker (SPD) und Widerstandskämpfer gegen das NS-Regime
- Max Mayrhofer (1825–1895), österreichischer Fabrikant
- Max Mayrshofer (1875–1950), deutscher Maler und Grafiker
- Max McCormick (* 1992), US-amerikanischer Eishockeyspieler
- Max McCoy (* 2004), singapurisch-englischer Fußballspieler
- Max McGee (1932–2007), US-amerikanischer Footballspieler
- Max Meckel (1847–1910), deutscher Architekt
- Max Mehler (1874–1952), deutscher Fabrikant
- Max Thomas Mehr (* 1953), deutscher Journalist und Mitbegründer der taz
- Max Meid (1910–2009), deutscher Architekt
- Max Meier (1863–1919), deutscher Unternehmer
- Max Meili (* 1946), Schweizer Fußballspieler
- Max Meinertz (1880–1965), deutscher römisch-katholischer Theologe und Neutestamentler
- Max Meinicke-Pusch (1905–1994), deutscher Politiker (FDP, CDU), MdL
- Max Meirandres (* 1993), deutscher Eishockeyspieler
- Max Meirowsky (1866–1949), deutscher Industrieller und Kunstsammler
- Max Meißner (1859–1942), deutscher Bildhauer
- Max Meixner, tschechoslowakisch-deutscher Skispringer
- Max Meldrum (1875–1955), australischer Maler, Lehrer, Kunsttheoretiker und Begründer des australischen Tonalismus
- Max Mell (1882–1971), österreichischer Dramatiker und Lyriker
- Max Mellin (1904–1977), deutscher Filmarchitekt
- Max Mendel (1872–1942), deutscher Kaufmann, Genossenschafter, Politiker, hamburgischer Senator
- Max Mendheim (1862–1939), deutscher Schriftsteller, Redakteur, Lyriker und Kritiker
- Max Menger (1838–1911), österreichischer Jurist und Politiker
- Max Mengeringhausen (1903–1988), deutscher Ingenieur
- Max Menny (1859–1921), deutscher Verwaltungsbeamter
- Max Mensing (1886–1945), deutscher Refrainsänger und Schauspieler
- Max von Menz (1824–1895), deutscher Historien- und Genremaler
- Max Merbt (1895–1987), deutscher Maler und Kunstrestaurator
- Max Méreaux (* 1946), französischer Komponist
- Max Merkel (1918–2006), österreichischer Fußballspieler und -trainer
- Max Merker (1861–1928), deutscher Maler
- Max Mermelstein (1942–2008), US-amerikanischer Drogenschmuggler und FBI-Informant
- Max Merseny (* 1988), deutsch-ungarischer Saxophonist und Komponist
- Max Merten (1911–1971), deutscher Jurist und Täter des Holocaust in Griechenland
- Max von Mertens (1877–1963), deutscher Generalmajor, Kunstmaler
- Max Mertz (1912–1981), deutscher Grafiker und Maler
- Max Merz (* 1994), deutscher Basketballspieler
- Max Leroy Mésidor (* 1962), haitianischer Geistlicher, römisch-katholischer Erzbischof von Port-au-Prince
- Max Meßner (1860–1906), deutscher Schriftsteller
- Max Messer (1875–1930), österreichischer Rechtsanwalt und Schriftsteller
- Max Meth (1901–1984), US-amerikanischer Dirigent und Musikdirektor
- Max Metlitski, kanadischer Physiker
- Max Metzger (1866–1941), deutscher Architekt, Gewerbeschullehrer und Kunsthistoriker
- Max Josef Metzger (1887–1944), deutscher römisch-katholischer Priester, von den Nazis zum Tode verurteilt und hingerichtet
- Max Metzker (* 1960), australischer Schwimmer
- Max Metzner (1888–1968), deutscher Wirtschaftswissenschaftler, Kartellsachverständiger und Verbandsfunktionär
- Max van der Meulen (* 2004), niederländischer Radrennfahrer
- Max Meyer (* 1995), deutscher Fußballspieler
- Max Meyer (1890–1954), deutscher HNO-Arzt und Hochschullehrer
- Max Wilhelm Meyer (1853–1910), deutscher Astronom, Naturforscher und Schriftsteller
- Max Meyer-Olbersleben (1850–1927), deutscher Komponist
- Max Meyerfeld (1875–1940), deutscher Journalist und Übersetzer
- Max Meyerhof (1874–1945), deutsch-ägyptischer Augenarzt und Medizinhistoriker
- Max Meyhöfer (1889–1972), deutscher Lehrer und Historiker
- Max Meyr (* 1968), österreichischer Schauspieler
- Max Meyr, deutscher SS-Obersturmführer und erster Verwaltungsführer im KZ Auschwitz
- Max Mezger (1876–1940), deutscher Schriftsteller
- Max Michael (1823–1891), deutscher Maler
- Max Michailow (1912–1991), deutscher Geiger und Konzertmeister
- Max Michallek (1922–1985), deutscher Fußballspieler
- Max Michel (1888–1941), deutscher Jurist und Volkswirt
- Max Michel (1910–1988), deutscher Filmschauspieler, Filmregisseur und Filmeditor
- Max Michels (1874–1925), deutscher Autor niederdeutscher Sprache
- Max Michels (1880–1944), deutscher Kunsthändler
- Max Midinet (1948–2000), deutscher Balletttänzer
- Max Miedinger (1910–1980), Schweizer Grafiker und Typograf
- Max Miericke (1893–1958), deutscher Politiker (LDP, FDP), MdA
- Max Mikorey (1850–1907), deutscher Opernsänger (Tenor)
- Max Mikorey (1899–1977), deutscher Psychiater und Hochschullehrer
- Max Josef Milde (1922–2016), deutscher Militär
- Max von Milkau (1850–1908), sächsischer Generalleutnant
- Max von Milland (* 1985), italienischer Sänger (Südtirol)
- Max von Millenkovich (1866–1945), österreichischer Schriftsteller und Direktor des k.k. Hofburgtheaters
- Max Miller (* 1988), US-amerikanischer Politiker
- Max Miller (* 1944), deutscher Soziologe und Hochschullehrer
- Max Miller (1894–1963), britischer Komiker, Varietékünstler und Sänger
- Max Miller (1901–1973), deutscher römisch-katholischer Geistlicher, Historiker und Archivar
- Max Milner (1923–2008), französischer Romanist, Komparatist und Literaturwissenschaftler
- Max Minghella (* 1985), britischer Schauspieler, Filmregisseur und Drehbuchautor
- Max Missmann (1874–1945), deutscher Berufsfotograf
- Max Mittelstein (1861–1927), deutscher Jurist und Politiker, MdHB
- Max Mitterbichler (* 1947), deutscher Ringer
- Max Mitterer (1887–1960), deutscher Rechtswissenschaftler und Kirchenrechtler
- Max Mittler (1924–2004), Schweizer Autor und Verleger
- Max Möbius (1901–1978), deutscher Maler und Grafiker
- Max Moerstedt (* 2006), deutscher Fußballspieler
- Max Moffatt (* 1998), kanadischer Freestyle-Skier
- Max Mohr (1891–1937), deutscher Arzt, Dramatiker und Erzähler
- Max Mohr (1884–1966), deutscher General der Flieger, Leiter der geheimen Fliegerschule Lipezk (1929–1932)
- Max Moisel (1869–1920), deutscher Kartograf
- Max Möller (1854–1935), deutscher Bauingenieur, Konstrukteur der sog. „Möller-Brücke“
- Max Molling (1834–1910), deutscher Kaufmann
- Max Momsen (1896–1939), deutscher nationalsozialistischer Pädagoge und Hochschullehrer
- Max Monnehay (* 1981), französische Schriftstellerin
- Max Montana (* 1996), US-amerikanisch-deutscher Basketballspieler
- Max Montua (1886–1945), deutscher Kaufmann und Offizier, zuletzt SS-Brigadeführer und Generalmajor der Polizei
- Max Moor (1911–1988), Schweizer Botaniker und Pionier der Schweizer Pflanzensoziologie
- Max Moor (* 1958), Schweizer Fernsehmoderator und Schauspieler
- Max von Moos (1903–1979), Schweizer Kunstmaler
- Max Moosbauer (1892–1968), deutscher Politiker (NSDAP), MdR, Oberbürgermeister der Stadt Passau
- Max Morand (1900–1990), französischer Physiker und Physikdidaktiker
- Max Morell (1916–1994), Schweizer Schriftsteller, vor allem von Kriminalromanen
- Max Morgenstern-Döring (1858–1931), sächsischer Generalleutnant
- Max Morgenthaler (1901–1980), Schweizer Lebensmittelchemiker
- Max Morinière (* 1964), französischer Leichtathlet und Olympiateilnehmer
- Max Morise (1900–1973), französischer Schriftsteller und Künstler des Surrealismus
- Max Morlock (1925–1994), deutscher Fußballspieler
- Max von Moro (1817–1899), österreichischer Fabrikant, Historiker und Politiker, Landtagsabgeordneter
- Max Morrow (* 1991), kanadischer Schauspieler
- Max Morsches (* 1946), deutscher Heimatforscher und Genealoge
- Max von Mosch (* 1980), deutscher Jazzmusiker
- Max Moser (1810–1856), deutscher Politiker
- Max Mosley (1940–2021), britischer Rechtsanwalt, Motorsportmanager und Sportfunktionär; Präsident der FIA
- Max Moszkowicz (1926–2022), niederländischer Rechtsanwalt
- Max Moszkowski (1873–1939), deutscher Tropenmediziner und Forschungsreisender
- Max Mucha (* 1989), polnischer Jazzmusiker (Bass)
- Max Mucker (1876–1960), deutscher Politiker (SPD, USPD, SED) und Mitglied der Sächsischen Volkskammer bzw. (1919–1933)
- Max Mühlberg (1873–1947), Schweizer Geologe
- Max von Mühlenen (1903–1971), Schweizer Maler und Glasmaler
- Max Mühlhäuser (* 1957), deutscher Informatiker
- Max Mühlig (1835–1915), deutsch-österreichischer Hütteningenieur und Glasfabrikant
- Max von Mülberger (1859–1937), deutscher Jurist, Oberbürgermeister von Esslingen am Neckar
- Max Fritz Mulert (1888–1974), deutscher Verwaltungsjurist
- Max Müller (1874–1933), deutscher Politiker
- Max Müller (1906–1994), deutscher Philosoph
- Max Müller (* 1965), österreichischer Schauspieler und Sänger (Bariton)
- Max Müller (1894–1980), Schweizer Psychiater
- Max Müller (1901–1968), deutscher Mathematiker
- Max Müller (1904–1987), deutscher Ingenieur und Unternehmer
- Max Müller (* 1994), deutscher Fußballspieler
- Max Müller (1849–1910), deutscher Verleger
- Max Müller (* 1963), deutscher Musiker und Bandleader von Mutter
- Max Müller (1829–1896), deutscher Mediziner
- Max Müller (1907–1987), Schweizer Politiker (FDP)
- Max Müller (1899–1977), deutscher Politiker (KPD, SED), MdV
- Max Müller (1945–2021), deutscher Handballnationalspieler
- Max von Müller (1887–1918), deutscher Jagdflieger im Ersten Weltkrieg
- Max von Müller (1841–1906), deutscher Jurist
- Max von Mulzer (1893–1916), bayerischer Jagdflieger im Ersten Weltkrieg
- Max von Münchhausen (1868–1920), deutscher Schriftsteller
- Max Muncy (* 1990), amerikanischer Baseballspieler
- Max Munding (* 1949), deutscher Verwaltungsjurist, Rechnungshofpräsident
- Max Michael Munk (1890–1986), deutsch-amerikanischer Aeronautiker
- Max Murray (1901–1956), australischer Schriftsteller
- Max Muss (1885–1954), deutscher Hochschullehrer
- Max Mutchnick (* 1965), US-amerikanischer Filmregisseur, Filmproduzent und Drehbuchautor
- Max Mutzke (* 1981), deutscher Sänger, Songwriter und Musiker

### N
- Max Nachtsheim (* 1984), deutscher Rapper
- Max Nacke (1883–1958), deutscher Dichter und Sänger
- Max Näder (1915–2009), deutscher Unternehmer
- Max Nadler (1875–1932), deutscher Schauspieler und Regisseur
- Max Nadler (* 1880), deutscher Jurist
- Max Nadoleczny (1874–1940), deutscher HNO-Arzt und Hochschullehrer in München
- Max Nagel (1949–2004), deutscher Politiker (SPD), MdL
- Max Nagel (1905–1981), deutscher Politiker (CDU)
- Max Nagl (* 1960), österreichischer Jazzsaxophonist und Komponist
- Max Nassauer (1869–1931), deutscher Gynäkologe und Schriftsteller
- Max Nathan (1919–1960), deutscher Autorennfahrer
- Max Näther (1899–1919), deutscher Offizier der Fliegertruppe im Ersten Weltkrieg
- Max Natmessnig (* 1988), österreichischer Koch
- Max Naujocks (1894–1963), deutscher Gerechter unter den Völkern
- Max Naumann (1875–1939), deutscher Rechtsanwalt, Politiker und Publizist
- Max Neal (1865–1941), deutscher Volksdichter bayrischer Bauernschwänke
- Max Necker (1890–1968), deutscher Jurist und Politiker
- Max Nedwed (1902–1975), österreichischer Jurist, Gestapo-Mitarbeiter und SS-Führer
- Max Nehrling (1887–1957), deutscher Maler und Grafiker
- Max Gustav Neiße (1839–1906), Senatspräsident am Reichsgericht
- Max Neissendorfer (1957–2025), deutscher Jazzmusiker und Musikpädagoge
- Max Neisser (1869–1938), deutscher Bakteriologe und Hygieniker
- Max Nekut (1883–1961), österreichischer Theater- und Filmkünstler
- Max Nemetz (1884–1971), deutscher Schauspieler
- Max Nemitz (1888–1970), deutscher Lehrer, Schriftsteller und Heimatforscher
- Max Nettlau (1865–1944), deutscher Sprachforscher und Historiker des Anarchismus
- Max Neubauer (1878–1949), deutscher Politiker (SPD)
- Max Neubert (1863–1948), deutscher Unternehmer und Erfinder
- Max Neuburger (1868–1955), österreichischer Medizinhistoriker
- Max Neuenschwander (* 1930), Schweizer Jurist und Beamter
- Max Neufeld (1887–1967), österreichischer Schauspieler und Filmregisseur
- Max Neugebauer (1900–1971), österreichischer Pädagoge, Volksbildner, und Politiker (SPÖ)
- Max Neugebauer (* 1997), österreichischer Pokerspieler
- Max Neuhaus (1939–2009), US-amerikanischer experimenteller Musiker, Pionier der Klangkunst, Grafiker und Autor
- Max Neuhaus (1899–1972), deutscher Kaufmann und Generalbevollmächtigter der AEG
- Max Neuhaus (* 1999), deutscher Handballspieler
- Max Neukirchner (* 1983), deutscher Motorradrennfahrer
- Max Neumann (* 1949), deutscher Maler
- Max Neumann (* 1995), australischer Triathlet
- Max Neumann (1885–1973), deutscher Maler und Illustrator
- Max Paul Neumann (1874–1937), deutscher Agrarwissenschaftler
- Max von Neumayr (1808–1881), bayerischer Politiker
- Max Neumeister (1849–1929), deutscher Forstbeamter und Forstwissenschaftler
- Max Neumeyer (1920–1993), deutscher Kommunalpolitiker (CSU)
- Max Neunzert (1892–1982), deutscher politischer Aktivist
- Max Neve (1901–1965), deutscher Arzt in Buenos Aires
- Max Newman (1897–1984), britischer Mathematiker und Kryptologe
- Max Nick (1863–1941), württembergischer Oberamtmann
- Max Erich Nicola (1889–1958), deutscher Maler und Grafiker
- Max Niederbacher (1899–1979), deutscher Fußballspieler
- Max Niederlag (* 1993), deutscher Bahnradsportler
- Max Niedermaier (* 1951), deutscher Eisspeedway-Rennfahrer
- Max Niedermann (* 1927), Schweizer Bergsteiger
- Max Niedermann (1874–1954), Schweizer Altphilologe, Hochschullehrer und Politiker
- Max Niedermayer (1905–1968), deutscher Verleger
- Max Niehaus (1888–1981), deutscher Schriftsteller, Tanzforscher und Ballettpublizist
- Max Nielsen (* 1963), dänischer Generalmajor
- Max Niemeyer (1841–1911), deutscher Verleger
- Max Niklas (1905–1935), deutscher Kommunalpolitiker und Gegner des Nationalsozialismus
- Max Nitzsche (* 1915), deutscher Journalist
- Max Nivelli (1878–1926), Berliner Filmproduzent
- Max Noack (1905–1971), deutscher Schauspieler
- Max Noether (1844–1921), deutscher Mathematiker
- Max Nonne (1861–1959), deutscher Neurologe
- Max Nonnenbruch (1857–1922), deutscher Maler
- Max Nordau (1849–1923), ungarischer Schriftsteller, Arzt, zionistischer Politiker
- Max Nordhausen (1876–1963), deutscher Botaniker an der Universität Marburg
- Max Norman, britischer Musikproduzent, Toningenieur und Mischer
- Max Nosseck (1902–1972), deutscher Schauspieler, Regisseur und Drehbuchautor
- Max Emiliano Nowry (* 1990), US-amerikanischer Ringer
- Max Nyberg (* 1992), schwedischer Pianist und Komponist

### O
- Max Obal (1881–1949), deutscher Filmregisseur
- Max Obé (1889–1969), deutscher Mediziner, Medizinalbeamter, Ärztefunktionär und NS-Arzt
- Max von Oberleithner (1868–1935), österreichischer Jurist, Tuchfabrikant, Komponist und Dirigent
- Max Oberrauch (* 1984), italienischer Eishockeyspieler
- Max Obier (1859–1909), deutscher Arbeiter und Politiker (SPD), MdL
- Max Odoy (1886–1976), deutscher Maler, Grafiker und Buchillustrator
- Max Oechslin (1893–1979), Schweizer Forstingenieur
- Max Oehler (1875–1946), deutscher Offizier und Archivar
- Max Oehler (1881–1943), Thüringer Kunstmaler
- Max Oehler (* 2001), deutscher Handballspieler
- Max Oelschlaeger, deutscher Reichsgerichtsrat
- Max Joseph Oertel (1835–1897), deutscher Arzt
- Max Oertli (1921–2007), Schweizer Maler und Bildhauer
- Max Oertz (1871–1929), deutscher Yachtkonstrukteur
- Max Oesau (* 1937), deutscher Jurist und Hochschullehrer für Seerecht
- Max Oettli (1879–1965), schweizerischer Pädagoge
- Max Oettli (* 1948), Schweizer Fußballspieler und -trainer
- Max Oettli-Porta (1903–1985), Schweizer Botaniker, Lehrer und Geograph
- Max Ohland, deutscher Politiker (SPD), MdL
- Max Ohnefalsch-Richter (1850–1917), deutscher Archäologe
- Max Olderock (1895–1972), deutscher Maler, avantgardistischer Vertreter des deutschen Expressionismus
- Max d’Ollone (1875–1959), französischer Komponist
- Max Ophüls (1902–1957), deutsch-französischer Film-, Theater- und Hörspielregisseur
- Max Opitz (1890–1982), deutscher Politiker (KPD, SED), MdR, MdV und Oberbürgermeister
- Max Oppel (* 1933), deutscher Kunsthistoriker
- Max Oppel (* 1974), deutscher TV- und Radio-Journalist
- Max Oppenheim (1876–1947), deutscher Chasan, Rabbinerassistent und der letzte Lehrer an der jüdischen Schule in Düren
- Max von Oppenheim (1860–1946), deutscher Diplomat und Archäologe
- Max Oppenheimer (1919–1994), deutscher Publizist, Historiker, Gewerkschafter und Politiker (KPD)
- Max Oppenheimer (1885–1954), österreichischer Maler
- Max Orban (1881–1969), belgischer Ruderer
- Max Osborn (1870–1946), deutscher Kunstkritiker und Journalist
- Max Oscheit (1880–1923), deutscher Komponist und Violinist
- Max-Jacob Ost (* 1985), deutscher Journalist
- Max Ostenrieder (1870–1917), deutscher Architekt
- Max Osterloh (1851–1927), deutscher Architekt und kommunaler Baubeamter, Stadtbaurat in Braunschweig
- Max Ostermann (1886–1967), österreichischer Mediziner und Chefredakteur
- Max-Hellmuth Ostermann (1917–1942), deutscher Luftwaffenoffizier und Pilot im Zweiten Weltkrieg
- Max Ostermayer (1860–1942), deutscher Kaufmann, Ehrenbürger von Emmerich am Rhein
- Max Ott (1855–1941), Bürgermeister der Stadt Salzburg
- Max Otte (* 1964), deutsch-amerikanischer Volkswirt und Sachbuchautor
- Max Otten (1877–1962), deutscher Arzt, Pionier der Arbeitsmedizin
- Max O’Dowd (* 1994), niederländischer Cricketspieler
- Max O’Rell (1847–1903), französischer Autor

### P
- Max Pacioretty (* 1988), US-amerikanischer Eishockeyspieler
- Max Paetz (1883–1975), deutscher Filmaufnahmeleiter und Schauspieler
- Max Pagenstecher (1874–1957), deutscher Rechtswissenschaftler und Hochschullehrer
- Max Pagès (1926–2018), französischer Psychologe, Psychotherapeut, Hochschullehrer und Autor
- Max Pallenberg (1877–1934), österreichischer Sänger (Bariton), Schauspieler und Komiker
- Max Palmer (1927–1984), US-amerikanischer Schauspieler und Wrestler
- Max Pannwitz (1854–1921), deutscher Schriftsteller und Übersetzer
- Max Papart (1911–1994), französischer Maler, Graphiker, Illustrator und Collage-Künstler
- Max Pape (1886–1947), deutscher Schwimmer
- Max von Pape (1851–1926), preußischer Generalleutnant
- Max Pappenheim (1860–1934), deutscher Hochschullehrer für Deutsches Recht und Handelsrecht
- Max Park, koreanisch-US-amerikanischer Speedcuber
- Max Parker (1882–1964), US-amerikanischer Artdirector und Szenenbildner
- Max Parrot (* 1994), kanadischer Snowboarder
- Max Paschke (1868–1932), deutscher Verleger
- Max Pategg (1855–1936), deutscher Theaterschauspieler und -regisseur
- Max Pauer (1924–1999), deutscher Bibliothekar
- Max von Pauer (1866–1945), deutscher Pianist
- Max Pauli, deutscher Opernsänger (Tenor) und Gesangspädagoge
- Max Paulsen (1876–1956), österreichischer Schauspieler, Regisseur und Theaterleiter
- Max Pauly (1907–1946), deutscher KZ-Lagerkommandant in Stutthof, Hohengemma und Neuengamme
- Max Pauly (1849–1917), deutscher Lebensmittelchemiker, Industrieller und Optiker
- Max Pauly (1876–1934), österreichischer Politiker (GdP), Abgeordneter zum Nationalrat
- Max von Pausch (1842–1934), bayerischer Ministerialbeamter
- Max von Pawlowski (1849–1918), preußischer Generalleutnant
- Max Pécas (1925–2003), französischer Theater- und Filmregisseur sowie Drehbuchautor
- Max Pechstein (1881–1955), deutscher Maler und Graphiker
- Max Peiffer Watenphul (1896–1976), deutscher Maler
- Max Peinkofer (1891–1963), bayerischer Schriftsteller
- Max Peintner (* 1937), österreichischer Maler
- Max-Josef Pemsel (1897–1985), deutscher Generalleutnant der Bundeswehr
- Max Penkert (1877–1955), deutscher Gynäkologe und Geburtshelfer
- Max Pérez (* 1986), mexikanischer Fußballspieler
- Max Perlbach (1848–1921), deutscher Bibliothekar und Historiker
- Max Perlich (* 1968), US-amerikanischer Schauspieler
- Max Ferdinand Perutz (1914–2002), britischer Chemiker
- Max Pescatori (* 1971), italienischer Pokerspieler
- Max Peschel (1886–1969), deutscher Verwaltungsdirektor, Verbandsfunktionär und Politiker (SPD), MdL Bayern
- Max Pestalozzi (1857–1925), Schweizer Eisenbahnfunktionär und dreifacher Schweizer Schachmeister
- Max Pestemer (1908–1975), österreichischer Chemiker
- Max Peters (1849–1927), deutscher Komponist, Organist und Klaviervirtuose
- Max Peters (1878–1934), deutscher Verwaltungsjurist, Landrat in Allenstein
- Max Peters (1856–1933), deutscher Ministerialbeamter und Staatssekretär
- Max Peters (1888–1961), deutscher Konteradmiral der Kriegsmarine
- Max Petitpierre (1899–1994), Schweizer Politiker (FDP)
- Max Petsch (1840–1888), deutscher Maler und Fotograf
- Max von Pettenkofer (1818–1901), deutscher Chemiker und Hygieniker
- Max Ernst Peukert (1905–1947), Agrikulturchemiker, Mikrobiologe, Erfinder und Manager
- Max Pezzali (* 1967), italienischer Popsänger
- Max Pfaller (* 1937), deutscher Maler
- Max Pfänder (1900–1969), deutscher und Schweizer Bildhauer und Zeichner
- Max Pfannenstiel (1902–1976), deutscher Geologe, Paläontologe und Bibliothekar
- Max Pfeffer (1883–1955), deutscher General der Artillerie im Zweiten Weltkrieg
- Max Pfeffer (1884–1964), austroamerikanischer Verleger und Literaturagent
- Max Pfeiffer (1881–1947), russisch-deutscher Filmproduzent
- Max Adolf Pfeiffer (1875–1957), deutscher Maschinenbauingenieur und Manager in der keramischen Industrie
- Max von Pfetten (1861–1929), deutscher Gutsbesitzer und Politiker, MdR
- Max Pfister (1932–2017), Schweizer Romanist und Sprachwissenschaftler
- Max Pfister (* 1951), Schweizer Politiker (FDP)
- Max Pfleiderer (1877–1936), württembergischer Oberamtmann
- Max von Philipsborn (1891–1973), deutscher Verwaltungsjurist und Landrat des Kreises Anklam
- Max Picard (1888–1965), Schweizer Arzt und Kulturphilosoph
- Max Pichler (1860–1912), Opernsänger (Tenor) und Gesangspädagoge
- Max Pickel (1884–1976), deutscher Lehrer und Scherenschnittkünstler
- Max Günther Piedmont (1916–1989), deutscher Politiker (FDP), MdL
- Max Piendl (1918–1989), deutscher Historiker und Archivar
- Max Pieper (1882–1941), deutscher Ägyptologe und Gymnasiallehrer
- Max Pietsch (1902–1976), österreichischer Wirtschaftswissenschaftler und Soziologe
- Max Pietschmann (1865–1952), deutscher Maler und Grafiker
- Max Pinchard (1928–2009), französischer Komponist und Musikwissenschaftler
- Max Pirkis (* 1989), britischer Filmschauspieler
- Max Piroch (1900–1984), deutscher Bildhauer
- Max Pistorius (1894–1960), österreichischer Maler
- Max Planck (1858–1947), deutscher Physiker und Begründer der Quantentheorie, Nobelpreis für Physik 1918
- Max Planck (1822–1900), deutscher Pädagoge
- Max von der Planitz (1834–1910), preußischer General der Artillerie
- Max Plaut (1901–1974), deutscher Rechtsanwalt, Ökonom und Verbandsfunktionär
- Max Plaut (1888–1933), deutscher Rechtsanwalt und Opfer der nationalsozialistischen Gewaltherrschaft
- Max Pleikies (* 1945), deutscher Fußballspieler
- Max Plüddemann (1846–1910), deutscher Konteradmiral der Kaiserlichen Marine
- Max Poepel (1896–1966), deutscher Politiker
- Max Pohl (1855–1935), österreichischer Schauspieler
- Max von Pohl (1842–1905), deutscher Politiker
- Max Pohlenz (1872–1962), deutscher klassischer Philologe
- Max Poll (1908–1991), belgischer Ichthyologe
- Max Pollwein (1885–1944), deutscher Politiker, erster Oberbürgermeister von Bad Kissingen
- Max Polysius (1870–1932), deutscher Maschinenbau-Ingenieur und Unternehmer
- Max Pommer (1847–1915), deutscher Architekt und Bauunternehmer
- Max Pommer (* 1936), deutscher Chor- und Orchesterdirigent sowie Musikwissenschaftler
- Max Poole (* 2003), britischer Radrennfahrer
- Max von Poosch (1872–1968), österreichischer Maler
- Max Popiersch (1893–1942), deutscher Mediziner und erster SS-Standortarzt im KZ Auschwitz
- Max Popp (1878–1943), deutscher Agrarwissenschaftler und Sachbuchautor
- Max Pöppel (1909–1989), deutscher Maler und Bildhauer
- Max von der Porten (1879–1943), deutscher Industrieller
- Max Porter (* 1981), US-amerikanischer Filmemacher
- Max Porter (* 1981), britischer Schriftsteller
- Max von Portheim (1857–1937), österreichischer Geschichtsforscher und Sammler
- Max Porzig (1879–1948), deutscher Journalist und Schriftsteller
- Max Porzig (1865–1910), deutscher Richter und Politiker, MdR
- Max Georg Poscharsky (1859–1899), deutscher Architekt
- Max Pottag (1876–1970), deutsch-amerikanischer Hornist
- Max de Pourtalès (1893–1935), französischer Autorennfahrer
- Max von Pracher (1819–1888), bayerischer Regierungsbeamter, zuletzt Regierungspräsident der Oberpfalz
- Max Prantner (* 2000), italienischer Handball- und Beachhandballspieler
- Max Predöhl (1854–1923), deutscher Jurist, Hamburger Senator und Bürgermeister
- Max du Preez (* 1951), südafrikanischer Schriftsteller, Journalist und Dokumentarfilmer
- Max Preglau (* 1951), österreichischer Soziologe
- Max Pregler (* 1994), deutscher Handballspieler und -trainer
- Max Preitz (1885–1971), deutscher Germanist
- Max Prentzel (1882–1962), deutscher Gauarbeitsführer
- Max Preßler (1815–1886), deutscher Forstwissenschaftler, Ökonom und Erfinder
- Max Pretzfelder (1888–1950), deutscher Zeichner, Maler und Kostümbildner
- Max Ferdinand von Preysing, bayerischer Minister
- Max von Preysing-Lichtenegg (1849–1926), deutscher Gutsbesitzer und Politiker (Zentrum), MdR
- Max Pribilla (1874–1954), deutscher katholischer Priester, Jesuit und Publizist
- Max Prieto (1919–1998), mexikanischer Fußballspieler
- Max von Prittwitz und Gaffron (1876–1956), deutscher Generalmajor im Zweiten Weltkrieg
- Max Prodinger (* 1976), österreichischer Opernsänger (Tenor)
- Max Proebstl (1913–1979), deutscher Opern- und Oratoriensänger (Bass)
- Max von Prollius (1826–1889), deutscher Gutsbesitzer, Verwaltungsjurist, Landesminister und Gesandter
- Max Prommersberger (* 1987), deutscher Eishockeyspieler
- Max Prosa (* 1989), deutscher Singer-Songwriter
- Max Prüß (1888–1962), deutscher Bauingenieur und Baudirektor
- Max Pruss (1891–1960), deutscher Luftschiffer
- Max Prütz (1876–1945), deutscher Politiker (DStP), MdR
- Max Puchat (1859–1919), deutscher Komponist, Dirigent und Musikpädagoge
- Max von Pufendorf (* 1976), deutscher Schauspieler
- Max Pulver (1889–1952), Schweizer Psychologe, Graphologe und Autor
- Max Purcell (* 1998), australischer Tennisspieler
- Max Putze (* 1928), deutscher Bergmann und Mitglied der Volkskammer der DDR

### Q
- Max Quaas (1920–1987), deutscher Arbeitsmediziner und Hochschullehrer
- Max Quarck (1860–1930), deutscher Politiker (SPD), MdR
- Max Quedenfeldt (1851–1891), königlich preußischer Offizier und Entomologe, Forschungsreisender und Ethnologe
- Max Manfred Queißer (1927–2016), deutscher Kultursoziologe und Maler

### R
- Max Raab (1902–1973), deutscher Handelsvertreter und Politiker (NPD)
- Max Raabe (* 1962), deutscher Sänger sowie Gründer und Leiter des Palast Orchesters
- Max Rabes (1868–1944), deutscher Landschafts- und Porträtmaler
- Max Rabl (1898–1964), österreichischer Politiker (Landbund), Mitglied des Bundesrates
- Max Ferdinand von Raczensky, preußischer Landrat
- Max Radestock (1854–1913), deutscher Konsumgenossenschafter, erster Vorsitzende des Vorstandes des Zentralverbandes deutscher Konsumvereine
- Max Radestock (* 1988), deutscher Schauspieler
- Max Radin (1880–1950), US-amerikanischer Rechtswissenschaftler
- Max Radler (1904–1971), deutscher Maler und Karikaturist
- Max Rädlinger (* 1993), deutscher Kirchenmusiker, Organist, Stimmbildner und Chorleiter
- Max Radziejewski (1897–1978), deutscher Politiker (SPD), MdA
- Max Raebel (1874–1946), deutscher Komponist, Maler, Skandinavien- und Polarforscher
- Max Rafferty, britischer Musiker, Bassist der britischen Indie-Rock-Band The Kooks
- Max Raffler (1902–1988), deutscher Maler
- Max Railing (1868–1942), britischer Ingenieur und Unternehmer deutscher Herkunft
- Max Rainsford (* 1962), australischer Radrennfahrer
- Max Ralph-Ostermann (1881–1934), deutscher Theater- und Filmschauspieler
- Max Hermann Ramdohr (1864–1942), deutscher Jurist und Autor
- Max Raphael (1889–1952), deutscher Kunsthistoriker
- Max U. Rapold (1925–2006), Schweizer Journalist und Verleger
- Max Ras (1889–1966), Schweizer Journalist und Verleger
- Max Rascher (1883–1962), Schweizer Verleger
- Max Eugen Rascher († 1918), deutscher Dirigent, Pianist und Dichter
- Max Rasser (1914–2000), Schweizer Architekt
- Max von Ratibor und Corvey (1856–1924), deutscher Diplomat
- Max Ratschow (1904–1963), deutscher Mediziner und der Begründer der Angiologie
- Max-Peter Ratzel (* 1949), deutscher Polizist, Direktor der europäischen Polizeibehörde Europol
- Max Ratzenhofer (1911–1992), österreichischer Pathologe
- Max Raub (1926–2019), österreichischer Kanute
- Max Rauer (1889–1971), deutscher römisch-katholischer Theologe und Priester
- Max Rauffer (* 1972), deutscher Skirennläufer
- Max Rauhofer (* 1990), uruguayischer Fußballspieler
- Max Rauner (* 1970), deutscher Journalist
- Max Rauscher (1860–1895), Domkapellmeister in Regensburg
- Max Rauscher (* 1940), österreichischer Politiker (SPÖ)
- Max Rauter (* 2004), österreichischer Fußballspieler
- Max Rauther (1879–1951), deutscher Zoologe
- Max Ravoth (1850–1923), deutscher Architekt und Bauunternehmer
- Max Rayne, Baron Rayne (1918–2003), britischer Unternehmer
- Max Records (* 1997), US-amerikanischer Schauspieler
- Max von Redecker (1833–1886), deutscher Rittergutsbesitzer und Politiker, MdR
- Max von Redwitz (1858–1920), bayerischer Generalmajor und Hofbeamter
- Max Rée (1889–1953), US-amerikanischer Art Director, Kostüm- und Szenenbildner
- Max Reeb (1892–1940), deutscher Kunst- und Kirchenmaler, Restaurator, NS-Opfer
- Max Regenberg (* 1951), deutscher Fotograf
- Max Reger (1873–1916), deutscher Komponist, Organist, Pianist und Dirigent
- Max H. Rehbein (1918–2015), deutscher Dokumentarfilmer, Filmproduzent, Journalist und Publizist
- Max Hans Rehberg (* 2003), deutscher Tennisspieler
- Max Rehm (1896–1992), deutscher Jurist und Historiker
- Max Rehmann (1842–1922), deutscher Heimatforscher
- Max Reich (1874–1941), deutscher Physiker
- Max Reich (1862–1943), deutscher Chirurg und Sanitätsoffizier
- Max Reichel (1921–2011), deutscher Physiker und Bibliothekar
- Max Reichenberger (* 1948), deutscher Fußballspieler
- Max Reichmann (1884–1958), deutscher Filmregisseur
- Max Reichpietsch (1894–1917), deutscher Soldat und 1917 einer der Organisatoren der Antikriegsbewegung in der Kaiserlichen Marine
- Max Issaakowitsch Reiderman (1924–2009), ukrainisch-sowjetischer Arzt, Kardiologe, Pneumologe und Publizist
- Max Reimann (1898–1977), deutscher Politiker (KPD, DKP), MdL, MdB
- Max Reimann (* 1930), deutscher Politiker (REP), MdL
- Max Reimann (1875–1943), deutscher Schauspieler
- Max Reimer (1921–1988), deutscher Politiker (SPD), MdHB
- Max Reimer, deutscher Theaterschauspieler
- Max Reimerdes (1860–1942), deutscher Jurist, Senator und Syndikus
- Max Reindl (* 1926), deutscher Schlagertextdichter und Komponist
- Max Reiner (1883–1944), österreichisch-deutscher Journalist
- Max Reinhard (Mineraloge) (1882–1974), Schweizer Mineraloge, Petrograph und Hochschullehrer
- Max Reinhard (NS-Funktionär) (1896–1978), NS-Funktionär und von 1935 bis 1945 Direktor des Münchner Kulturamts
- Max Reinhardt (1915–2002), britischer Verleger
- Max Reinhardt (1873–1943), österreichischer Theaterregisseur, Intendant und Theatergründer
- Max Reinhart (Wappenmaler) (1924–2016), deutscher Wappenmaler, Grafiker und Heraldiker
- Max Reinhart (Eishockeyspieler) (* 1992), kanadischer Eishockeyspieler
- Max Reinmöller (1886–1977), deutscher Zahnarzt und Hochschullehrer
- Max Reinthaler (* 1995), italienischer Fußballspieler
- Max Reisch (1912–1985), österreichischer Geograph und Reiseschriftsteller
- Max Reischle (1858–1905), deutscher Theologe
- Max Andrejewitsch Reiter (1886–1950), sowjetischer Generaloberst
- Max Reitersleben (1900–1979), deutscher KPD- und SED-Funktionär und FDGB-Funktionär
- Max Reithoffer (1864–1945), österreichischer Elektrotechniker
- Max Rempel (* 1979), deutscher Journalist und Unternehmer
- Max Rendschmidt (* 1993), deutscher Kanute
- Max Renko (* 1985), österreichischer Triathlet
- Max Renne (* 1974), deutscher Dirigent
- Max Renneisen (* 1977), deutscher Künstler
- Max Renner (* 1992), deutscher Eishockeyspieler
- Max Resch (1932–2011), deutscher Boxer
- Max Reschke (* 1995), deutscher Schauspieler
- Max Reschke (1894–1964), deutscher Lehrer und jüdischer Funktionär
- Max Reuschle (1890–1947), deutscher Schriftsteller und Archivar
- Max Reutter (1920–1988), deutscher Politiker (CDU)
- Max Reymann (1872–1948), deutscher Vizeadmiral der Reichsmarine
- Max Rheinstein (1899–1977), deutsch-amerikanischer Jurist
- Max Rhode (1884–1945), deutscher Komponist und Posaunist
- Max Riccabona (1915–1997), österreichischer Autor
- Max Richard (1897–1953), Schweizer Chirurg
- Max Richard (1818–1901), französischer Unternehmer und Politiker
- Max Richards (1859–1932), deutscher Theaterschauspieler, Opernsänger (Tenor), Theaterregisseur und -intendant
- Max Richter (1887–1978), deutscher Politiker (DVP), MdR
- Max Richter (* 1966), britischer Komponist
- Max Richter (1856–1921), deutscher Ministerialbeamter
- Max Richter (1881–1945), deutscher Gewerkschafter und Politiker (SPD), MdR
- Max Richter (1900–1983), deutscher Geologe und Paläontologe
- Max Rieck (1857–1932), deutscher Kaufmann, Unternehmer, Publizist und Verleger
- Max Riedel (1903–1990), deutscher kommunistischer Widerstandskämpfer
- Max Rieder (* 1957), österreichischer Architekt, Urbanist und Ingenieurkonsulent für Kulturtechnik und Wasserbau, sowie ausgebildeter Mediator
- Max Riederer von Paar (1897–1964), deutscher Jurist, Gutsbesitzer und Politiker (CSU), MdL, MdB
- Max Rief (1893–1980), deutscher Kaufmann und Politiker (BVP, CSU, WAV)
- Max Rieger (1904–1989), deutscher Fußballtorhüter
- Max Rieger (* 1946), deutscher Skirennläufer
- Max Rieger (* 1993), deutscher Singer-Songwriter, Musiker und Produzent
- Max Riemelt (* 1984), deutscher Schauspieler
- Max Riepe (1886–1968), deutscher Elektrotechniker und Hochschullehrer
- Max Rieple (1902–1981), deutscher Schriftsteller, Lyriker und Übersetzer aus dem Französischen ins Deutsche
- Max Riese (1868–1943), deutscher Drogist, Unternehmer und Erfinder der Penaten-Creme
- Max Ring (1817–1901), deutscher Schriftsteller
- Max Ringeisen (1863–1945), Schweizer Dirigent und Komponist
- Max Ringel (1907–1992), deutscher Jurist österreichischer Herkunft und Landrat des Landkreises Bitburg und des luxemburgischen Landkreises Diekirch
- Max Ringelmann (1868–1917), deutscher Politiker
- Max Ringhandt (1877–1965), deutscher Maler
- Max Ringlstetter (* 1959), deutscher Betriebswirtschaftler
- Max Rintelen (1880–1965), österreichischer Jurist und Rechtshistoriker
- Max Ritter (1886–1974), deutscher Schwimmer
- Max Ritter (1884–1946), Schweizer Bauingenieur
- Max Roach (1924–2007), US-amerikanischer Jazz-Schlagzeuger, Komponist und Hochschullehrer
- Max Robert (* 1967), französischer Bobfahrer und Sprinter
- Max Robitzsch (1887–1952), deutscher Meteorologe und Polarforscher
- Max Rockmann (* 1988), deutscher Basketballspieler
- Max Roden (1881–1968), österreichischer Lyriker
- Max John Rodrigues (* 1938), pakistanischer Geistlicher, emeritierter Bischof von Hyderabad
- Max Roeder (1866–1947), deutscher Landschafts- und Architekturmaler sowie Radierer
- Max Roediger (1850–1918), deutscher Mittelalterhistoriker und Germanist
- Max Joseph Roemer (1791–1849), deutscher Botaniker
- Max Roepell (1841–1903), deutscher Verwaltungsjurist, Präsident der königlich preußischen Eisenbahndirektionen Kattowitz und Posen
- Max Roeßler (1862–1940), sächsischer Generalmajor
- Max Roesler (1840–1922), deutscher Chemiker und Unternehmer
- Max Röger (* 1989), deutscher Ruderer
- Max Ludwig Rohde (1850–1934), deutscher Reichsgerichtsrat
- Max Rohland (* 1983), deutscher Schauspieler und Sprecher
- Max Rohr (1890–1980), Schweizer Politiker (CVP)
- Max Rohr (1875–1917), deutscher Opernsänger (Tenor) und Theaterschauspieler
- Max Rohrer (1887–1966), deutscher Alpinist und Schriftsteller
- Max Rolfes (1894–1981), deutscher Agrarwissenschaftler
- Max Rollmann (1857–1942), deutscher Admiral der Kaiserlichen Marine
- Max Rölz (1897–1980), deutscher Politiker (KPD, SED) und Gewerkschafter
- Max Wilhelm Roman (1849–1910), deutscher Landschaftsmaler und Lithograf
- Max von Romberg (1824–1904), deutscher Fideikommissherr und Politiker, MdR
- Max Romeo (1944–2025), jamaikanischer Sänger
- Max Römer (1836–1881), deutscher Jurist und Politiker (DP), MdR
- Max Römer (1878–1960), deutscher Maler
- Max Romih (1893–1979), italienischer Schachspieler
- Max Rooses (1839–1914), belgischer Kunsthistoriker
- Max Roscher (1888–1940), deutscher Politiker (KPD), MdR
- Max Roßdeutscher (1893–1979), deutscher Bildhauer, Restaurator und Plastiker
- Max Rose (* 1986), US-amerikanischer Politiker
- Max Rose (1862–1922), deutscher Architekt
- Max van der Rose, deutscher Komponist, Musiker, Musikproduzent und Maler
- Max Rosen (1900–1956), US-amerikanischer Violinist
- Max J. Rosenberg (1914–2004), US-amerikanischer Filmproduzent, Drehbuchautor und Liedtexter
- Max Rosenfeld (1874–1948), deutscher Maler und Bühnenautor
- Max Rosenfeld (1871–1956), deutscher Neurologe, Psychiater und Hochschullehrer
- Max Rosenfelder (* 2003), deutscher Fußballspieler
- Max Rosengart (1855–1943), deutscher Jurist
- Max Rosenheim, Baron Rosenheim (1908–1972), britischer Mediziner
- Max Rosenmund (1857–1908), Schweizer Geodät
- Max Rosenthal (1868–1930), deutscher Reichsgerichtsrat
- Max Roser (* 1983), deutscher Ökonom und Statistiker
- Max Roser (1880–1954), deutscher Jurist und Eisenbahndirektor
- Max Rossbach (1871–1948), deutscher Kunstmaler
- Max Rössler (* 1940), Schweizer Investor und Mäzen
- Max Rossmann (1889–1961), deutscher Landschafts- und Architekturmaler
- Max Georg Rossmann (1861–1926), deutscher Maler, Bildhauer und Kunstgewerbler
- Max Rostal (1905–1991), britischer Violinist, Bratschist und Pädagoge
- Max Rostock (1912–1986), deutscher SS-Obersturmführer und Chef des Sicherheitsdienstes in Kladno
- Max Rötger (1830–1886), preußischer Beamter
- Max Rötger (1860–1923), preußischer Landrat, Generaldirektor bei Krupp und Verbandsvertreter
- Max Rothbart (* 1990), deutscher Schauspieler
- Max Rothe (1874–1942), erzgebirgischer Mundartdichter
- Max Rothfels (1854–1935), deutscher Rechtsanwalt und Notar
- Max Röthlisberger (1914–2003), Schweizer Schauspieler
- Max Rothmann (1868–1915), deutscher Neurologe
- Max Rothstein (1859–1940), deutscher Klassischer Philologe
- Max Rott, österreichischer Komiker und Coupletsänger
- Max Rouquette (1908–2005), französischer Schriftsteller okzitanischer Sprache
- Max Rubensohn (1864–1913), deutscher Altphilologe und Literaturhistoriker
- Max Rubin, Spezialist für Glücksspiel
- Max Rubner (1854–1932), deutscher Physiologe und Hygieniker
- Max Rudeloff (1848–1916), deutscher Sanitätsoffizier
- Max Rudeloff (1857–1929), deutscher Ingenieur, Geheimer Regierungsrat, Professor des Materialprüfungswesen
- Max Rüdenberg (1863–1942), deutscher Bettfedern-Fabrikant, Kommunalpolitiker, Kunstsammler und Opfer des Holocaust
- Max Rüdiger (1875–1953), deutscher Technologe, Hochschullehrer und ehemaliger Rektor der Universität Hohenheim
- Max Rüdlinger (* 1949), Schweizer Schauspieler
- Max Rudolf (1902–1995), US-amerikanischer Dirigent, Musikpädagoge und Musikwissenschaftler
- Max Rudolf (* 1891), Schweizer Ruderer
- Max Rüedi (1925–2019), Schweizer Maler
- Max Rüeger (1934–2009), Schweizer Radiomoderator und Autor
- Max Ruge (1853–1893), deutscher Gymnasiallehrer, Stadtschulinspektor und Politiker (DFP), MdR
- Max Rüh (* 1875), deutscher Handwerker und Politiker
- Max Ruh (1938–2013), Schweizer Lehrer, Historiker und Sammler
- Max Ruhbaum (* 1976), deutscher Schauspieler, Hörspielsprecher und Kabarettist
- Max Ruhbeck (1863–1945), deutscher Schauspieler
- Max Joseph Ruhwandl (1806–1890), deutscher Jurist, Mitglied der Frankfurter Nationalversammlung
- Max von Rümelin (1861–1931), deutscher Jurist und Professor
- Max Rumpf (1878–1953), deutscher Soziologe
- Max Rumpf (1906–1987), deutscher Jazz- und Unterhaltungsmusiker
- Max Runge (1849–1909), deutscher Gynäkologe
- Kurt Max Runte (* 1961), kanadischer Schauspieler
- Max von Ruperti (1872–1945), deutscher Verwaltungsjurist
- Max Rupp (1908–2002), deutscher Maler, Kunstlehrer und Autor
- Max Ryan (* 1967), britischer Schauspieler
- Max Rychner (1897–1965), Schweizer Schriftsteller und Journalist

### S
- Max Saal (1882–1948), deutscher Harfenist, Pianist und Musikpädagoge
- Max Saalmüller (1832–1890), preußischer Oberstleutnant und Lepidopterologe
- Max Sabaß (* 1874), Abgeordneter der deutschen Minderheit im Schlesischen Parlament
- Max Sabersky (1840–1887), deutscher Industrieller
- Max Sachs (1883–1935), deutscher Redakteur, Journalist und Politiker
- Max Sachsenheimer (1909–1973), deutscher Offizier, zuletzt Generalmajor
- Max Saegesser (1902–1975), Schweizer Chirurg
- Max Saelmans (1876–1954), deutscher Jurist und Politiker
- Max Willi Sahmland (1929–1967), deutsches Todesopfer der Berliner Mauer
- Max Sailer (1882–1964), deutscher Automobilrennfahrer und Ingenieur
- Max Salazar (1932–2010), US-amerikanischer Autor und Musikwissenschaftler
- Max Salminen (* 1988), schwedischer Segler
- Max Salomon (1906–1942), deutscher Fußballspieler, Opfer des Holocaust
- Max Salomon (1886–1977), deutsch-amerikanischer Karnevalist
- Max Salomon (1837–1912), deutscher Mediziner, Medizinhistoriker, Ophthalmologe und Sozialhygieniker
- Max Salpeter (1908–2010), britischer Geiger
- Max Salvadori (1908–1992), italienischer Historiker und Antifaschist
- Max Salzberg (1882–1954), deutscher Lehrer und Schriftsteller
- Max Salzmann (1850–1897), deutscher Architekt und Dombaumeister
- Max Samec (1881–1964), jugoslawischer Chemiker
- Max Samst (1859–1932), deutscher Schauspieler und Theaterleiter
- Max Samter (1908–1999), US-amerikanischer Mediziner
- Max Samuel (1883–1942), deutscher Unternehmer und Gemeindevorsitzender der Jüdischen Gemeinde in Rostock
- Max Sandlin (* 1952), US-amerikanischer Politiker
- Max Sandritter (* 1989), deutscher Automobilrennfahrer
- Max von Sandt (1861–1918), deutscher Verwaltungsjurist
- Max Sänger (1853–1903), deutscher Gynäkologe und Geburtshelfer
- Max Sannemann (1867–1924), deutscher Komponist und Musikpädagoge
- Max Santner (* 1991), österreichischer Jazzmusiker (Schlagzeug, Komposition)
- Max Sauerlandt (1880–1934), deutscher Kunsthistoriker und Museumsleiter
- Max Sauerteig (1867–1963), deutscher evangelischer Pfarrer in Ansbach, NSDAP-Mitglied und Parteiredner
- Max Sauk (1929–2023), deutscher Bildhauer
- Max Säume (1901–1965), deutscher Architekt
- Max Saupe (1889–1945), deutscher Politiker
- Max von Saurma (1836–1909), deutscher Gutsbesitzer und Politiker
- Max Savelle (1896–1979), US-amerikanischer Historiker
- Max Sax (* 1921), deutscher Orgelbauer
- Max Schach (1886–1957), Journalist und Filmproduzent
- Max Schacherl (1876–1964), österreichischer Psychiater
- Max von Schack (1853–1924), preußischer General der Infanterie
- Max Schad (* 1983), deutscher Politiker (CDU), MdL
- Max Schädel (* 1914), deutscher Ingenieur und Mitglied der Volkskammer der DDR
- Max Pierre Schaeffer (1928–2000), deutscher Schriftsteller und Drehbuchautor bei Film und Fernsehen
- Max Schäfer (1907–1990), deutscher Fußballspieler und Trainer
- Max Schaffner (1881–1960), deutscher Kunstmaler
- Max Schaldach (1936–2001), deutscher Physiker
- Max Schäller (1902–1974), deutscher SED-Funktionär und Widerstandskämpfer
- Max Schammler (* 1868), deutscher Maler und Plakatkünstler sowie österreichischer Unternehmer
- Max Schanz (1895–1953), deutscher Kunstpädagoge, Gestalter und Maler
- Max Schär (* 1953), Schweizer Handballspieler, -trainer und -funktionär
- Max Scharinger (* 1950), deutscher Diplomat
- Max Schärlig (1940–1979), Schweizer Maler und Zeichner
- Max Scharnigg (* 1980), deutscher Schriftsteller und Journalist
- Max Scharre (1867–1955), deutscher Journalist und Schriftsteller
- Max Schasler (1819–1903), deutscher Philosoph, Kunstkritiker, Kunsthistoriker
- Max Schatzmann (1916–2007), Schweizer Zahnmediziner und Philanthrop
- Max zu Schaumburg-Lippe (1898–1974), deutsch-österreichischer Automobilrennfahrer
- Max Schautzer (1940–2025), österreichischer Fernsehmoderator
- Max Schede (1844–1902), deutscher Chirurg
- Max von Scheel (1862–1936), sächsischer Generalmajor
- Max Scheer (1926–2000), deutscher Physiker und Hochschullehrer
- Max Scheffenegger (1883–1963), österreichischer Rechtsanwalt und Richter
- Max Schefold (1896–1997), deutscher Kunsthistoriker
- Max Schegulla (1918–2008), deutscher Bildhauer, Maler und Grafiker
- Willi Max Scheid (1889–1932), deutscher Architekt, Gebrauchsgrafiker und Hochschullehrer
- Max Scheidereit (1899–1967), Gewerkschafter und Politiker (KPD), MdL
- Max Scheifele (1920–2013), deutscher Forstbeamter und Forstwissenschaftler, Leiter der Baden-Württembergischen Landesforstverwaltung (1974–1985)
- Max Scheler (1874–1928), deutscher Philosoph und Soziologe
- Max Scheler (1928–2003), deutscher Fotograf
- Max Schell (* 2003), deutscher Basketballspieler
- Max Schellenberg (1927–2000), Schweizer Radrennfahrer
- Max von Schenckendorff (1875–1943), deutscher General der Infanterie im Zweiten Weltkrieg
- Max Schencking (1887–1933), Landrat des Kreises Arnsberg (1923–1927)
- Max Schenitzki (1894–1977), deutscher Konteradmiral (Ing.) der Kriegsmarine
- Max von Schenkendorf (1783–1817), deutscher Dichter
- Max Schermann (1873–1929), deutscher Politiker
- Max Erwin von Scheubner-Richter (1884–1923), deutscher Diplomat und eine Führungsfigur in der Frühphase der NSDAP
- Max Scheunemann (1881–1965), deutscher Pädagoge und Komponist
- Max Schewe (1896–1951), deutscher Maler, Zeichner und Graphiker
- Max Schiemann (1866–1933), deutscher Elektroingenieur und Unternehmer
- Max Schieritz (1905–1996), deutscher Politiker (SPD), MdL
- Menahem Max Schiffer (1911–1997), deutschamerikanischer Mathematiker
- Max August von Schilcher (1794–1872), bayerischer Staatsmann
- Max Schilling-Trygophorus (1858–1940), deutscher Jurist, Landgerichtsdirektor in Darmstadt
- Max von Schillings (1868–1933), deutscher Komponist, Dirigent und Theaterintendant
- Max Schimmeck (1900–1970), deutscher Politiker (KPD), MdBB
- Max Schimmelpfennig (* 1996), deutscher Schauspieler
- Max von Schinckel (1849–1938), deutscher Bankier und Politiker, MdHB
- Conrad Max Schindler (1929–2016), Schweizer Geologe und Hochschullehrer
- Max Schindler (1880–1963), deutscher Generalleutnant im Zweiten Weltkrieg
- Max Schippel (1859–1928), deutscher Politiker (SPD), Redakteur, Journalist, Hochschullehrer, MdR
- Max Schipper (1900–1951), österreichischer Sänger, Film- und Theaterschauspieler und Spielleiter
- Max Schirmer (1896–1984), deutscher Aerodynamiker
- Max Schirner (1891–1952), deutscher Sportfotograf
- Max Schirnhofer (* 1987), österreichischer Judoka
- Max Schirschin (1921–2013), deutscher Fußballspieler und Fußballtrainer
- Max von Schlägel (1840–1891), bayerischer Offizier, Journalist und Schriftsteller
- Max Schlager (1906–1982), österreichischer Maler, Grafiker und Bildhauer
- Max von Schlebrügge (* 1977), schwedischer Fußballspieler
- Max-Friedrich von Schlechtendal (1868–1920), preußischer Generalmajor, Ritter des Ordens Pour le Mérite
- Max Schlee (1866–1945), württembergischer Generalmajor
- Max Schlegel, deutscher Politiker (LDPD), MdL Sachsen-Anhalt
- Max Schleisner (1885–1943), deutscher Rechtsanwalt und Notar, Offizier und Opfer des Holocaust
- Max Schlenker (1883–1967), deutscher Jurist, Syndikus in der Schwerindustrie des Ruhrgebiets
- Max A. Schleyer (1907–1977), deutscher Schauspieler und Regisseur
- Max Schlicht (1870–1945), deutscher Konteradmiral der Kaiserlichen Marine
- Max Schlichting (1866–1937), deutscher Maler
- Max Anton Schlichting (1907–1945), Opfer der NS-Justiz
- Max Schlossberg (1873–1936), baltisch-amerikanischer Trompeter
- Max Schlosser (1894–1968), deutscher Politiker (SPD, SED, SAP)
- Max Schlosser (1835–1916), deutscher Opernsänger (Tenor)
- Max Schlosser (1854–1932), deutscher Paläontologe
- Max Schlotte (1877–1952), deutscher Jurist und Kommunalpolitiker
- Max Schlup (1917–2013), Schweizer Architekt der „Solothurner Schule“
- Max von Schmaedel (1856–1939), deutscher Porträt- und Genremaler
- Max Schmalzl (1850–1930), deutscher Kirchenmaler, Ordensbruder, Redemptorist
- Max Schmechel (1892–1966), deutscher Architekt und Politiker (CSVD, CDU), MdR
- Max Schmederer (1854–1917), deutscher Brauereibesitzer und Krippensammler
- Max Schmelcher (* 1956), deutscher Bildhauer
- Max Schmeling (1905–2005), deutscher Schwergewichtsboxer
- Max Schmerler (1873–1960), vogtländischer Heimatschriftsteller, Mundartdichter und Autor von Kinderbüchern
- Max Schmid († 1964), Schweizer Ruderer
- Max Schmid, deutscher Kommunalpolitiker
- Max Schmid (* 1935), deutscher Fußballspieler
- Max Schmid-Burgk (1860–1925), deutscher Kunsthistoriker und Museumsdirektor
- Max Schmidheiny (1908–1991), Schweizer Unternehmer, Politiker und Stifter
- Max Schmidle (* 1985), deutscher Eishockeyspieler
- Max Schmidt (* 1968), deutscher Fernsehmoderator und Schauspieler
- Max Schmidt (1873–1956), deutscher Ingenieur, Industrieller und Politiker (DVP), MdR
- Max Schmidt (1874–1950), deutscher Ethnologe und Südamerikaforscher
- Max Schmidt (1862–1951), Schweizer Politiker
- Max Schmidt (1925–2002), deutscher Chemiker
- Max Schmidt (1834–1888), deutscher Tierarzt, Zoodirektor in Frankfurt a. M. und Berlin
- Max Schmidt (1920–2002), deutscher SS-Oberscharführer im KZ Auschwitz
- Max Schmidt (1895–1955), deutscher Kommunalpolitiker (SPD), Stadtpräsident von Kiel
- Max Schmidt, deutscher Politiker (CDU der DDR), MdV
- Max Schmidt, deutscher Fußballspieler
- Max Schmidt (1818–1901), deutscher Maler
- Max Schmidt (1861–1935), österreichisch-ungarischer Kunsttischler, Unternehmer und Mäzen
- Max Schmidt (1932–2018), deutscher Politikwissenschaftler, SED-Funktionär
- Max C. P. Schmidt (1853–1918), deutscher Klassischer Philologe und Gymnasiallehrer
- Max Carl Ludwig Schmidt (1850–1936), deutscher Geodät und Markscheider
- Max E. Schmidt (1872–1945), deutscher Großkaufmann
- Max Schmitt (1891–1963), deutscher Bauingenieur
- Max Schmitz (* 1936), deutscher Bildhauer
- Max Schnabel (1903–1986), deutscher Architekt, Maler und Grafiker
- Max Schneck (* 1861), deutscher Architekt
- Max Schneckenburger (1819–1849), deutscher Dichter
- Max Schneider (* 1992), US-amerikanischer Sänger und Schauspieler
- Max Schneider (1875–1967), deutscher Musikhistoriker
- Max Schneider (1909–1958), tschechoslowakisch-deutscher kommunistischer Parteifunktionär
- Max Schneider (1915–1987), deutscher Parteifunktionär (NDPD), MdV
- Max Schneider (1853–1933), deutscher Publizist, Verleger und Propagandist des frühen Skilaufs
- Max Schneider (1904–1979), schweizerisch-deutscher Physiologe
- Max Schneider, österreichischer Fotograf und Kunstmaler
- Max Schneider (1859–1939), deutscher Bibliothekar
- Max Schneider (1921–2010), österreichischer Politiker (KPÖ), Aktivist gegen Faschismus und Zeitzeuge der NS-Zeit
- Max Schneider (1903–1980), deutscher Maler und Grafiker
- Max Schneidewin (1843–1931), deutscher evangelisch-lutherischer Theologe, Philosoph und Klassischer Philologe
- Max Schneller (1886–1948), deutscher SS-Führer
- Max Schnur (* 1993), US-amerikanischer Tennisspieler
- Max Schobert (1904–1948), deutscher Schutzhaftlagerführer im KZ Buchenwald
- Max Schoberth († 1923), bayerischer Polizist
- Max Schödl (1834–1921), österreichischer Maler
- Max Schoeller (1865–1943), deutscher Zuckerfabrikant und Ethnologe
- Max Scholz (1906–1977), deutscher Wirtschaftsfunktionär
- Max Schön (* 1961), deutscher Unternehmensvorstand
- Max von Schönau-Wehr (1847–1903), preußischer Generalleutnant und zuletzt Kommandant von Karlsruhe
- Max-Josef Schönborn (* 1994), deutscher Szenenbildner
- Max Schöne (1880–1961), deutscher Schwimmer
- Max Schönherr (1903–1984), österreichischer Komponist, Dirigent und Musikschriftsteller
- Max Schönherr (1893–1982), deutscher Bootsbauer
- Max Schönleutner (1778–1831), deutscher Agrarwissenschaftler
- Max Schoop (1902–1984), Schweizer Maler und Grafiker
- Max Ulrich Schoop (1870–1956), Schweizer Erfinder des Metallspritzverfahrens
- Max Schoppe (1902–1976), deutscher Politiker (NSDAP), MdR
- Max Schöringhumer (1938–2015), österreichischer Politiker (VGÖ), Landtagsabgeordneter in Vorarlberg
- Max Schott von Schottenstein (1836–1917), württembergischer General der Infanterie, Kriegsminister und Ministerpräsident
- Max Schottelius (1849–1919), deutscher Mediziner und Hochschullehrer
- Max Schradin (* 1978), deutscher Fernsehmoderator
- Max Schramm (1872–1947), deutscher Verwaltungsjurist
- Max Schramm (1861–1928), deutscher Politiker (Deutsche Volkspartei), MdHB
- Max-Günther Schrank (1898–1960), deutscher General der Deutschen Wehrmacht
- Max Schrattenholz (1842–1894), Pianist und Violinist
- Max Schraudolf (1918–1999), deutscher Volksmusiker aus dem Allgäu
- Max von Schraut (1845–1906), deutscher Jurist, Beamter und Politiker
- Max Schreck (1879–1936), deutscher Schauspieler
- Max Schreiber (1869–1929), deutscher Politiker (Deutsche Reformpartei, DNVP) und Mitglied des Sächsischen Landtages (1909–1929)
- Max Schrems (1892–1944), österreichischer Straßenbahnwächter und Widerstandskämpfer gegen den Nationalsozialismus
- Max Schrems (* 1987), österreichischer Jurist, Autor und Datenschutzaktivist
- Max Schreyer (1845–1922), sächsischer Förster und der Dichter des Liedes „Dar Vugelbeerbaam“
- Max Schreyer, US-amerikanischer Fahrradartist und Radsportler
- Max Schröder (* 1974), deutscher Musiker
- Max Schröder (1900–1958), deutscher Journalist und Verlagslektor
- Max Schröder (1862–1922), deutscher Architekt
- Max Otto Schröder (1858–1926), sächsischer Politiker, Bürgermeister und Minister
- Max Schröder-Greifswald (1858–1930), deutscher Landschafts- und Marinemaler
- Max Schroeder, deutscher Chemiker
- Max Schroer (1892–1960), deutscher Maler und Illustrator
- Max Schubert (1926–1998), deutscher Physiker
- Max Georg Schubert (1840–1901), sächsischer Fabrikant und Mitglied der Ständeversammlung (Landtag) des Königreichs Sachsen
- Max Schuh (1916–2008), österreichischer Pilot, Segelflieger und Tiroler Unternehmer in der Luftfahrtbranche
- Max Schuldt (1903–1934), deutscher SA-Führer
- Max Schuler (1893–1967), Politiker Rheinland-Pfalz
- Max Schüler (1849–1934), deutscher Porträt- und Genremaler der Düsseldorfer Schule
- Max Schüller (1843–1907), deutscher Chirurg
- Max Schultz (1874–1917), deutscher Marineoffizier
- Max Schultze (1825–1874), deutscher Anatom und Zoologe
- Max Schultze (1845–1926), deutscher Architekt und Naturschützer
- Hugo Max Schulz (1870–1933), österreichischer sozialdemokratischer Journalist, Schriftsteller und Militärexperte
- Max Schulz (1851–1928), deutscher Kaufmann und Politiker (FVp), MdR
- Max Schulz (* 2002), deutscher Volleyballspieler
- Max Walter Schulz (1921–1991), deutscher Schriftsteller und Redakteur
- Max-Gotthard Schulz (1940–2000), deutscher Geologe und Paläontologe
- Max Schulze, deutscher SA-Führer
- Max Schulze (* 1977), deutscher Künstler
- Max Schulze-Sölde (1887–1967), deutscher Maler und Inflationsheiliger
- Max Schulze-Vorberg (1919–2006), deutscher Jurist, Journalist und Politiker (CSU), MdB
- Max Schümann (1909–1945), deutscher Politiker (NSDAP)
- Max Schumann (1856–1942), deutscher Marinesanitätsoffizier
- Max Schur (1897–1969), österreichischer Arzt und Psychoanalytiker
- Max Schürer (1910–1997), Schweizer Mathematiker, Astronom und Geodät
- Max Schuster (* 1938), deutscher Unternehmer
- Max Schütz (1894–1961), deutscher Politiker (KPD), MdR
- Max Schwab (1932–2024), deutscher Geologe
- Max Schwabe (1905–1983), US-amerikanischer Politiker
- Max Schwabe (1929–1970), deutscher Kunstflieger, Fluglehrer und Unternehmer
- Max Schwall (1932–2025), deutscher Fußballspieler
- Max Schwarte (1860–1945), preußischer Generalleutnant im Ersten Weltkrieg und Militärschriftsteller
- Max Schwarz (1898–1991), deutscher HNO-Arzt sowie Hochschullehrer
- Max Schwarz (1904–1979), deutscher Politiker (SPD), MdL Niedersachsen
- Max Schwarz, deutscher Bildhauer
- Max Karl Schwarz (1895–1963), deutscher Gärtner, Garten- und Landschaftsarchitekt
- Max Schwarze (1874–1928), Wegbereiter der Sportwissenschaft
- Max Schwarze (1885–1951), deutscher Fußballspieler
- Max Schwarzer (1882–1955), deutscher Gebrauchsgraphiker
- Max Schweizer (* 1950), Schweizer Diplomat
- Max Schwenger (* 1992), deutscher Badmintonspieler
- Max Schwieger (1884–1945), deutscher Politiker (DVP), MdL
- Max Schwimmer (1895–1960), deutscher Maler, Grafiker und Illustrator
- Max Schwing (1857–1909), deutscher Verwaltungsjurist und Politiker
- Max Schwitalla (* 2000), deutscher Fußballspieler
- Max Schwobe (1874–1955), deutscher Landwirt und Politiker (DNVP), MdR, MdL
- Max Sdralek (1855–1913), deutscher katholischer Kirchenhistoriker
- Max Seckbach (1866–1922), deutscher Architekt
- Max Seckelsohn (1865–1927), deutscher Kaufmann und Filmproduzent
- Max Seckler (* 1927), deutscher Fundamentaltheologe und Hochschullehrer
- Max Seddig (1877–1963), deutscher Physiker und Fotopionier
- Max Sedlmayr (1832–1900), deutscher Dirigent
- Max Seeboth (1904–1967), deutsch-amerikanischer Komponist und Musikpädagoge
- Max Seeburg (1884–1972), deutscher Fußballspieler
- Max Seefelder (1897–1970), deutscher Filmarchitekt
- Max Sefeloge (1821–1859), deutscher Attentäter
- Max Sefrin (1913–2000), deutscher Politiker (CDU), MdV, Stellvertretender Ministerpräsident und Minister für Gesundheit der DDR
- Max Seibald (* 1968), österreichischer Bildhauer
- Max Seidel (1906–1983), deutscher Politiker (SPD), MdB
- Max Seidel (* 1940), Schweizer Kunsthistoriker
- Max Seidel (1904–1993), deutscher Bildberichterstatter und Fotograf
- Max Johann Seidel (1790–1855), österreichischer Opernsänger (Tenorbuffo), Schauspieler, Regisseur und Librettist
- Max Seifert (1859–1934), preußischer Jurist und Landrat in Verden (1890–1924)
- Max Seiffert (1868–1948), deutscher Musikwissenschaftler, Herausgeber Alter Musik
- Max Seigel, US-amerikanischer Jazzmusiker (Bassposaune, Tuba, Arrangement, Komposition)
- Max Seippel (1850–1913), deutscher Schriftsteller
- Max Seither (1914–2003), deutscher Politiker (SPD), MdB
- Max Seiz (1927–2020), deutscher Bildhauer
- Max Seliger (1865–1920), deutscher Kunstmaler und Kunstgewerbler
- Max Sell (1893–1950), deutscher SS-Führer und Arbeitseinsatzführer in Konzentrationslagern
- Max Sellheim (1883–1945), deutscher Politiker (KPD), Gewerkschafter und Widerstandskämpfer
- Max Sellnick (1884–1971), deutscher Milbenforscher
- Max Semper (1870–1952), deutscher Geologe und Paläontologe
- Max Semrau (1859–1928), deutscher Kunsthistoriker
- Max Senges (* 1978), deutscher Informationswissenschaftler
- Max Senn (1883–1933), Schweizer Fußballspieler und Uhrmacher
- Max Sens (1906–1962), deutscher Politiker und Parteifunktionär (KPD/SED), Widerstandskämpfer
- Max Seppel (1881–1954), deutscher Politiker (SPD), MdR
- Max Sering (1857–1939), deutscher Nationalökonom und Agrarwissenschaftler
- Max Sessner (* 1959), deutscher Lyriker
- Max Heinrich von Seubert (1891–1975), deutscher Unternehmer
- Max von Seubert (1837–1914), badischer Offizier
- Max von Seydel (1846–1901), deutscher Rechtswissenschaftler
- Max Seydewitz (1892–1987), deutscher Politiker (SPD, SAPD, SED), MdR, MdV, Ministerpräsident von Sachsen
- Max von Seydewitz (1857–1921), sächsischer General der Infanterie
- Max von Seydewitz (1800–1872), preußischer Landrat
- Max Shachtman (1904–1972), US-amerikanischer marxistischer Theoretiker
- Max Showalter (1917–2000), US-amerikanischer Schauspieler und Komponist
- Max Sidow (1897–1965), deutscher Schriftsteller
- Max Sieber (* 1943), Schweizer Regisseur und Unterhaltungsproduzent
- Max von Siebert (1829–1901), deutscher Architekt, bayerischer Baubeamter
- Max Siebourg (1863–1936), deutscher Klassischer Philologe und Pädagoge
- Max Walter Sieg (1904–1968), deutscher Schauspieler und Theaterregisseur
- Max von Siegl (1856–1949), österreichischer Eisenbahntechniker
- Max Sielaff (1860–1929), deutscher Ingenieur und Unternehmer
- Max Sievers (1887–1944), Vorsitzender des Deutschen Freidenker-Verbandes
- Max Silber (1883–1942), österreichischer Archäologe und Direktor des Salzburger Museums
- Max Silberberg, deutscher Unternehmer, Kunstsammler und Mäzen
- Max Silbermann (1896–1968), deutscher Politiker (KPD), MdL Sachsen
- Max Silberschmidt (1853–1932), deutscher Justizrat und Rechtsanwalt
- Max Silberschmidt (1899–1989), Schweizer Historiker
- Max Silberstein (1897–1966), deutscher Richter
- Max Sillig (1873–1959), Schweizer Eishockeyspieler und -funktionär
- Max Silver (* 1990), irisch-britischer Pokerspieler
- Max Simeoni (1929–2023), französischer Arzt und Politiker, Gründer der Union des korsischen Volkes
- Max Simon (1919–2009), deutscher NDPD-Funktionär, MdV
- Max Simon (1844–1918), deutscher Mathematikhistoriker und Mathematiklehrer
- Max Simon (1814–1872), deutscher Jurist und Mitglied des Reichstags des Norddeutschen Bundes
- Max Simon (1884–1950), deutscher Lehrer und Politiker (SPD), MdL
- Max Simon (1899–1961), deutscher SS-Offizier und Kriegsverbrecher
- Max Simoneit (1896–1962), deutscher Militärpsychologe und Offizier
- Max Simonischek (* 1982), Schweizer Schauspieler
- Max Sinzheimer (1894–1977), deutsch-amerikanischer Dirigent, Chorleiter, Pianist und Organist
- Max Sitzler (1875–1952), deutscher Verwaltungsjurist und Ministerialbeamter, Kurator der Christian-Albrechts-Universität
- Max Skladanowsky (1863–1939), deutscher Filmpionier
- Max Elliott Slade (* 1980), US-amerikanischer Filmschauspieler und jetziger Musiker
- Max Karl Slebioda (* 1922), deutscher Fußballspieler
- Max Kurt Slebioda († 1935), deutscher Fußballspieler
- Max Slevogt (1868–1932), deutscher Maler, Grafiker, Illustrator und Bühnenbildner des Impressionismus
- Max Snegirjow (* 1987), russischer Automobilrennfahrer
- Max Solbrig (1889–1959), deutscher Politiker (NSDAP), MdR, SA-Führer, stellvertretender Gauleiter
- Max Söldner (1891–1959), deutscher Gewerkschafter
- Max Solleder (1894–1966), deutscher Jurist und Politiker (CSU), MdB
- Max Sollmann (1904–1978), deutscher Kaufmann, SS-Führer und Leiter des Lebensborn e. V.
- Max Söllner (1929–2003), deutscher bildender Künstler
- Max zu Solms (1893–1968), deutscher Soziologe
- Max Ernst zu Solms-Rödelheim (1910–1993), deutscher Soziologe
- Max Sommerfeld (1905–1967), deutscher Politiker (SPD), MdL
- Max Sommerhalder (* 1947), deutscher Trompeter sowie Hochschullehrer
- Max Soth (1891–1974), deutscher Landwirt und Politiker (DNVP), MdR, MdL
- Max Georg von Spallart, österreichischer Theaterkapellmeister und Komponist aus der Familie Neumann-Spallart
- Max Spallek (* 1968), deutscher Radiomoderator
- Max Spangenberg (1907–1987), deutscher Leiter des Arbeitsbüros der Westkommission des Politbüros des Zentralkomitees der SED in der DDR
- Max Sparer (1886–1968), italienischer Künstler (Südtirol)
- Max Speter (1883–1942), deutscher Chemiker und Historiker der Chemie
- Max Spielmann (1906–1984), österreichischer Maler, Glasmaler und Bildhauer
- Max Spielmann (1881–1970), deutschsprachiger Architekt
- Max von Spiessen (1852–1921), preußischer Offizier, Dichter, Genealoge und Heraldiker
- Max Spindler (1894–1986), deutscher Historiker
- Max Spirgatis (1851–1902), deutscher Buchwissenschaftler und Verlagsbuchhändler in Straßburg und Leipzig
- Max Spitta (1842–1902), deutscher Architekt und preußischer Baubeamter
- Max van Splunteren (* 1996), niederländischer Autorennfahrer
- Max Spohr (1850–1905), deutscher Buchhändler und Verleger
- Max Spörl (1909–1997), deutscher Unternehmer und Politiker (CSU), MdB
- Max Sprang (* 2000), deutscher Fußballspieler
- Max Sprenger (* 2000), deutscher Autor
- Max Spring (* 1962), Schweizer Cartoonist, Comiczeichner, Gestalter und Maler
- Max Springer (1877–1954), deutscher Organist, Komponist und Musikpädagoge
- Max Springweiler (1906–1994), deutscher Pilot
- Max Staar (* 1998), deutscher Handballspieler
- Max von Stadlbaur (1808–1866), deutscher römisch-katholischer Theologe, Priester, Hochschullehrer, Rektor der Universität München
- Max Stadler (1949–2013), deutscher Politiker (FDP), MdB und Richter
- Max Stadtfeld (* 1993), deutscher Jazzmusiker (Schlagzeug, Komposition)
- Max Staegemann (1843–1905), deutscher Schauspieler, Opernsänger (Bariton) und Theaterintendant
- Max Staercke (1880–1959), deutscher Zeitungsverleger und Politiker (Lippische Liberale Partei, DDP, DVP, FDP)
- Max Stähelin-Maeglin (1880–1968), Schweizer Wirtschaftsjurist und Überlebender des Untergangs der Titanic
- Max Stahl (1954–2021), britischer Journalist und ehemaliger Fernsehmoderator
- Max Stahl (1892–1961), deutscher Sportfunktionär und Präsident des Deutschen Tennis Bundes
- Max Stahlschmidt (1854–1918), deutscher Landschafts- und Tiermaler sowie Radierer
- Max Stahmer (1900–1991), deutscher Jurist
- Max Stahr (* 1991), deutscher Radrennfahrer
- Max Standfuß (1854–1917), Theologe, Naturwissenschaftler und Hochschullehrer
- Max Staples (* 1994), australischer Volleyballspieler
- Max Starkmann (1880–1942), österreichischer Violinist und Bratschist
- Max Staubesand (1892–1984), deutscher Sonderschulpädagoge
- Max Stavenhagen (1873–1949), deutscher Politiker (DNVP), MdHB und Hamburger Senator
- Max Stebens (1899–1968), deutscher Kunstturner
- Max Stebich (1897–1972), österreichischer Lehrer und Schriftsteller
- Max Steck (1907–1971), deutsch-schweizerischer Mathematiker und Mathematikhistoriker
- Max Stedman (* 1996), britischer Radrennfahrer
- Max Steen (1898–1997), deutscher Lehrer und Heimatforscher
- Max Steenbeck (1904–1981), deutscher Physiker
- Max Steer (1931–2009), deutscher Bürgermeister (CSU)
- Max Steffen (1909–1988), deutscher Politiker (KPD/SED), MdV, Widerstandskämpfer
- Max Stefl (1888–1973), deutscher Germanist und Bibliothekar
- Max Stegemann (1831–1872), deutscher Mathematiker und Hochschullehrer
- Max Steidel (1891–1957), deutscher Komponist und Musikwissenschaftler
- Max Stein (1871–1952), deutscher Unternehmer und Sammler sozialistischer Literatur
- Max Stein (1901–1964), deutsch-israelischer Rechtsanwalt und Regierungsbeamter
- Max Martin Stein (1911–2001), deutscher Pianist und Musikpädagoge
- Max Steinberg (* 1988), US-amerikanischer Pokerspieler
- Max Steineke (1898–1952), US-amerikanischer Geologe
- Max Steiner (1888–1971), österreichisch-amerikanischer Komponist
- Max Steinmetz (1867–1911), deutscher Architekt und Baumeister
- Max Steinmetz (1912–1990), deutscher Historiker
- Max Steinschneider (1853–1915), Rechtsanwalt und Justizrat, Gründer der Villenkolonie Neu-Döberitz
- Max Steinthal (1850–1940), deutscher Bankier
- Max Steller (* 1944), deutscher Rechtspsychologe
- Max Stendebach (1892–1984), österreichisch-deutscher Offizier und Politiker (VdU, FPÖ), Abgeordneter zum Nationalrat
- Max von Stephanitz (1864–1936), deutscher Hundezüchter
- Max Sterk (* 1951), deutscher Fußballspieler
- Max Stern (1872–1943), deutscher Maler, Zeichner und Grafiker
- Max Stern, costa-ricanischer Pokerspieler, Arzt und Autor
- Max Stern (1904–1987), deutsch-kanadischer Kunsthistoriker und Galerist in Düsseldorf und Montreal
- Max Sternberg (1856–1930), deutscher Arzt
- Max von Stetten (1860–1925), deutscher Offizier
- Max Stich (* 1940), deutscher Politiker (CDU), MdL
- Max Stickel (1875–1952), deutscher Gynäkologe
- Max Stiegl (* 1980), österreichischer Koch und Gastronom
- Max Stiepl (1914–1992), deutsch-österreichischer Eisschnellläufer
- Max Stiff (1890–1966), deutscher Verwaltungsjurist, Landrat des Landkreises Münster
- Max Stirn (1880–1916), deutscher Architekt
- Max Stirner (1806–1856), deutscher Philosoph, Journalist, Schriftsteller und Übersetzer
- Max Stock (1848–1910), deutscher Reichsgerichtsrat
- Max Stock (1948–2023), deutscher Maler und Grafiker
- Max von Stockhausen (1890–1971), deutscher Beamter
- Max van der Stoel (1924–2011), niederländischer Politiker (PvdA), MdEP und Diplomat
- Max Stoffel (1911–2002), Schweizer Bundesrichter
- Max Storfinger (1904–1945), deutscher römisch-katholischer Elektromonteur und Märtyrer
- Max Stössel, deutscher Bildhauer
- Max Stotz, österreichischer Pilot und Offizier der deutschen Wehrmacht
- Max Strache (* 1935), österreichischer Politiker (SPÖ), Abgeordneter zum Nationalrat, Mitglied des Bundesrates
- Max L. Strack (1867–1914), deutscher Althistoriker und Numismatiker
- Max Strakosch (1835–1892), US-amerikanischer Opernimpresario
- Max Strassberg (1913–1968), österreichischer Schauspieler und Hörspielsprecher
- Max Straubinger (* 1954), deutscher Politiker (CSU), MdB
- Max Strauß (1888–1956), deutscher Rechtsanwalt und Übersetzer
- Max Straus, deutscher Unternehmer und Generalkonsul
- Max Strauß (* 1959), deutscher Jurist und ältester Sohn von Franz Josef Strauß
- Max Streckenbach (1863–1936), deutscher Maler
- Max Strecker (1906–1991), deutscher Schauspieler
- Max Strehle (* 1946), deutscher Politiker (CSU) und ehemaliger Abgeordneter des Bayerischen Landtags
- Max Streib (1912–1989), Schweizer Feldhandballspieler
- Max Streibl (1932–1998), bayerischer Politiker (CSU)
- Max Arthur Stremel (1859–1928), deutscher Maler und Grafiker
- Max Strobel, deutscher Polizist im Zweiten Weltkrieg
- Max Strohe (* 1982), deutscher Koch und Gastronom
- Max Strohmayer (1919–2014), deutscher Politiker (BP, SPD), MdL Bayern
- Max Stromeyer (1830–1902), Oberbürgermeister der Stadt Konstanz
- Max Strötzel (1885–1945), deutscher Politiker (KPD), MdR
- Max Strub (1900–1966), deutscher Violinvirtuose und Violinpädagoge
- Max Strutt (1903–1992), niederländischer Elektroingenieur
- Max Stryjek (* 1996), polnischer Fußballtorhüter
- Max Studer (* 1996), Schweizer Triathlet
- Max Studer (1865–1947), Schweizer Jurist und Politiker
- Max Stülpner (1882–1959), deutscher Politiker (NSDAP), MdR, MdL
- Max Stumpf (1853–1925), deutscher Arzt
- Max Sturm (1891–1958), deutscher Dirigent, Komponist und Musikpädagoge
- Max Stury (1869–1946), deutscher Maler und Opernsänger (Bariton)
- Max Stutterheim (1873–1936), deutscher Architekt und Bauunternehmer
- Max Sudhues (* 1977), deutscher Licht- und Installationskünstler
- Max Suhrbier (1902–1971), deutscher Politiker (LDPD) und Funktionär, MdV
- Max Sulzbacher (1901–1976), deutsch-britischer Biochemiker
- Max Sulzbachner (1904–1985), Schweizer Maler, Grafiker, Illustrator, Masken- und Bühnenbildner
- Max Süßheim (1876–1933), deutscher Jurist und bayerischer Politiker
- Max von Sussdorf (1855–1945), deutscher Veterinärmediziner und Hochschullehrer
- Max Suter (1895–1936), Schweizer Radrennfahrer
- Max Švabinský (1873–1962), tschechischer Maler und Grafiker
- Max Walter Svanberg (1912–1994), surrealistischer schwedischer Maler und Grafiker
- Max von Sydow (1929–2020), schwedisch-französischer Schauspieler
- Max Syrbe (1929–2011), deutscher Physiker und ehemaliger Präsident der Fraunhofer-Gesellschaft
- Max Syring (1908–1983), deutscher Langstreckenläufer
- Max Sørensen (1913–1981), dänischer Diplomat und Völkerrechtler

### T
- Max Arkadjewitsch Taiz (1904–1980), russischer Aerodynamiker und Hochschullehrer
- Max Tak (1891–1967), niederländischer Musiker, Filmkomponist, Dirigent, Violinist, Orchesterleiter und Auslandskorrespondent
- Max Tandler (1895–1982), sächsischer Mundartdichter
- Max Tappenbeck (1864–1902), deutscher Verwaltungsbeamter
- Max Tau (1897–1976), deutsch-jüdischer Schriftsteller, Lektor und Verleger
- Max Taube (1851–1915), deutscher Arzt
- Max Taubert (* 1989), deutscher Film- und Medienschaffender
- Max Tauch (1935–2015), deutscher Kunsthistoriker
- Max Taut (1884–1967), deutscher Architekt
- Max Taute (1878–1934), deutscher Sanitätsoffizier
- Max Tegmark (* 1967), schwedischer Kosmologe und Wissenschaftsphilosoph
- Max Temming (1883–1969), deutscher Kaufmann
- Max Terletzki († 1903), Orgelbauer in Elbing und Königsberg
- Max Terpis (1889–1958), Schweizer Tänzer, Choreograf, Regisseur und Psychologe
- Max Terr (1890–1951), US-amerikanischer Filmkomponist
- Max de Terra (1918–1982), Schweizer Autorennfahrer
- Max Thalmann (1890–1944), deutscher Graphiker, Illustrator und Buchkünstler
- Max Thayer (* 1946), US-amerikanischer Schauspieler
- Max Thedy (1858–1924), deutscher Maler, Zeichner und Radierer
- Max Theiler (1899–1972), südafrikanisch-US-amerikanischer Bakteriologe und Nobelpreisträger Schweizer Herkunft
- Max Théon (1848–1927), polnisch-jüdischer Kabbalist und Okkultist
- Max Théret (1913–2009), französischer Unternehmer und Mitbegründer des Fnac-Konzerns
- Max Theuer (1878–1949), österreichischer Architekt und Bauforscher
- Max Thiel (* 2000), deutscher Rollhockeyspieler
- Max von Thielmann (1846–1929), deutscher Botschafter und Staatssekretär des Deutschen Reiches
- Max Thierfelder (1885–1957), deutscher Militärarzt und Tropenmediziner
- Max Thieriot (* 1988), US-amerikanischer Schauspieler und Drehbuchautor
- Max Thoma (1890–1957), deutscher Gewerkschafter und Politiker (SPD)
- Max Thomas, deutscher SA-Führer
- Max Thomas (1891–1945), Kriegsverbrecher, Generalleutnant der Polizei, Leiter des SD-Oberabschnitts Rhein und der Einsatzgruppe C
- Max Thommes (* 1987), luxemburgischer Schauspieler
- Max Thorwesten (1908–1994), österreichischer Politiker, Bürgermeister von Krems an der Donau
- Max von Thun (* 1977), deutsch-österreichischer Schauspieler und Fernsehmoderator
- Max Thurian (1921–1996), Schweizer Theologe
- Max Thürkauf (1925–1993), Schweizer Naturwissenschaftler, Philosoph und Hochschullehrer
- Max Thurn (1896–1969), deutscher Dirigent
- Max Thurn (1910–1991), österreichischer Ökonom
- Max Tidof (* 1960), deutscher Schauspieler
- Max Tièche (1878–1938), Schweizer Dermatologe
- Max Tietböhl (* 1902), deutscher Politiker (NSDAP), MdR, MdL
- Max Tilke (1869–1942), deutscher Maler und Kostümforscher
- Max Tilzer (* 1939), österreichischer Biologe und Ökologe
- Max Timm (1898–1979), deutscher Verwaltungsbeamter
- Max Tishler (1906–1989), US-amerikanischer Pharmakologe
- Max Tobler (1876–1929), Schweizer Zoologe, Arzt, Journalist und politischer Aktivist
- Max Todt (1847–1890), deutscher Historien- und Genremaler
- Max Toeppen (1822–1893), deutscher Gymnasiallehrer in Ostpreußen, Landeshistoriker Preußens
- Max Emanuel von Toerring-Jettenbach (1715–1773), bayerischer Adeliger und Präsident der Bayerischen Akademie der Wissenschaften
- Max Tolle (1864–1945), deutscher Ingenieurwissenschaftler für Mechanik
- Max tom Dieck (1869–1951), deutscher Politiker (FDP)
- Max Tonetto (* 1974), italienischer Fußballspieler
- Max A. Tönjes (1882–1940), deutscher Journalist und Sachbuch-Autor
- Max Tosi (1913–1988), ladinischer Dichter
- Max Töwe (1871–1932), deutscher Physiker und Unternehmer
- Max Traeger (1887–1960), deutscher Gewerkschafter
- Max Trapp (1887–1971), deutscher Komponist, Musikpädagoge
- Max Trautz (1880–1960), deutscher Chemiker
- Max Treitel, deutscher Maler
- Max Trénel (1889–1966), deutscher Bodenkundler
- Max Treu (1907–1980), deutschbaltischer Klassischer Philologe
- Max Treu (1842–1915), deutscher Klassischer Philologe, Byzantinist und Gymnasialdirektor
- Max Tribus (1900–1983), österreichischer Regisseur und Dramatiker
- Max Triebsch (1885–1931), deutscher Radsportler
- Max Trimborn (1856–1934), deutscher Regierungs- und Oberbaurat
- Max Trinkaus (1866–1929), deutscher Privatbankier
- Max Troia, US-amerikanischer Schauspieler, Synchronsprecher, Filmeditor, Filmregisseur und Drehbuchautor
- Max Troll (1902–1972), deutsches Mitglied der KPD und Gestapo-Spitzel
- Max Truex (1935–1991), US-amerikanischer Langstreckenläufer
- Max Truninger (1910–1986), Schweizer Maler, Lithograf und Werbegrafiker
- Max Tschornicki (1903–1945), deutscher Widerstandskämpfer gegen den Nationalsozialismus
- Max Tsui (* 1979), deutscher Kameramann
- Max Turilli (1928–2006), italienischer Schauspieler und Synchronsprecher
- Max Türkheimer (1860–1936), deutscher Ingenieur und Unternehmer
- Max Georg Freiherr von Twickel (1926–2013), deutscher Geistlicher, römisch-katholischer Weihbischof im Bistum Münster

### U
- Max Übelhör (1881–1963), deutscher Schriftsteller und Journalist
- Max Uecker (1887–1978), deutscher Bildschnitzer und Holzrestaurator
- Max Uehlinger (1894–1981), Schweizer Bildhauer, Plastiker, Zeichner und Illustrator
- Max Uhle (1856–1944), deutscher Archäologe
- Max Uhlemann (1829–1862), deutscher Ägyptologe
- Max Uhlig (* 1937), deutscher Maler
- Max-Rainer Uhrig (1944–2025), deutscher Publizist, Herausgeber und Privatgelehrter
- Max Unger (1854–1918), deutscher Bildhauer
- Max Unger (* 1986), US-amerikanischer American-Football-Spieler
- Max Ernst Unger (1883–1959), deutscher Musiker und Musikwissenschaftler
- Max Unglehrt (1892–1953), deutscher Architekt
- Max Unold (1885–1964), deutscher Maler, Grafiker und Schriftsteller
- Max Urban (* 1984), Schweizer Hip-Hop und R&B-Sänger
- Max Urich (1890–1968), deutscher Politiker (SPD), MdA
- Max Urlacher (* 1971), deutscher Schauspieler, Autor und Dokumentarfilmer
- Max Urlichs (* 1936), deutscher Paläontologe
- Max Ussar (1919–2015), österreichischer Ingenieur, Wärmetechniker und Hochschullehrer
- Max Uth (1863–1914), deutscher Maler, Kunstprofessor und Leiter der Berliner Malschule
- Max von Uthmann (1853–1916), deutscher Verwaltungsbeamter
- Max Uthoff (* 1967), deutscher Kabarettist

### V
- Max Vachon (1908–1991), französischer Arachnologe
- Max Valentin (1875–1931), deutscher Bildhauer
- Max Valentin (1902–1979), deutscher Politiker (DP), Bürgermeister von Vorsfelde
- Max Valentiner (1883–1949), deutscher Marineoffizier und U-Bootkommandant im Ersten Weltkrieg
- Max Valier (1895–1930), Südtiroler Schriftsteller, Astronom und Raketenbau-Wegbereiter
- Max Vancsa (1866–1947), niederösterreichischer Landesarchivar und -historiker
- Max Varin (1898–1931), Schweizer Bildhauer
- Max Vasmer (1886–1962), deutscher Slawist
- Max Vax (1975–2008), russischer Jazzmusiker (Piano)
- Max Vehar (1910–1992), deutscher Unternehmer und Politiker (CDU), MdB
- Max Velmans (* 1942), britischer Psychologe, Vertreter der Philosophie des Geistes und Hochschullehrer
- Max von Velsen (1854–1935), deutscher Kommerzienrat und Textilunternehmer
- Max Velthuijs (1923–2005), niederländischer Autor und Zeichner
- Max von Vequel-Westernach († 2006), deutscher Ingenieur und Technischer Direktor der Oper Frankfurt a. M.
- Max Vernooij (1912–2004), österreichischer Tontechniker
- Max Véronneau (* 1995), kanadischer Eishockeyspieler
- Max Versé (1877–1947), deutscher Pathologe
- Max Verstappen (* 1997), niederländisch-belgischer Automobilrennfahrer
- Max Verworn (1863–1921), deutscher Physiologe
- Max Vetter (1892–1917), deutscher Ruderer
- Max von Viebahn (1888–1980), deutscher General der Infanterie
- Max Viebeg (1887–1961), deutscher Korvettenkapitän, U-Boot-Kommandant im Ersten Weltkrieg, Ritter des Ordens Pour le Mérite
- Max Vierlinger (1903–1984), deutscher Schauspieler
- Max Voegeli (1921–1985), Schweizer Schriftsteller
- Max Vogel (1871–1939), deutscher Maler
- Max Vogel (1856–1933), deutscher Jurist und Politiker
- Max Vogel (1908–1934), deutscher SA-Führer
- Max Vogeler (1874–1962), deutscher Architekt, Stadtbaumeister in Weimar
- Max Vogler (1854–1889), deutscher Lyriker und Belletrist
- Max Vogler (1893–1956), deutscher Kaufmann und Senator (Bayern)
- Max Vogrich (1852–1916), österreichischer Pianist und Komponist
- Max Vogt (* 1935), deutscher Jurist, Richter am Bundesgerichtshof
- Max Vogt (1925–2019), Schweizer Architekt
- Max Volkers (1874–1946), deutscher Genre-, Tier- und Landschaftsmaler der Düsseldorfer Schule
- Max Volkhart (1848–1924), deutscher Maler
- Max Vollert (1851–1935), deutscher Jurist, Kurator und Autor
- Max Volmer (1885–1965), deutscher Chemiker mit dem Schwerpunkt Physikalische Chemie (Reaktionskinetik)
- Max-Josef Volmer (1874–1948), deutscher Jurist
- Max von Hohenlohe (1931–1994), liechtensteinischer Skirennläufer
- Max Vonroth (1888–1957), deutscher Bankkaufmann und Senator (Bayern)
- Max von Vopelius (1872–1932), deutscher Unternehmer in der Glasindustrie und saarländischer Politiker
- Max Vorwerg (1903–1975), deutscher Filmarchitekt und Maler
- Max Jörg Vorwerk (1934–2015), deutscher Unternehmer und Mäzen
- Max Vosberg-Rekow, deutscher Wirtschaftsjurist und Handelslobbyist mit Schwerpunkt Asien
- Max Voss (1863–1927), deutscher Bauingenieur und kommunaler Baubeamter, Stadtbaurat in Quedlinburg
- Max Vrecer (1951–2010), österreichischer Filmgestalter

### W
- Max de Waal (* 2002), niederländischer Fußballspieler
- Max Wachtel (1897–1982), deutscher Offizier und Flughafenmanager
- Max Wachtel (1896–1963), deutscher Politiker (KPD/SED) und Gewerkschafter
- Max Waechter (1837–1924), britischer Kaufmann und Philanthrop
- Max Josef Wagenbauer (1775–1829), deutscher Maler und Lithograf
- Max Adolf Wagenführer (1919–2010), deutscher evangelischer Theologe und Assistent am Institut zur Erforschung und Beseitigung des jüdischen Einflusses auf das deutsche kirchliche Leben (1939–1945)
- Max Wagenknecht (1857–1922), deutscher Komponist
- Max Wagner (1865–1944), deutscher Komponist
- Max Wagner (* 1984), deutscher Schauspieler
- Max Wagner (* 1969), deutscher Kulturmanager
- Max Leopold Wagner (1880–1962), deutscher Romanist
- Max Waibel (1901–1971), Schweizer Armeeoffizier
- Max Waibel (1903–1979), deutscher Grafiker, Maler, Typograf und Drucker
- Max Waibel (1943–2023), Schweizer Germanist und Volkskundler
- Max Waldau (1825–1855), deutscher Schriftsteller
- Max von Waldberg (1858–1938), deutscher Literaturwissenschaftler und Professor in Heidelberg
- Max Waldeck (1878–1970), deutscher Ministerialbeamter im Verkehrswesen
- Max Waldman (1919–1981), US-amerikanischer Fotograf
- Max Waldmeier (1912–2000), Schweizer Astronom und Sonnenforscher
- Max Waldschmidt (1874–1931), deutscher Arzt und Politiker (DNVP), Landtagsabgeordneter Waldeck
- Max Waldstein (1836–1919), deutscher Optiker, österreichischer Ministerialbeamter, Schriftsteller und Ehrenbürger der Stadt Bad Ischl
- Max Walker-Silverman, US-amerikanischer Filmregisseur und Drehbuchautor
- Max Walleser (1874–1954), deutscher Indologe, Buddhologe
- Max Wallies (1856–1925), deutscher Altphilologe
- Max Wallner (1891–1951), deutscher Librettist, Liedtexter, Komponist und Drehbuchautor
- Max Walloschke (1889–1974), deutscher Gewichtheber und Berufsringer
- Max Wallraf (1891–1972), preußischer Verwaltungsjurist und Landrat
- Max Wallraf (1859–1941), deutscher Politiker (DNVP, NSDAP), MdR
- Max Walscheid (* 1993), deutscher Radrennfahrer
- Max Walter (1905–1987), deutscher Gewichtheber
- Max Walter (1899–1946), deutscher Kirchenmusiker und Komponist
- Max Walter (1912–1975), deutscher Turner
- Max Walthard (1867–1933), Schweizer Gynäkologe
- Max Wappler (1860–1932), deutscher Heimatforscher
- Max Warburg (1867–1946), deutscher Bankier und Politiker, MdHB
- Max Adolph Warburg (1902–1974), deutscher Pädagoge
- Max M. Warburg Jr. (* 1948), deutscher Bankier
- Max Wardin (1884–1939), deutscher Landwirt und Politiker (SPD), MdPl
- Max Warnack (1882–1945), deutscher Beamter, Direktor im Statistischen Reichsamt
- Max Warschawski (1925–2006), Rabbiner
- Max Wartemann (1905–1993), schleswig-holsteinischer Politiker
- Max Wassmer (1887–1970), Schweizer Unternehmer und Kunstmäzen
- Max Weber (1897–1974), Schweizer Politiker
- Max Weber (1922–2007), deutscher Leichtathlet und Olympiateilnehmer
- Max Weber (1881–1961), polnisch-US-amerikanischer Maler und Bildhauer
- Max Weber (1931–2022), deutscher Politiker (SPD)
- Max Weber (* 1964), deutscher Handbiker
- Max Weber (* 1985), deutscher Basketballspieler
- Max Weber (1885–1946), deutscher Schauspieler, Politiker und Agitator (KPD, NSDAP)
- Max Weber (1864–1920), deutscher Soziologe und Nationalökonom
- Max Weber (1824–1901), deutsch-amerikanischer Offizier und Beamter, General der Nordstaaten
- Max Maria von Weber (1822–1881), deutscher Eisenbahningenieur und Schriftsteller
- Max Reinhold Weber (1897–1982), Schweizer Bildhauer, Maler, Zeichner und Lithograf
- Max Weber senior (1836–1897), deutscher Kommunalbeamter und Politiker (NLP), MdR
- Max Wilhelm Carl Weber (1852–1937), deutsch-niederländischer Zoologe und Ichthyologe
- Max Wechsler (1938–1978), Schweizer Radrennfahrer
- Max von Weddig (1848–1920), preußischer Generalmajor
- Max Wedekind, deutscher Verleger und Jurist
- Max von Wedel (1850–1906), persischer General und Generaldirektor der persischen Post
- Max Wedemeyer (1911–1994), deutscher evangelischer Pastor und Schriftsteller
- Max Wegner (1902–1998), deutscher Klassischer Archäologe
- Max Wegner (1915–1944), deutscher Schriftsteller
- Max Wegner (* 1989), deutscher Fußballspieler
- Max Wegner (1859–1918), deutscher Theaterschauspieler und -regisseur
- Max Wegner (* 1987), deutscher Unternehmer
- Max Wehrli (1909–1998), Schweizer Literaturwissenschaftler und Germanist
- Max Weichenrieder (* 1950), deutscher Politiker (CSU), MdL
- Max Weidig (1879–1912), deutscher Hütteningenieur
- Max Weidner (1859–1933), deutscher Alternativmediziner
- Max Weigelin (1888–1962), deutscher Geologe und Bergbauingenieur
- Max Weihe (1891–1953), deutscher Lehrer und NS-Benachteiligter
- Max Weiler (1910–2001), österreichischer Maler
- Max Weiler (1900–1969), Schweizer Fußballspieler
- Max Weinberg (* 1951), US-amerikanischer Musiker
- Max Weinberg (1928–2018), deutscher bildender Künstler
- Max Weinhold (* 1982), deutscher Hockeyspieler
- Max Weinreich (1894–1969), polnisch-US-amerikanischer Sprachwissenschaftler
- Max Bernhard Weinstein (1852–1918), deutscher Physiker und Philosoph
- Max Weinthal (1892–1943), deutscher Kaufmann und Opfer des Holocaust
- Max von Weinzierl (1841–1898), österreichischer Komponist, Theaterkapellmeister und Chordirigent
- Max Weiß (* 1874), deutscher Offizier und Politiker
- Max Weiß (* 2004), deutscher Fußballtorhüter
- Max Weishaupt (1908–1982), deutscher Unternehmer
- Max Weißkirchen (* 1996), deutscher Badmintonspieler
- Max Weiss (1921–1996), Schweizer Bildhauer
- Max Weiss (1884–1954), deutscher Maler und Grafiker der Verschollenen Generation
- Max Weißwange (1864–1929), deutscher Verwaltungsjurist
- Max Weisweiler (1902–1968), deutscher Bibliothekar und Orientalist
- Max Welch Guerra (* 1956), chilenisch-deutscher Stadtplaner
- Max Welcker (1878–1954), deutscher Volksschullehrer, Komponist, Organist, Chorleiter, Musikpädagoge und Herausgeber musikalischer Werke
- Max Wellmann (1863–1933), deutscher Klassischer Philologe und Medizinhistoriker
- Max Welti (* 1952), Schweizer Automobilrennfahrer
- Max Wendl (1904–1984), deutscher Maler, Grafiker und Glaskünstler
- Max Wenisch (* 1961), österreichischer Langstreckenläufer
- Max Wenkel (1864–1940), deutscher Ingenieur, Erfinder und Automobilpionier
- Max Wentscher (1862–1942), deutscher Philosoph
- Max Wentz (1881–1941), deutscher Fotograf
- Max Wenzel (1879–1946), deutscher Lehrer und Mundartdichter
- Max Wenzel (1882–1967), deutscher Rechtswissenschaftler und Staatsrechtslehrer
- Max Wenzlaff (1891–1974), deutscher Maler
- Max Werner (1877–1933), deutscher Architekt
- Max Werner (1953–2024), niederländischer Sänger und Schlagzeuger
- Max Werner (1893–1972), österreichischer Politiker, Abgeordneter zum Nationalrat
- Max Werner-Kersten (1880–1948), deutscher Komponist
- Max Wertheimer (1880–1943), Psychologe und Mitbegründer der Gestaltpsychologie bzw. der Gestalttheorie
- Max Wessel (1843–1928), deutscher Landrat, Polizeipräsident und Politiker, MdR
- Max Westenhöfer (1871–1957), deutscher Pathologe und Anthropologe
- Max Westerkamp (1912–1970), niederländischer Hockeyspieler
- Max Westermaier (1852–1903), deutscher Botaniker
- Max Westfeld (1882–1971), deutschamerikanischer Porträt-, Genre-, Stillleben- und Landschaftsmaler der Düsseldorfer Schule
- Max Westhäuser (1885–1958), expressionistischer deutscher Maler und Grafiker
- Max Westphal (1895–1942), deutscher Politiker (SPD), MdL
- Max Westphal (* 2003), französischer Tennisspieler
- Max Westram (1856–1922), deutscher Politiker
- Max Wetschky (1844–1927), deutscher Apotheker und Botaniker
- Max Wey (1892–1953), Schweizer Politiker (FDP)
- Max Weydner, deutscher Theaterschauspieler und Filmschauspieler
- Max Whitlock (* 1993), britischer Kunstturner
- Max Wichtl (1925–2019), österreichischer Chemiker, Botaniker und Pharmazeut
- Max Ernst Wichura, preußischer Regierungsrat und botanischer Reisender
- Max Wickenburg (1857–1918), österreichischer Beamter und Minister
- Max Widmer (1933–2010), Schweizer Ringer und Schwinger
- Max von Widnmann (1812–1895), deutscher Bildhauer
- Max Wieczorek (1863–1955), US-amerikanischer Maler
- Max Wiedemann (* 1977), deutscher Filmproduzent
- Max Wiederanders (1890–1976), deutscher Architekt
- Max Wiederkehr (1935–2008), Schweizer Plastiker, Objektkünstler, Zeichner, Maler, Designer und Innenarchitekt
- Max Wien (1866–1938), deutscher Physiker
- Max Wiener (1882–1950), deutscher Rabbiner, Philosoph und Theologe
- Max Wiener (1947–1996), österreichischer Motorradrennfahrer
- Max Wieninger (1809–1884), bayerischer Bierbrauer, Gastronom und Politiker
- Max Wiese (1846–1925), deutscher Bildhauer und Hochschullehrer an der Zeichenakademie Hanau
- Max Wieser (1890–1946), deutscher Bibliothekar
- Max Wiessner (1885–1946), deutscher Zeitungsverleger
- Max Wiggert (1893–1968), deutscher Fußballspieler
- Max Wilberg (1869–1934), deutscher Pädagoge, Numismatiker, Heimatkundler und Genealoge
- Max Wildgrube (1873–1954), deutscher Politiker (Zentrum), MdR
- Max Wildi (1904–1982), Schweizer Anglist
- Max Wilén (1925–1995), schwedischer Kameramann
- Max Wilhelm (1861–1928), sächsischer Generalleutnant
- Max Wilk (1920–2011), US-amerikanischer Schriftsteller, Drehbuchautor und Dramaturg
- Max Wilke (1906–1978), Schweizer Maler, Zeichner und Dessinateur
- Max Wilken (1862–1925), deutscher Konteradmiral der Kaiserlichen Marine
- Max Willenz (1888–1954), österreichischer Schauspieler
- Max Willner (1906–1994), deutscher jüdische Repräsentant
- Max Willutzki (* 1938), deutscher Regisseur und Drehbuchautor
- Max von Wilmersdörffer (1824–1903), deutscher Bankier und Münzsammler
- Max Wilms (1867–1918), deutscher Chirurg und Hochschullehrer
- Max Wilmsen (1885–1953), deutscher Schauspieler
- Max Wilson (* 1972), brasilianischer Automobilsportler, ehemaliger Formel-1-Testfahrer
- Max Wimmer (1935–2015), deutscher Maler
- Max Winckel (1875–1960), deutscher Chemiker und Ernährungsforscher
- Max Windesheim (1868–1925), deutsch-jüdischer Fabrikant und Getreidegroßhändler
- Max Windmüller (1920–1945), deutscher Widerstandskämpfer
- Max Wingen (1930–2005), deutscher Ministerialbeamter im Bundesfamilienministerium, Leiter des Statistischen Landesamtes Baden-Württemberg
- Max Wingenroth (1872–1922), deutscher Kunsthistoriker
- Max Winkelmann (1875–1938), deutscher Polizist und Politiker (NSDAP)
- Max Winkelmann (1862–1935), deutscher Kaufmann
- Max Winkelmann (1879–1946), deutscher Ingenieurwissenschaftler
- Max Winkler (1876–1946), deutscher Politiker (SPD) und Gewerkschaftsfunktionär
- Max Winkler (1875–1961), Bürgermeister von Graudenz, Reichstreuhänder und Reichsbeauftragter für die deutsche Filmkunst
- Max Winter (1870–1937), österreichischer Journalist und Politiker (SdP), Abgeordneter zum Nationalrat, Mitglied des Bundesrates
- Max Winterhalter (1902–1942), deutscher Widerstandskämpfer gegen den Nationalsozialismus
- Max Winzer, deutscher Fußballspieler
- Max von der Wippel (* 1994), deutscher Basketballspieler
- Max Wirth (1822–1900), deutscher Nationalökonom und Journalist
- Max Wirth, deutscher Fußballspieler
- Max Wirth (* 1930), Schweizer Radsportler, Schweizer Meister im Radsport
- Max Wischer (1873–1950), deutscher Kleintierzüchter, Verbandsfunktionär und Fachbuchautor
- Max Wiskemann (1887–1971), deutscher Manager der Asbest- und Gummiindustrie
- Max Wislicenus (1861–1957), deutscher Maler und Bildwirker
- Max Wissel (* 1989), deutscher Automobilrennfahrer
- Max Wissner (1873–1959), deutscher Maler
- Max Wisthaler (1820–1892), deutscher Theaterschauspieler
- Max Witschel (1863–1916), deutscher Konteradmiral
- Max Witte (1909–1955), deutscher Geistlicher
- Max Wittmann (1895–1971), österreichischer Bühnenschauspieler
- Max Wittmer (1881–1933), deutscher Verwaltungsbeamter
- Max Witzigmann (* 1974), österreichischer Autor
- Max von Witzleben (1812–1888), preußischer Generalmajor
- Max Wockatz (1898–1947), deutscher Politiker (NSDAP), MdR
- Max Woelky (* 1985), deutscher Schauspieler
- Max Woelm (1875–1964), deutscher Apotheker und Nahrungsmittelchemiker
- Max Wogritsch (1880–1951), deutscher Schauspieler, Produktions- und Aufnahmeleiter
- Max Wöhler (1860–1922), deutscher Architekt, Stadtverordneter in Düsseldorf
- Max Wolf (1863–1932), deutscher Astronom
- Max Wolf (1840–1886), österreichischer Komponist mährischer Herkunft
- Max Wolf, Schweizer Journalist
- Max Wolf (* 1889), deutscher Landrat
- Max Wolff (1879–1963), deutscher Biologe
- Max Gustav Heinrich Wolff (1893–1965), Schweizer Jurist, Richter, Politiker und christlicher Friedensaktivist
- Max Joseph Wolff, deutscher Jurist, Schriftsteller und Übersetzer
- Max-Eckart Wolff (1902–1988), deutscher Marineoffizier, zuletzt Flottillenadmiral der Bundesmarine
- Max Werner Joseph Anton Wolff-Metternich zur Gracht (1770–1839), nassauischer Landtagsabgeordneter
- Max Wölfing (1847–1928), deutscher evangelischer Feldpropst
- Max Wolfinger (1837–1913), deutscher Maler
- Max Wollenschläger, deutscher Fußballspieler und Fußballtrainer
- Max Wönner (1896–1960), deutscher Politiker (SPD), MdB
- Max Woog (* 1888), Schweizerer Fußballspieler und Juwelier
- Max Woosnam (1892–1965), britischer Tennisspieler
- Max Worgitzki (1884–1937), deutscher Politiker, Schriftsteller und Gründer des Allensteiner Theaters
- Max Worthley (1913–1999), australischer Opernsänger (Tenor) und Gesangspädagoge
- Max Wozniak (1926–2023), polnisch-amerikanischer Fußballtrainer und Fußballtorhüter
- Max Wratschgo (* 1937), österreichischer Pädagoge und Europaaktivist
- Max Wright (1943–2019), US-amerikanischer Schauspieler
- Max Wulff (1871–1947), deutscher Maler und Illustrator
- Max Wüllner (* 2001), deutscher Basketballspieler
- Max Wullschleger (1910–2004), Schweizer Politiker (KPS/SP/DSP)
- Max Wundt (1879–1963), deutscher Philosoph
- Max Wünsche (1914–1995), deutscher SS-Standartenführer
- Max von Wurmb (1835–1886), deutscher Verwaltungsbeamter
- Max Otto Wurmbach (1885–1946), deutscher Oberst der Luftwaffe der Wehrmacht
- Max von Wussow (1884–1970), deutscher Offizier, Landrat und Wirtschaftsfunktionär
- Max Wykes-Joyce (1924–2002), britischer Literaturkritiker
- Max Albert Wyss (1908–1977), Schweizer Fotograf
- Max Wyttenbach (1921–2015), Schweizer Theologe und Pfarrer

### Z
- Max von Zabern (1903–1991), deutscher Politiker
- Max Zacharias (1873–1962), deutscher Mathematiker
- Max Zachmann (1892–1917), deutscher Maler des Expressionismus
- Max Zaha (1913–1997), deutscher Verwaltungsjurist, Regierungsvizepräsident der Oberpfalz und Präsident des Oberpfälzer Kulturbundes
- Max Zähle (* 1977), deutscher Filmregisseur
- Max Thomas Zarfl (1876–1938), österreichischer Pädiater
- Max Zaslofsky (1925–1985), US-amerikanischer Basketballspieler
- Max Zaspel, deutscher Polizeioffizier
- Max Zeibig (1889–1963), deutscher Lehrer und Dichter
- Max Zeidelhack (1891–1955), deutscher Manager in der Rüstungsindustrie
- Max Zeitler (1898–1949), deutscher Verwaltungsjurist und Kommunalbeamter
- Max Zell (1866–1943), deutscher Industrieller
- Max Zeller (1891–1981), Schweizer Topograf
- Max Zeller (1834–1912), Apotheker und Gründer der Max Zeller Söhne AG
- Max Zeltner (1895–1953), Schweizer Heilpädagoge
- Max Zenger (1837–1911), deutscher Komponist, Kapellmeister, Lehrer, Musikschriftsteller und -kritiker
- Max Zentawer (* 1962), deutscher Jazzmusiker (Gitarre, Komposition)
- Max von Zeppelin (1856–1897), deutscher Zoologe und Forschungsreisender
- Max Zettler (1886–1926), deutscher Maler
- Max Zeuske (1927–2001), deutscher Historiker
- Max Ziegelbauer (1923–2016), deutscher römisch-katholischer Weihbischof
- Max Ziegert (1852–1930), deutscher Antiquar
- Max Ziegler (1921–2012), Schweizer Architekt
- Max Zierl (1934–2018), deutscher Politiker (BP)
- Max Ziervogel (1893–1972), deutscher Generalleutnant in der Luftwaffe der Wehrmacht
- Max Zihlmann (1936–2022), Schweizer Drehbuchautor
- Max Zillibiller (1896–1970), deutscher Politiker (CSU), MdL
- Max Zilzer (1863–1943), deutscher Schauspieler
- Max Zimmering (1909–1973), deutscher Schriftsteller
- Max Zimmermann (* 1994), deutscher American- und Canadian-Footballspieler
- Max Zimmermann (1900–1972), deutscher Politiker (SED)
- Max Zimmermann (1811–1878), deutscher Maler
- Max Zimmermann (* 1999), österreichischer Eishockeytorwart
- Max Zimmermann (1881–1962), deutscher Architekt
- Max Zimmermann (1888–1945), deutscher Widerstandskämpfer gegen den Nationalsozialismus, Stadtverordneter und Arbeitersportaktivist
- Max Georg Zimmermann (1861–1919), deutscher Architekt und Kunsthistoriker
- Max von Zimmermann (1833–1925), deutscher Unternehmer und Amtsrat
- Max Zindler (1852–1908), deutscher Gutsbesitzer und Politiker (DkP), MdR
- Max Zipfel (1883–1964), deutscher Politiker (CDU)
- Max Zirngast (* 1989), österreichischer Journalist und Autor
- Max August Zorn (1906–1993), US-amerikanischer Mathematiker und Hochschullehrer
- Max Zottmayr (1833–1905), deutscher Opernsänger (Tenor)
- Max Zschoke (1873–1952), deutscher Gewerkschaftsfunktionär und sozialdemokratischer Stadtrat von Wilsdruff
- Max Zschokke (1886–1960), Schweizer Bauingenieur
- Max Ludwig Zschommler (1855–1915), deutscher Lehrer und Heimatforscher
- Max von Zu Rhein (1780–1832), königlich bayerischer Regierungsbeamter, zuletzt Justizminister
- Max Zuberbühler (1924–2018), Schweizer Gewerkschafter
- Max Zweig (1892–1992), österreich-israelischer Dramatiker
- Max Zweiniger (1862–1910), deutscher Komponist und Chorleiter
- Max Zwerbach (1884–1908), US-amerikanischer Mobster
- Max Zwicknagl (1900–1969), deutscher Unternehmer und Politiker (BVP, CSU), MdL